# Desfile do Dia da Vitória em Moscou em 2015

Emblema do 70º aniversário do Desfile do Dia da Vitória

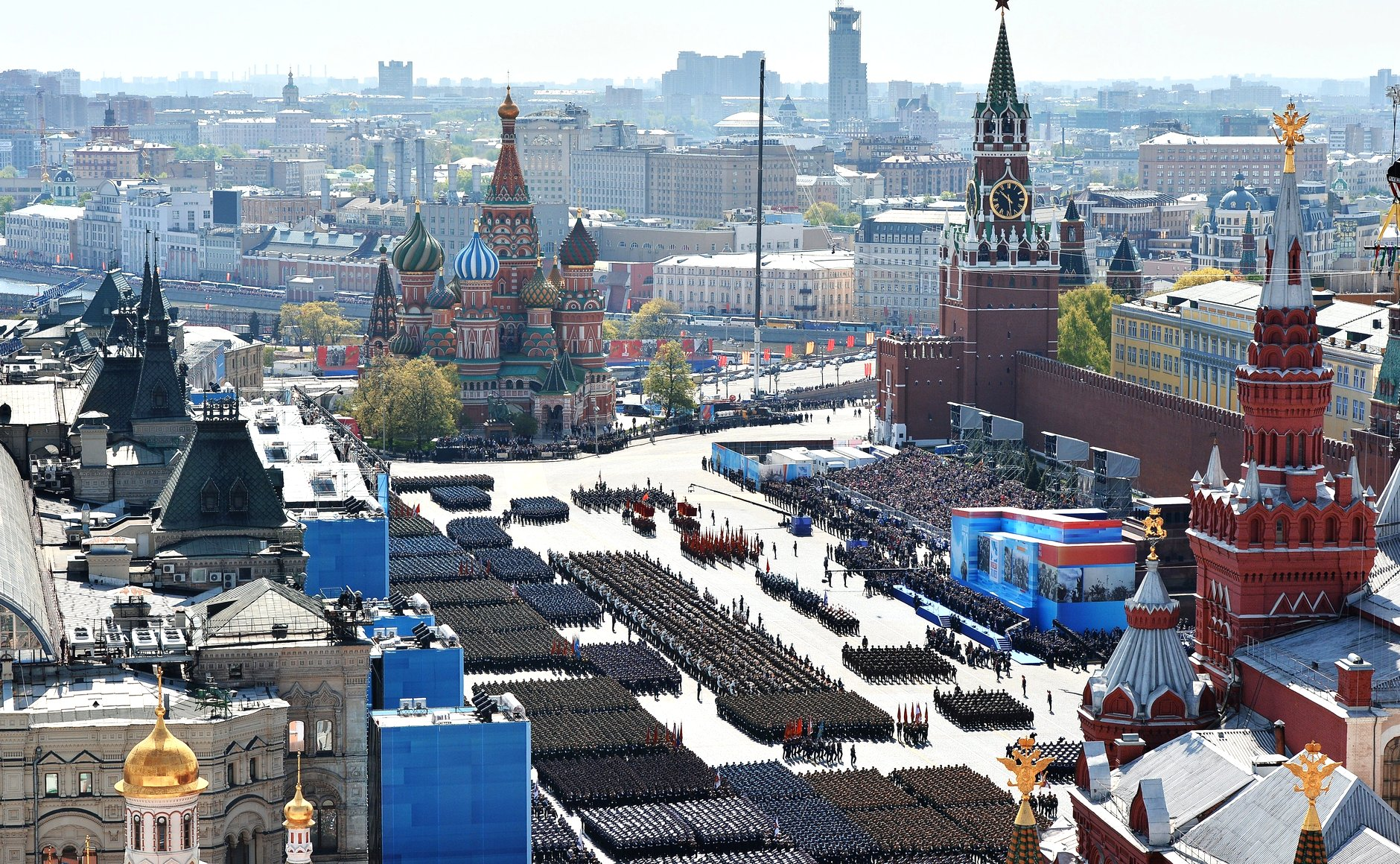
O Desfile do Dia da Vitória em Moscou em 2015 é o maior já registrado na Rússia.

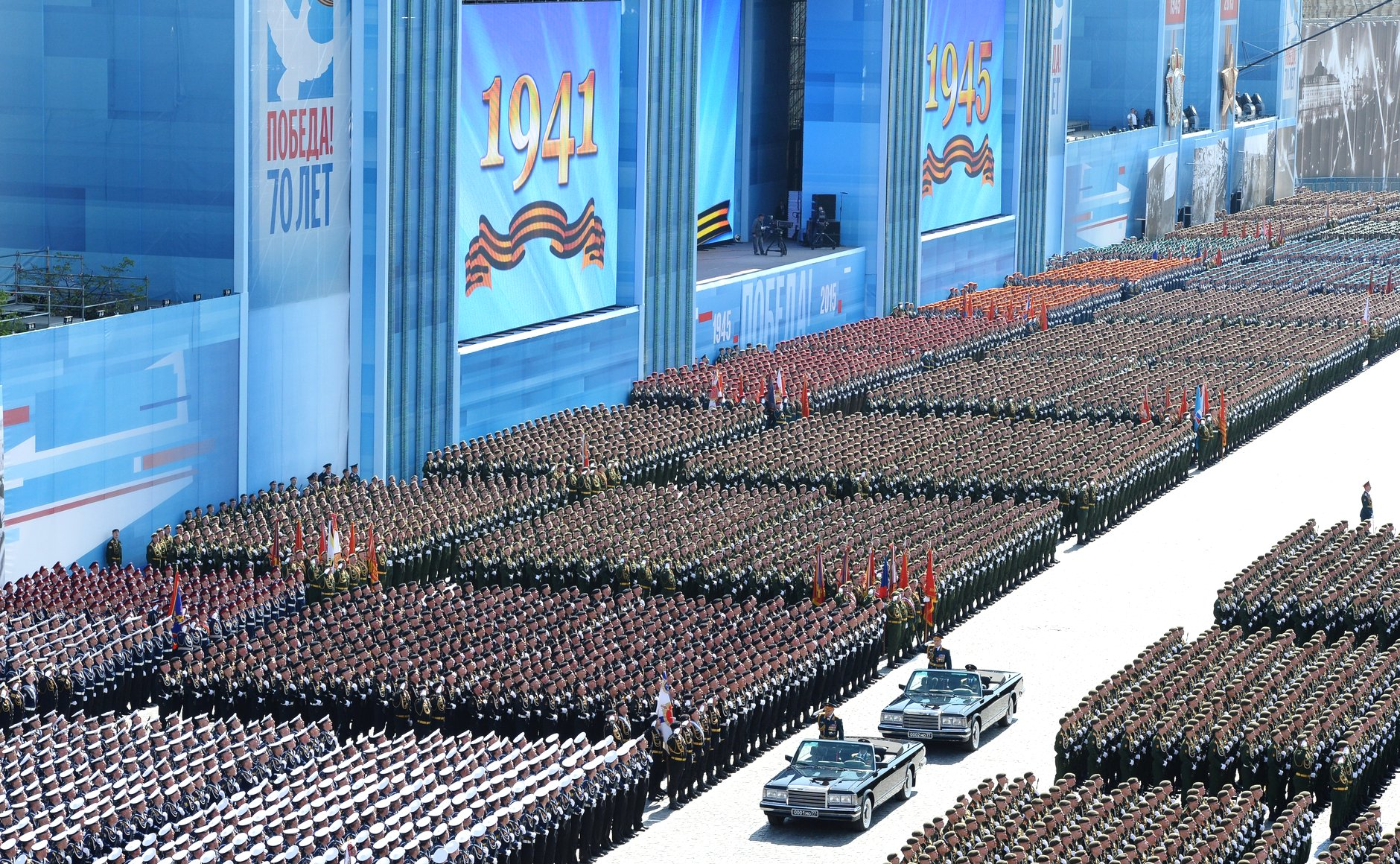
Cerca de 15.000 soldados no desfile do 70º aniversário do Dia da Vitória.

O Desfile do Dia da Vitória em Moscou de 2015 foi um desfile militar realizdo na Praça Vermelha, em Moscou, em 9 de maio de 2015, para comemorar o 70º aniversário da vitória soviética na Grande Guerra Patriótica. O presidente da Federação Russa, Vladimir Putin, fez seu décimo segundo discurso de feriado à nação neste dia, logo após a inspeção do desfile presidida pelo Ministro da Defesa, General do Exército Sergei Shoigu.
Celebrando o 70º aniversário da vitória dos Aliados na Europa, o desfile de 2015 foi o mais grandioso e opulento já realizado na história da Rússia e da União Soviética. Contudo, observadores apontaram que um autêntico culto à Vitória surgiu na Rússia, com o governo de Putin utilizando a festividade para justificar sua política agressiva em relação à Ucrânia    (exemplificada pelo uso extensivo da fita de São Jorge  ), Enquanto a maioria dos aliados de guerra ocidentais optou por não comparecer ao evento, líderes de nações como China e Índia foram destacados como os principais representantes. O Coronel General Oleg Salyukov, Comandante-em-Chefe das Forças Terrestres Russas, assumiu a liderança do desfile naquele ano. Além das tropas da Federação Russa, 1.300 soldados de 10 países estrangeiros, incluindo contingentes da China, Índia, Sérvia e Mongólia, participaram, sendo esta a primeira vez que esses quatro países marcaram presença em um desfile do Dia da Vitória na Rússia.
Após o desfile oficial, mais de 500 mil russos e estrangeiros marcharam pelo centro de Moscou em tributo aos que perderam a vida e aos que sobreviveram à Segunda Guerra Mundial. Esta parte do desfile em Moscou faz parte de uma tradição anual do Dia da Vitória, conhecida como Marcha do Regimento Imortal, que também é realizada em diversas outras cidades russas e em vários países. O evento foi conduzido pelo presidente Putin, cujo pai participou da guerra. A participação na Marcha do Regimento Imortal de 2015 em todo o país é estimada em até 12 milhões de russos.

## Dignatários importantes presentes e informações sobre o desfile
Entre os presentes estavam:

Participantes do desfile do Dia da Vitória em 9 de maio de 2015 versus 9 de maio de 2010

Líderes de estados que receberam um convite de Moscou para participar do desfile do Dia da Vitória em 9 de maio de 2015 Aceito Rejeitado Não confirmou a presença

- Presidente da Índia, Pranab Mukherjee [7]
- Presidente da China, Xi Jinping [8]
- Presidente do Estado da Palestina, Mahmoud Abbas
- Presidente da República do Chipre, Nicos Anastasiades [9]
- Presidente da Africa do Sul, Jacob Zuma [10]
- Presidente do Cazaquistão, Nursultan Nazarbaev [11]
- Presidente do Quirguistão, Almazbek Atambaiev [12]
- Presidente do Tajiquistão, Emomali Rahmon [13]
- Presidente do Turcomenistão, Gurbanguly Berdimuhamedow [14]
- Presidente da Armênia, Serzh Sargsyan [15]
- Presidente do Azerbaijão, Ilham Aliyev [16]
- Presidente do Zimbábue, Robert Mugabe [17]
- Presidente da Presidência da Bósnia e Herzegovina Mladen Ivanić [18]
  -  Presidente da República Sérvia, Milorad Dodik [19]
- Presidente da Sérvia, Tomislav Nikolić [20]
- Presidente da Macedônia, Gjorge Ivanov [21]
- Presidente da Mongólia, Tsakhiagiin Elbegdorj [22]
- Presidente do Vietnam, Trương Tấn Sang [23]
- Presidente da Assembleia Popular Suprema da RPDC, Kim Young-Nam [24]
- Presidente de Cuba, Raúl Castro [25]
- Presidente da Venezuela, Nicolás Maduro [26]
- Presidente do Egito, Abdel Fattah el-Sisi [27]
- Presidente da Abecásia (estado parcialmente reconhecido), Raul Khadzhimba [28]
- Presidente da Ossétia do Sul (estado parcialmente reconhecido), Leonid Tibilov [28]
- Secretário-geral das Nações Unidas, Ban Ki-moon [29]
- Diretora Geral da UNESCO, Irina Bokova [30]

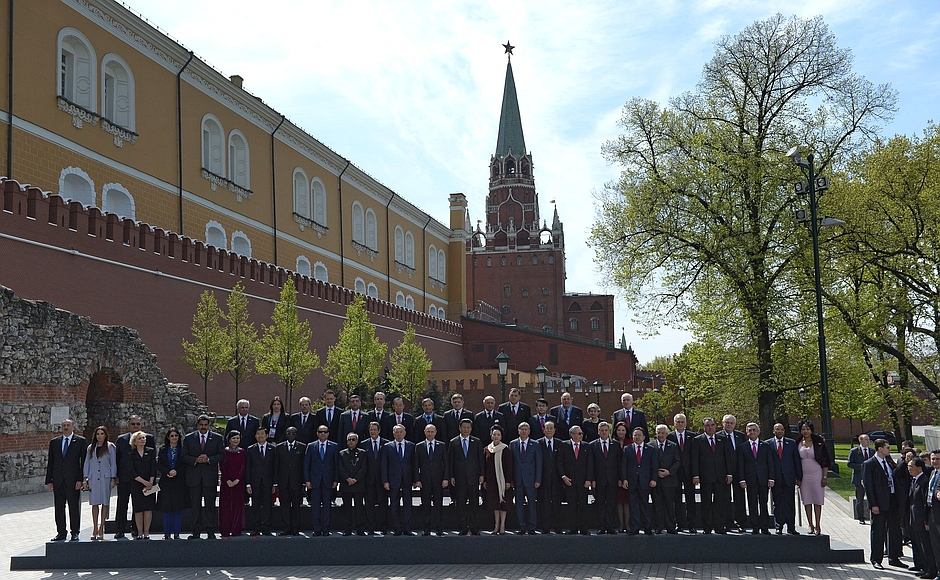
O presidente russo, Vladimir Putin, com chefes de estado e de governo que chegaram a Moscou para comemorar o 70º aniversário da Vitória. 9 de maio de 2015

No total, cerca de 30 líderes internacionais compareceram ao desfile, incluindo chefes da UNESCO e do Conselho da Europa, tendo sido enviados convites a 68 chefes de Estado.  O Reino Unido foi representado por Nicholas Soames, neto do famoso primeiro-ministro Winston Churchill, que liderou o país durante a Segunda Guerra Mundial. Vários países da União Europeia, como República Checa, Hungria e Grécia, enfrentaram pressão dos Estados Unidos e/ou da UE para não participarem do Desfile do Dia da Vitória, em decorrência da anexação da Crimeia pela Federação Russa em 2014 e da subsequente Guerra em Donbas. Em resposta, o presidente tcheco Miloš Zeman impediu a participação do embaixador dos EUA em eventos realizados no Castelo de Praga. Diversos veteranos da Segunda Guerra Mundial, provenientes dos EUA e do Reino Unido, estiveram presentes nas celebrações, participando como convidados individuais.
Os seguintes países decidiram não participar do desfile deste ano em Moscou: Austrália, Bielorrússia (que realizou suas próprias celebrações do dia da vitória no mesmo dia),  Bélgica, Reino Unido, Alemanha, Geórgia, Israel, Canadá, Letônia, Lituânia, Luxemburgo, Moldávia, Holanda, Noruega, Polônia, Eslováquia, Eslovênia, Ucrânia, Estados Unidos, Finlândia, Croácia, Montenegro, República Tcheca, Suécia, Estônia, Japão.
Abaixo, uma lista completa dos convidados que não participaram do desfile, sendo por recusa, falta de respostas aos convites ou outros motivos:
- Secretário-geral do Conselho da Europa Thorbjørn Jagland [33]
- União Europeia:
  - Presidente do Conselho Europeu, Donald Tusk [28][34]
  - Presidente da Comissão Europeia, Jean-Claude Juncker [35]
  - Presidente do Parlamento Europeu, Martin Schulz [35]
- Governador-geral da Austrália, Peter Cosgrove [36]
- Chanceler da Áustria, Heinz Fischer [37]
- Presidente da Albânia, Bujar Nishani [38]
- Presidente da Bielorrússia, Alexander Lukashenko [39]
- Presidente da Bulgária, Rosen Plevneliev [40]
- Presidente do Brasil, Dilma Rousseff [41]
- Primeiro-ministro do Reino Unido, David Cameron [42]
- Presidente da Hungria, Janos Áder [43]
- Chanceler da Alemanha, Angela Merkel [28][44]
- Primeiro-ministro da Grécia, Alexis Tsipras [45]
- Presidente da Geórgia, Giorgi Margvelashvili [28][46]
- Primeira-ministra da Dinamarca, Helle Thorning-Schmitt [47]
- Israel:
  - Presidente de Israel, Reuven Rivlin [28]
  - Primeiro-ministro de Israel, Benjamin Netanyahu [48]
- Presidente da Islândia, Olafur Ragnar Grimsson [28]
- Presidente do Governo da Espanha, Mariano Rajoy [49]
- Primeiro-ministro da Itália, Matteo Renzi [50]
- Presidente da República da Coreia, Park Geun-hye [51]
- Líder supremo, líder do partido, do exército e do povo da RPDC, Kim Jong-un [52]
- Presidente da Letônia, Andris Berzins [28]
- Presidente da Lituânia, Dalia Grybauskaite [28]
- Presidente da Moldávia, Nicolae Timofti [28][53]
- Primeiro-ministro dos Países Baixos, Mark Rutte [54]
- Primeira-ministra da Noruega, Erna Solberg [55]
- Polônia:
  - Presidente da Polônia, Bronislaw Komorowski [28]
  - Primeira-ministra da Polônia, Ewa Kopacz [56]
- Presidente da Romênia, Klaus Iohannis [28]
- Eslováquia:
  - Presidente da Eslováquia, Andrej Kiska [57]
  - Primeiro-ministro da Eslováquia, Robert Fico [58][59][60][61]
- Presidente da Eslovênia, Borut Pahor [62]
- Presidente dos Estados Unidos, Barack Obama [28]
- Presidente da Turquia, Recep Tayyip Erdogan [63]
- Presidente do Uzbequistão, Islam Karimov [64]
- Representantes da Ucrânia [65]
- Presidente da Finlândia, Sauli Niinistö [66]
- Presidente da França, François Hollande [67]
- Presidente da Croácia, Kolinda Grabar-Kitarovic [68]
- Presidente de Montenegro, Filip Vujanovic [69]
- Presidente da República Checa, Milos Zeman [58][59][60]
- Primeiro-ministro da Suécia, Stefan Löfven [62]
- Presidente da Estônia, Toomas Ilves [28]
- Primeiro-ministro do Japão, Shinzo Abe [28]

A anexação da Crimeia pela Federação Russa e o subsequente conflito em Donbas levaram várias nações que participaram da Segunda Guerra Mundial, incluindo aquelas presentes no desfile de 2010, a não comparecerem às celebrações de 2015. Entre esses países estava a Alemanha, representada pela chanceler Angela Merkel, que visitou Moscou no dia 10 de maio para depositar flores no Túmulo do Soldado Desconhecido e se reunir com Vladimir Putin.   Três dias após o desfile do Dia da Vitória, o secretário de Estado dos EUA, John Kerry, depositou uma coroa de flores no Túmulo do Soldado Desconhecido, em Sóchi, com o ministro das Relações Exteriores da Rússia, Sergey Lavrov.
Além do retorno dos clássicos T-34 e do canhão autopropulsado SU-100, junto com os veículos e aviões que tradicionalmente marcam presença na coluna móvel e nos sobrevoos, o desfile deste ano contou com as seguintes estreias:
- Veículo blindado de transporte de pessoal Bumerang [72]
- Veículo de combate de infantaria Kurganets-25
- IFV pesado T-15
- Tanque de batalha principal T-14
- Obus autopropelido 2S35 Koalitsiya-SV
- MRAP Ural Typhoon [73]
- Veículo blindado de transporte de pessoal da Infantaria Naval BTR-82AM
- Sistema de mísseis antitanque móvel Kornet-D montado no APC GAZ Tigr
- Lançador de ICBM móvel RS-24 Yars
- A nova equipe acrobática Krilya Tavrida com 4 Yakovlev Yak-130s [74]
- Caças Sukhoi Su-30 e Sukhoi Su-35

O Instituto Naval Superior Nakhimov e a Academia Militar de Defesa e Controle Químico marcaram seu retorno ao desfile na Praça Vermelha após longos períodos de ausência. O Instituto Nakhimov participou pela primeira vez desde 1985, enquanto a Academia retomou sua presença desde 2006. Neste ano, o Instituto Naval do Pacífico fez sua estreia no evento. Todos esses grupos integram o segmento de marcha composto por 16.000 militares, que contou também com a participação de uma formação equivalente ao tamanho de uma companhia do Instituto Militar das Forças Terrestres do Cazaquistão, representando as Forças Armadas da República do Cazaquistão. Além disso, o desfile reuniu contingentes militares de outros países membros da Comunidade de Estados Independentes, como o Exército Armênio e as Forças Terrestres do Azerbaijão, que retornaram após 5 anos de ausência. ao lado de participantes do desfile pela primeira vez das forças armadas da Sérvia, China,  Mongólia e Índia.  O veículo de combate de infantaria BMD-4 retornou à coluna móvel após um intervalo de 6 anos, junto com o voo conjunto das equipes acrobáticas russas Cavaleiros Russos e Strizhi, após uma ausência de um ano do desfile.
Além disso, diversos veículos militares que participaram do Desfile da Vitória de 1945 na Praça Vermelha estavam sendo preparados para desfilar em outras importantes cidades russas.
Seguindo a tradição, outras 26 importantes cidades russas (incluindo Sebastopol e Querche, na disputada região da Crimeia) organizaram desfiles comemorativos. Além disso, uma combinação de desfiles civis e militares ocorreu em mais 50 cidades do país. Também foram realizadas cinco inspeções navais em São Petersburgo e Kaliningrado (ligadas à Frota do Báltico), Sebastopol (Mar Negro), Severomorsk (Frota do Norte) e Vladivostok (Frota do Pacífico). Em alguns dos grandes desfiles, sobrevoos aéreos marcaram presença pela primeira vez
Desfiles e celebrações em comemoração ao Dia da Vitória também ocorreram nos países membros da CEI:
- : 9 de Maio (Minsk, com a banda militar das Forças Aéreas dos Estados Unidos na Europa - Forças Aéreas África, Brest)
- : 9 de Maio (Kiev, Carkquive, Odessa)
- : 7 de Maio (Astana)
- : 9 de Maio (Bisqueque)
- : 9 de Maio (Erevã)
- : 9 de Maio (Bacu)
- : 9 de Maio (Duxambe)

A autoproclamada República Popular de Donetsk, parte da chamada Nova Rússia, realizou em 9 de maio em Donetsk, em meio aos combates na região de Donbas, o primeiro desfile público do Dia da Vitória. O evento contou com a participação das "Forças Armadas Unidas da Nova Rússia" — braço militar da organização separatista —, além dos Ministérios de Assuntos Internos e de Situações de Emergência em nível federal. Uma situação semelhante ocorreu na também não reconhecida República Popular de Luhansk, onde o primeiro desfile do Dia da Vitória em Luhansk foi realizado na mesma data, incluindo a presença das Forças Armadas Unidas da Nova Rússia, bem como das unidades federais do MVD e do EMERCOM.
A República de Nagorno-Karabakh celebrou o dia 9 de maio com um desfile e outras atividades realizadas em Estepanaquerte, marcando também o 23º aniversário da tomada de Shusha durante a Primeira Guerra de Nagorno-Karabakh. No entanto, devido ao conflito em andamento na região e ao fato de que, no desfile, a Armênia figurava imediatamente após o contingente do Azerbaijão, uma fotografia oficial divulgada no site do Ministério da Defesa do Azerbaijão teve a Bandeira Armênia removida por meio de edição digital. 

## Preparação

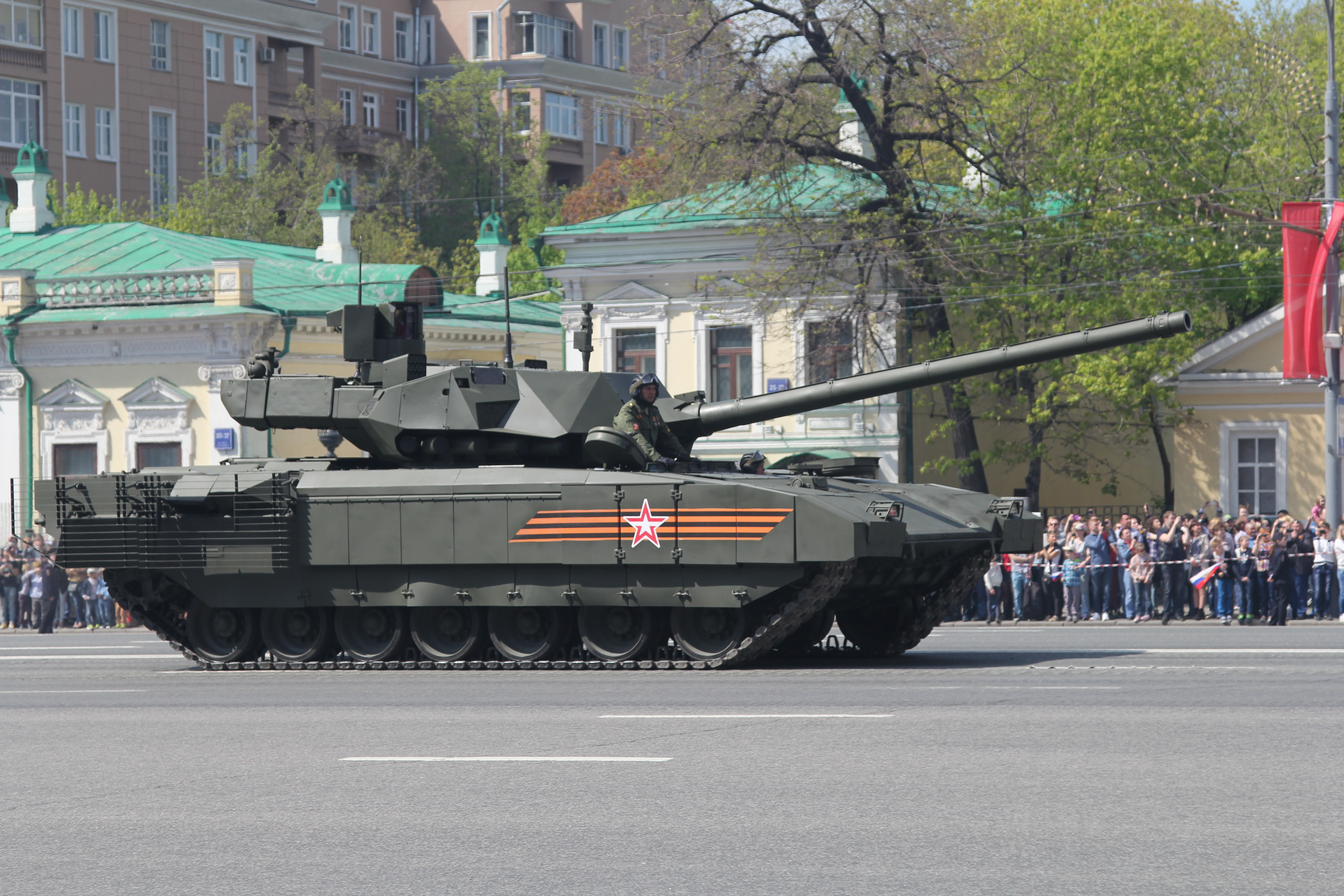
Tanque T-14 Armata no Desfile do Dia da Vitória em Moscou em 2015

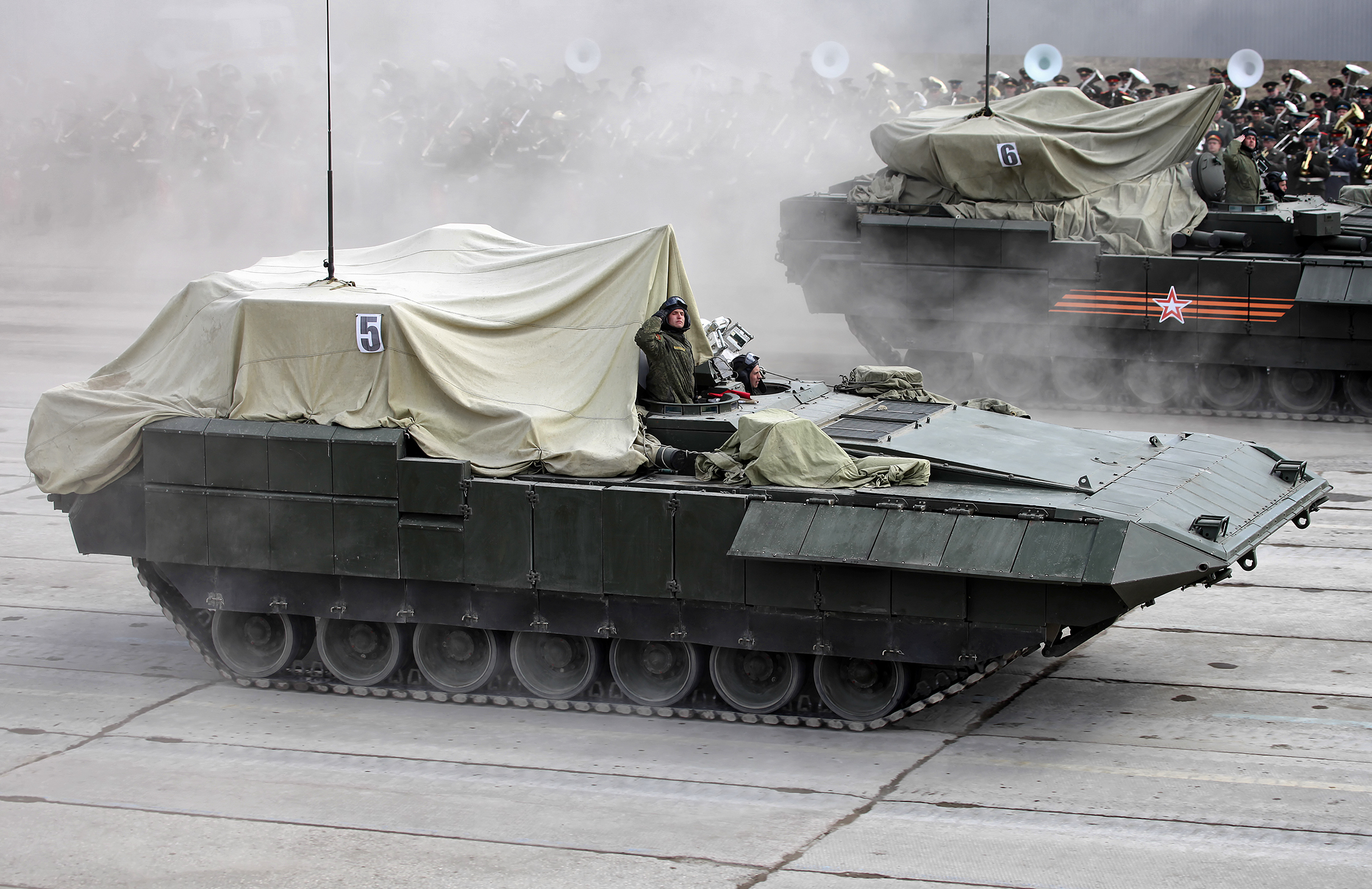
T-15 e Kurganets-25 durante um ensaio para o desfile com torres cobertas

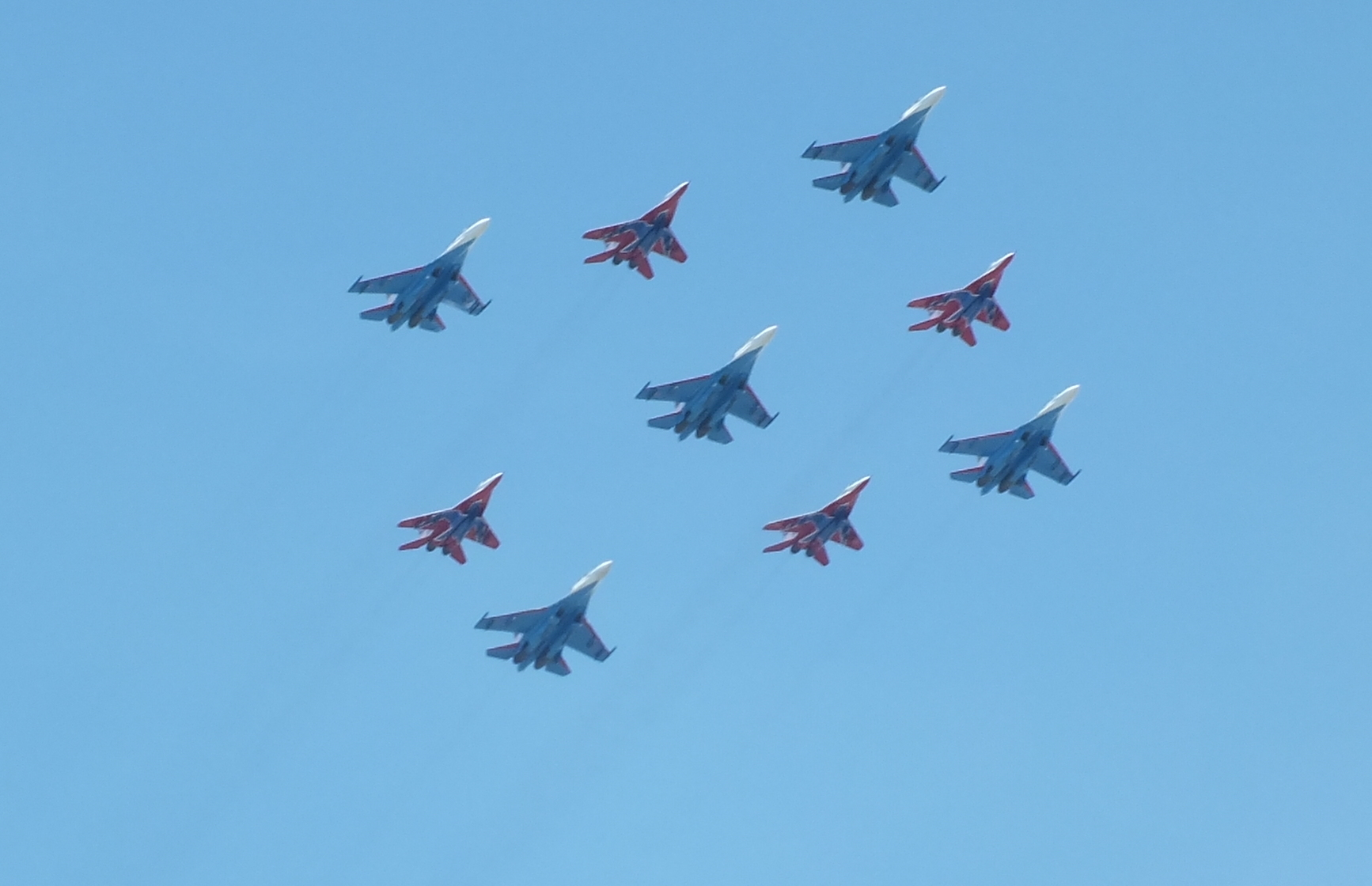
Sobrevoo de aeronaves (Cavaleiros Russos e Strizhi) sobre Moscou em 7 de maio

A partir de novembro/dezembro de 2014, os preparativos para o desfile contaram com uma ampla participação no nível de unidade. Foram realizados treinos individuais em diversas instalações militares, abrangendo todas as unidades envolvidas. Já em março de 2015, a formação de sobrevoo aéreo deu início aos seus voos de treino individuais.  Além disso, as bandas militares das Forças Armadas, do Ministério de Assuntos Internos, do Ministério de Situações de Emergência e da Guarnição de Moscou também se prepararam para o evento. Pela 13ª vez consecutiva, a supervisão ficou a cargo do Tenente-General Valery Khalilov, Diretor Sênior de Música do Serviço de Bandas das Forças Armadas Russas desde 2002, liderando um conjunto de mais de mil músicos militares. O renomado Corpo de Tambores da Escola Militar de Música de Moscou "Marechal de Campo Alexander Suvorov", por sua vez, participou sob a direção do Coronel Alexander Gerasimov, chefe de longa data da instituição, que, salvo uma breve pausa entre 2009 e 2011, teve o privilégio de comandar o desfile.
Os preparativos para o desfile tiveram início oficialmente no campo de treinamento em Alabino, Oblast de Moscou, em abril de 2015. Os treinos se estenderam até a metade do mês, quando foram transferidos para a Praça Vermelha, culminando em um ensaio geral combinado nos primeiros dias de maio. Antes disso, ocorreu o primeiro treino de deslocamento dos cerca de 200 veículos que compuseram a coluna móvel do evento. Essa primeira passagem ocorreu em 27 de março. 
O primeiro ensaio do desfile, ocorrido em 3 de abril de 2015,  marcou oficialmente o início dos preparativos para o grande evento, mesmo enfrentando um dia de tempo nevado. Participando desse primeiro ensaio geral, que incluiu apenas o segmento de marcha e a coluna móvel, destacou-se o pioneiro contingente militar feminino a desfilar na Praça Vermelha, formado por alunas do Corpo de Cadetes da Escola Nacional de Pensões de Moscou. Posteriormente, no dia 9 de abril, foi realizado o primeiro teste de voo da coluna aérea  no campo de treinamento de Alabino em 9 de abril, com mais de 150 aeronaves participando do primeiro teste do segmento de sobrevoo.
Entre os dias 15 e 22 de abril, ocorreu um evento marcante com a primeira marcha de treinamento de um contingente de cossacos, que, em 9 de maio, se tornou a primeira unidade desse tipo a desfilar na Praça Vermelha após muitos anos.  A unidade que marchou este ano vem das fileiras dos Cossacos de Cubã, que marcharam pela Praça Vermelha no Desfile da Vitória de 1945, representados pelo 4º Regimento de Cavalaria Cossaca da Guarda. O segundo teste do sobrevoo foi realizado em 21 de abril, e o teste final no campo de Alabino foi realizado em 22 de abril.
O primeiro treinamento noturno começou em 29 de abril na Praça Vermelha, em Moscou, e estendeu-se até o dia 4 de maio. Os dois últimos ensaios ocorreram em 6 e 7 de maio, sendo que este último funcionou como um ensaio geral. Durante o treino de 7 de maio, o Coronel-General Salyukov liderou os contingentes na Praça Vermelha, enquanto o General do Exército Shoigu realizou a inspeção, um procedimento que seria repetido no desfile oficial dois dias depois. O ensaio final, assim como o desfile real, estava programado para acontecer por volta das 10h da manhã, no horário de verão de Moscou. Todas essas sessões foram abertas ao público em geral, com o treinamento final de 7 de maio também acessível aos veteranos de guerra. Paralelamente, estavam sendo realizados os treinos finais para os desfiles do Dia da Vitória em outras 26 grandes cidades russas, além de mais 50 localidades menores. Durante os exercícios práticos em Moscou, foi possível observar diversas variantes da nova plataforma blindada russa Armata, cujas torres permaneciam cobertas nesse estágio inicial. O mesmo ocorreu com as torres do APC Bumerang e do IFV Kurganets-25. No entanto, as coberturas começaram a ser retiradas nos ensaios realizados entre 3 e 4 de maio.  Durante o treino geral de 7 de maio, um dos tanques T-14 Armata parou no meio da praça devido a um erro do motorista, bem na frente das pessoas presentes. Houve também um incidente com um T-15 APC que só conseguiu entrar na plataforma após a segunda tentativa.  
As 145 aeronaves que participaram do sobrevoo realizaram seus testes práticos em 5 de maio , recebendo grande aprovação das multidões que acompanharam o ensaio na Praça Vermelha, na Praça do Manege e na Rua Tver.

## Ordem completa do desfile

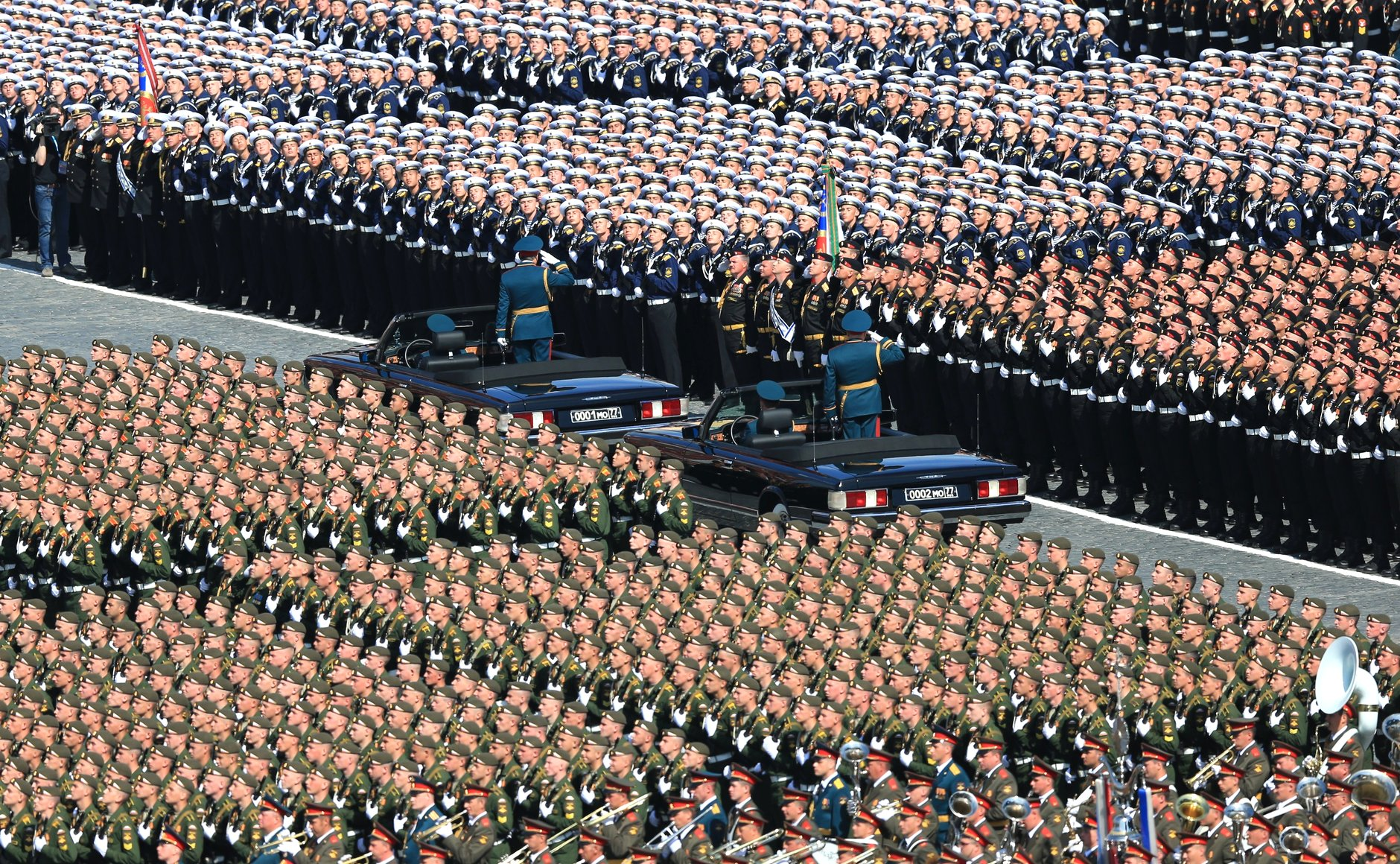
Pelotões do pessoal da Marinha, Fuzileiros Navais e Forças Terrestres Russas

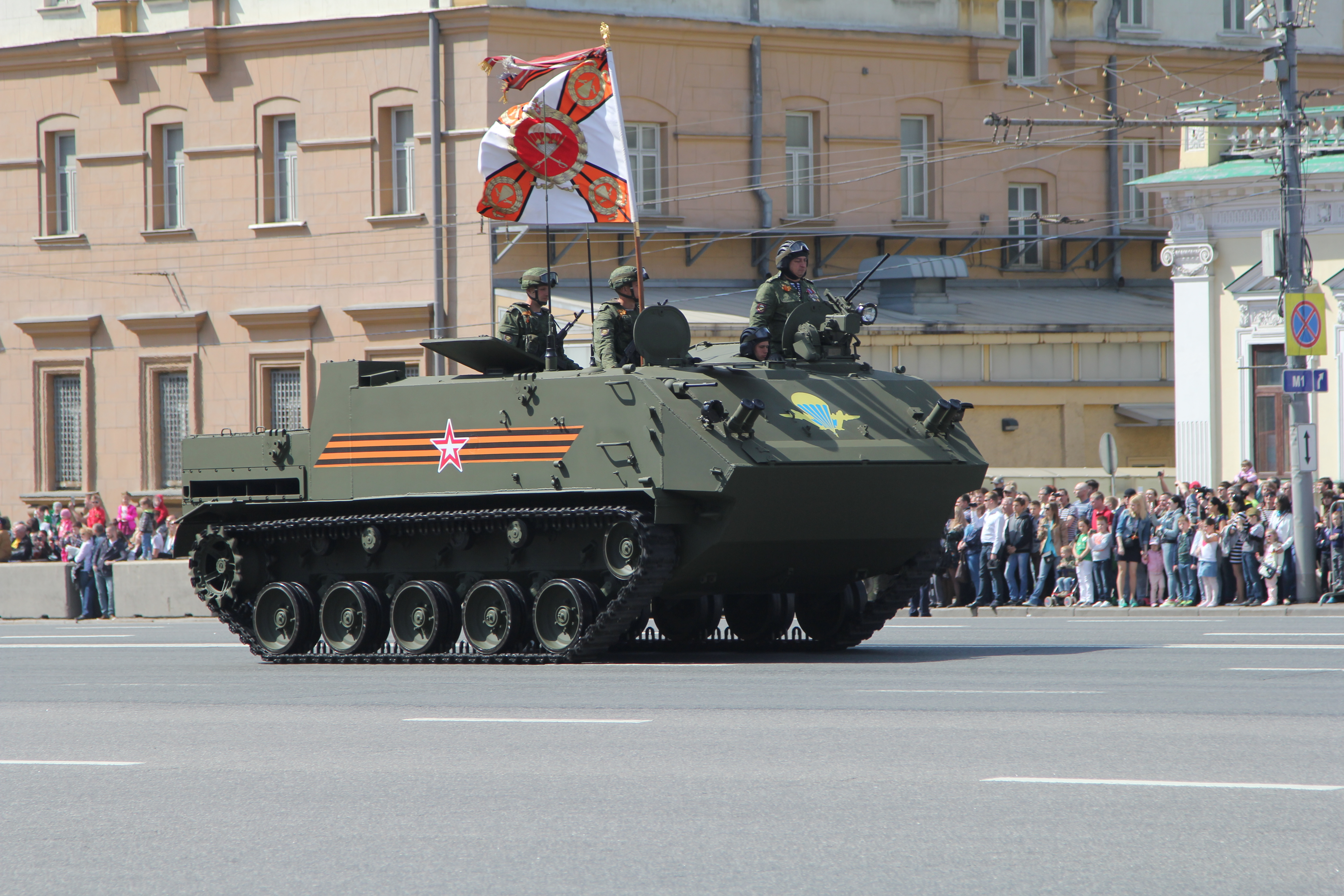
Veículo blindado aerotransportado russo BTR-MD "Rakushka"

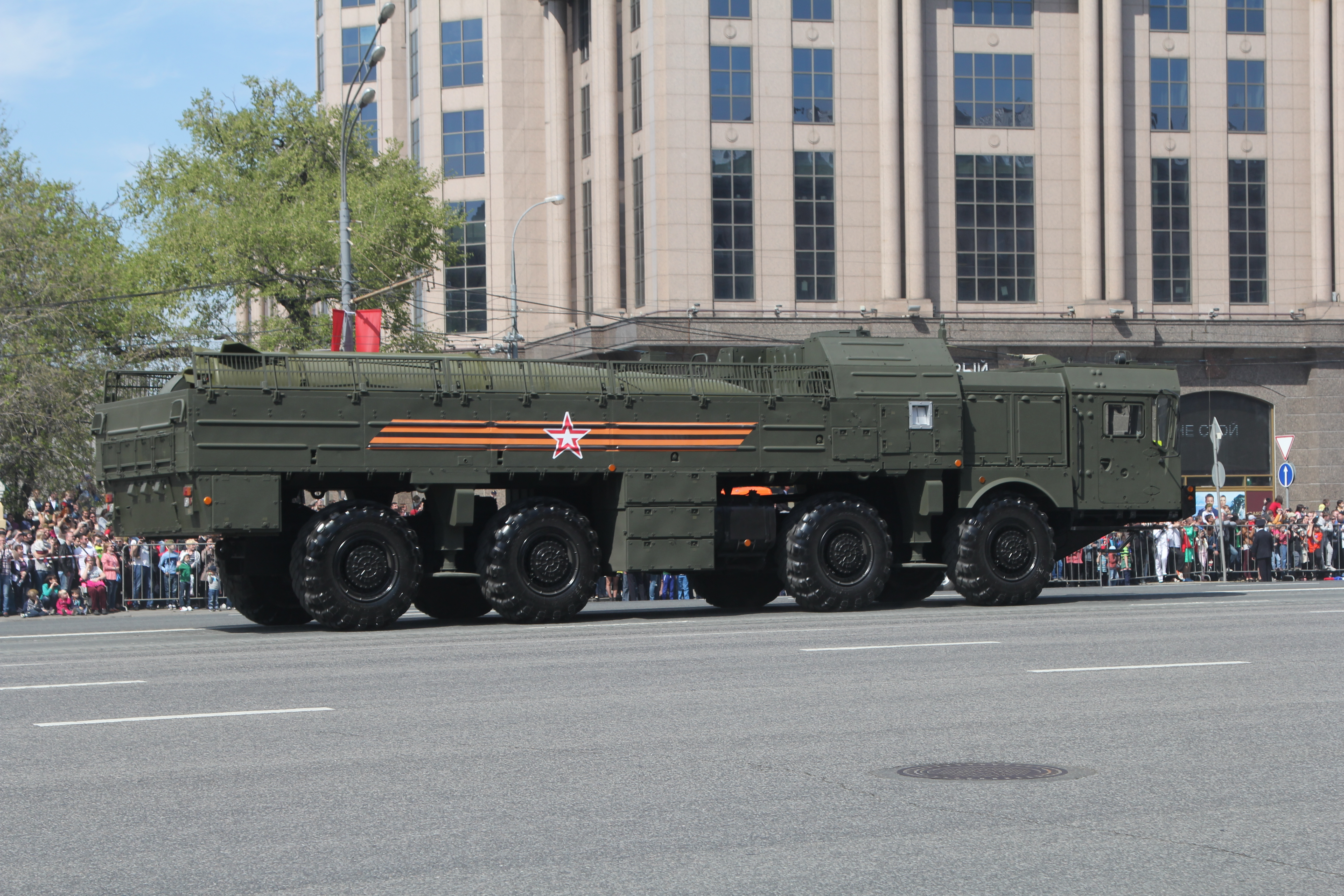
9K720 Iskander

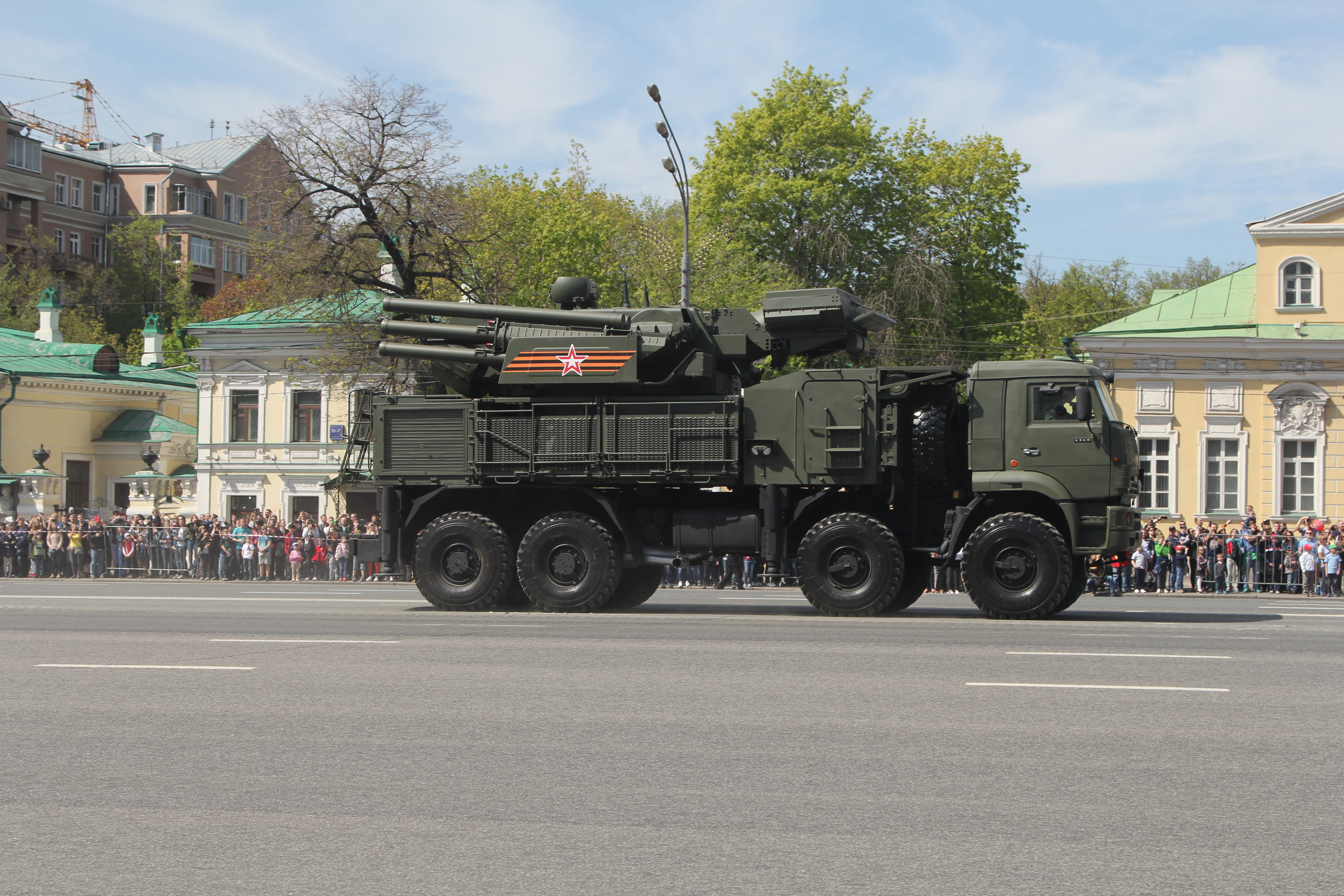
Pantsir-S1

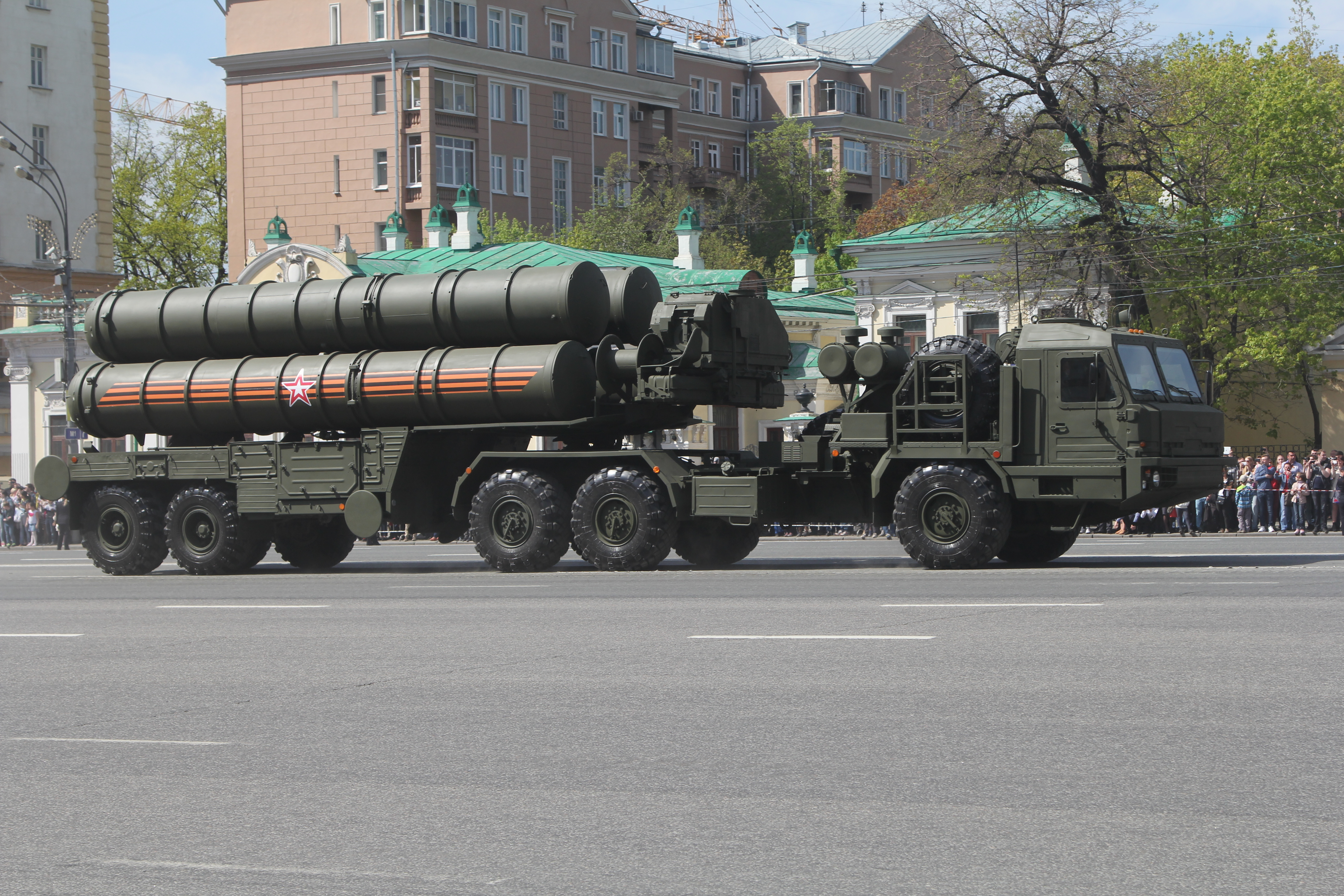
S-400 (míssil)

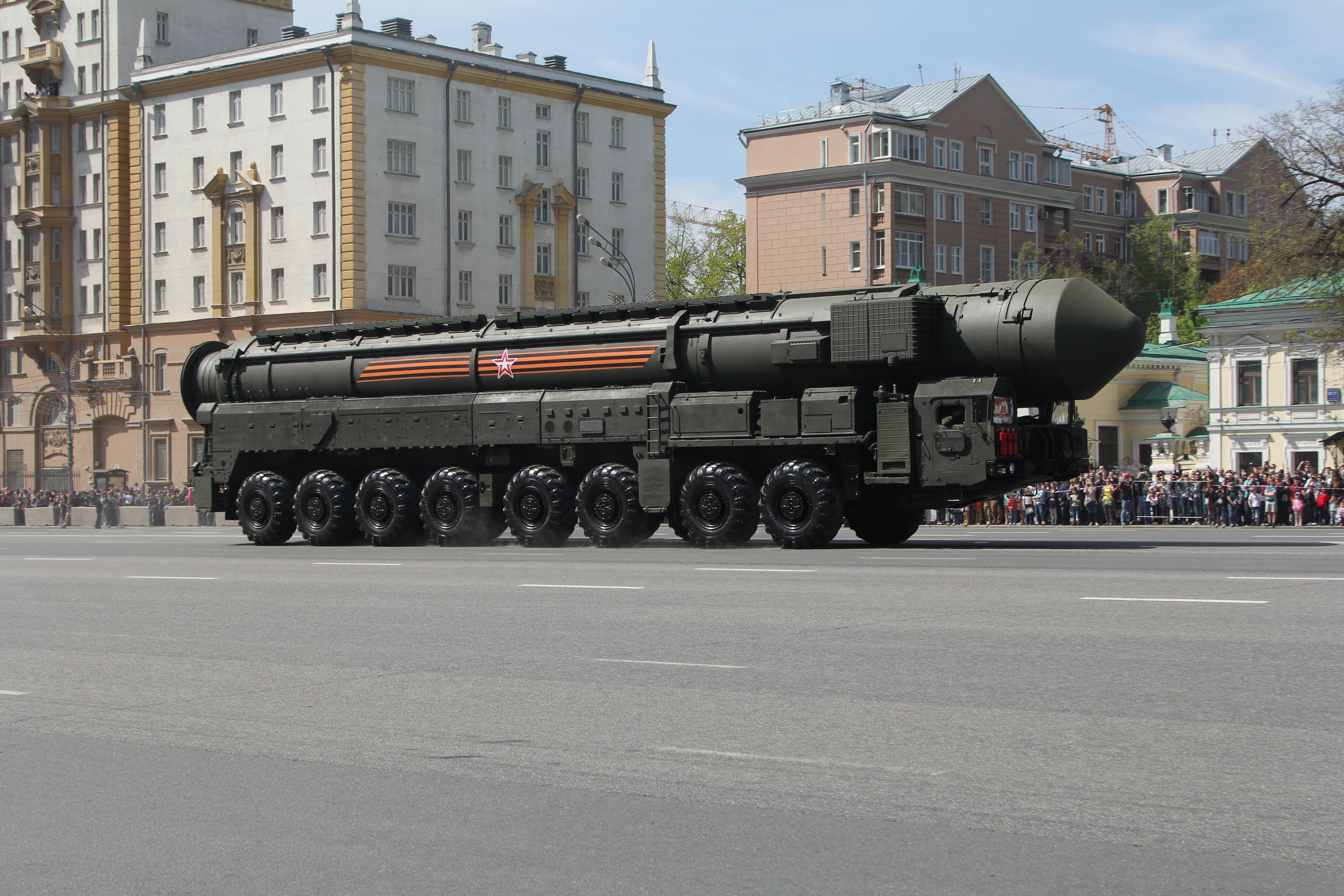
RS-24 Yars

### Bandas Militares
- Bandas Militares em Massa das Forças Armadas sob a direção do Diretor Sênior de Música do Serviço de Bandas Militares das Forças Armadas da Federação Russa, Tenente-General Valery Khalilov
- Corpo de Tambores da Escola Militar de Música de Moscou

### Coluna de Infantaria
- 154º Regimento de Comandantes Independentes de Preobrazhensky, Guarda de Cor
- Estandartes das Frentes e Guarda de Cor histórica
- Companhia de Guardas de Honra do 1º Batalhão de Guardas de Honra, 154º PICR
- Unidades históricas
  - Infantaria
  - Pilotos
  - Marinheiros
  - Sabotadores
  - Batedores
  - Milicianos
  - Batalhão dos Cossacos de Cubã
  - Batalhão de Escolta de Cavalaria Presidencial, Regimento do Kremlin
- Contingentes estrangeiros no desfile, por ordem de aparição
  -  Forças Especiais do Azerbaijão
  -  Regimento Separado de Proteção das Forças Armadas da Armẽnia [87][88][89]
  -  5ª Brigada Spetsnaz das Forças Armadas da Bielorrússia
  -  Instituto Militar das Forças Terrestres do Cazaquistão
  -  Guarda Nacional do Quirguistão
  -  Instituto Militar do Ministério da Defesa do Tajiquistão
  -  Os Granadeiros, Exército Indiano
  -  Guarda de Honra do Estado da Mongólia
  -  Unidade de Guardas da Sérvia
  -  Batalhão da Guarda de Honra da Guarnição de Pequim, Região Militar de Pequim, Exército de Libertação Popular
- Escola Militar Suvorov
- Escola Naval Nakhimov
- Corpo de Cadetes da Escola Nacional de Pensões de Moscou
- Corpo de Cadetes da Marinha de Kronstadt
- Corpo de Cadetes Cossacos de Aksanskiy
- Academia de Armas Combinadas das Forças Armadas da Federação Russa
- Universidade Militar do Ministério da Defesa da Federação Russa
- Academia Militar de Segurança Material e Técnica "General do Exército A. V. Khrulev"
- Academia da Força Aérea Zhukovsky – Gagarin
- Instituto Militar Naval do Báltico "Almirante Fiodor Ushakov"
- Instituto Militar Naval Superior do Mar Negro "Almirante Pavel Nakhimov"
- Instituto Militar Naval do Pacífico "Almirante Stepan Makarov"
- 336ª Brigada de Infantaria Naval de Guardas da Frota do Báltico
- Academia Militar das Forças de Mísseis Estratégicos de Pedro, o Grande
- Academia Espacial Militar "Alexander Mozhaysky"
- Escola de Treinamento de Foguetes de Defesa Aérea de Iaroslavl
- Escola Superior de Comando Aerotransportado da Guarda Riazã "General do Exército Vasily Margelov"
- 98ª Divisão Aerotransportada de Guardas
- 16ª Brigada Spetsnaz do Distrito Militar Ocidental
- Forças de Engenharia da Academia Militar de Defesa e Controle Nuclear, Biológico e Químico" Marechal da União Soviética Semion Timoshenko"
- 1ª Brigada de Defesa NBC
- 29ª e 38ª Brigadas Ferroviárias Independentes das Tropas Ferroviárias Russas
- ODON Ind. Divisão de Tropas Internas Motorizadas do Ministério de Assuntos Internos da Federação Russa "Felix Dzerzhinsky"
- Academia de Defesa Civil do Ministério de Situações de Emergência
- Instituto Militar de Moscou do Serviço Federal de Fronteiras da Federação Russa "Conselho Municipal de Moscou"
- 2ª Divisão de Rifles Motorizados de Guardas Tamanskaya "Mikhail Kalinin"
- 4ª Divisão de Tanques de Guardas "Iúri Andropov"
- Universidade Técnica Militar da Agência Federal de Construção Especial
- Escola de Treinamento de Alto Comando Militar de Moscou

### Coluna Móvel (por ordem de aparição)

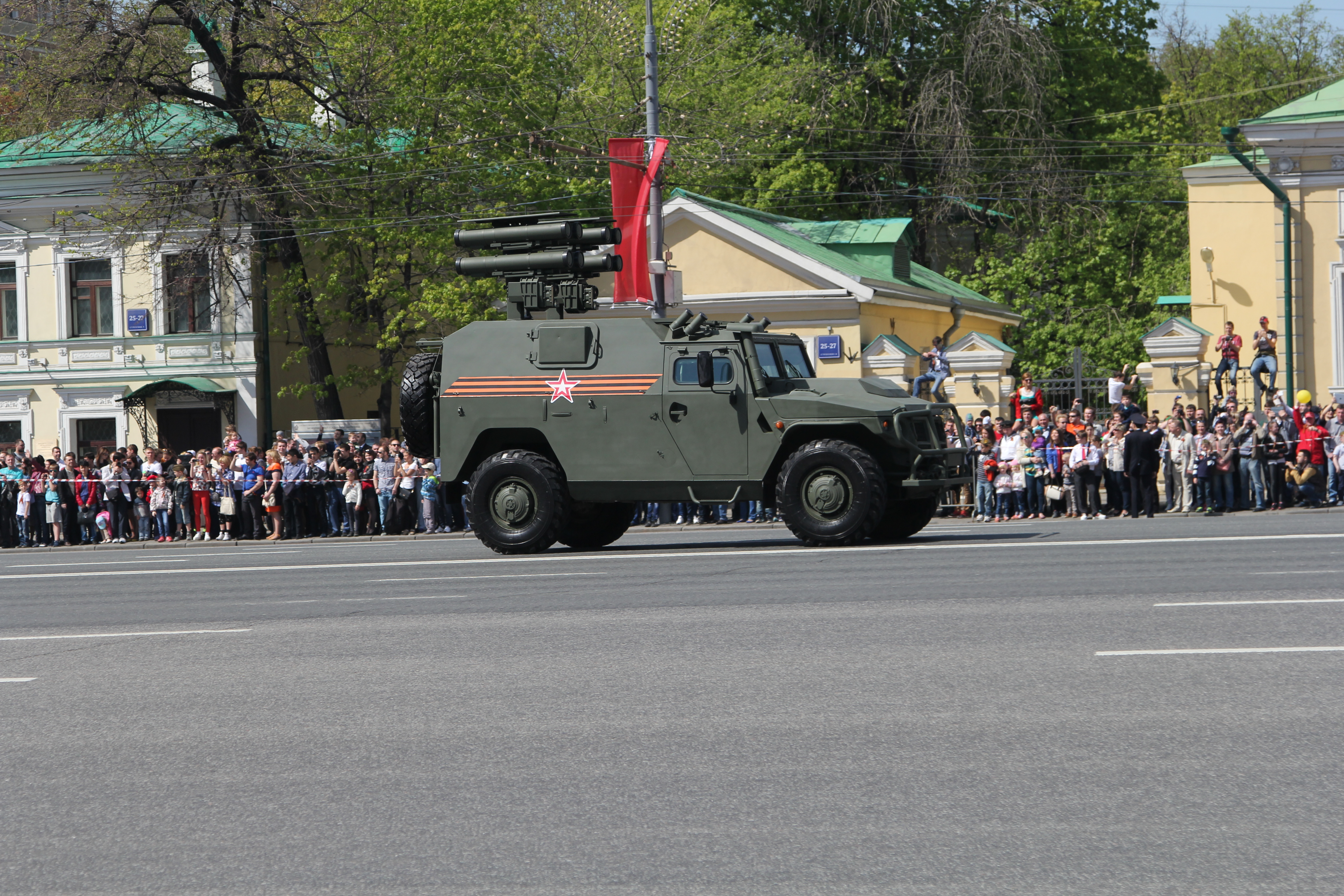
Kornet D
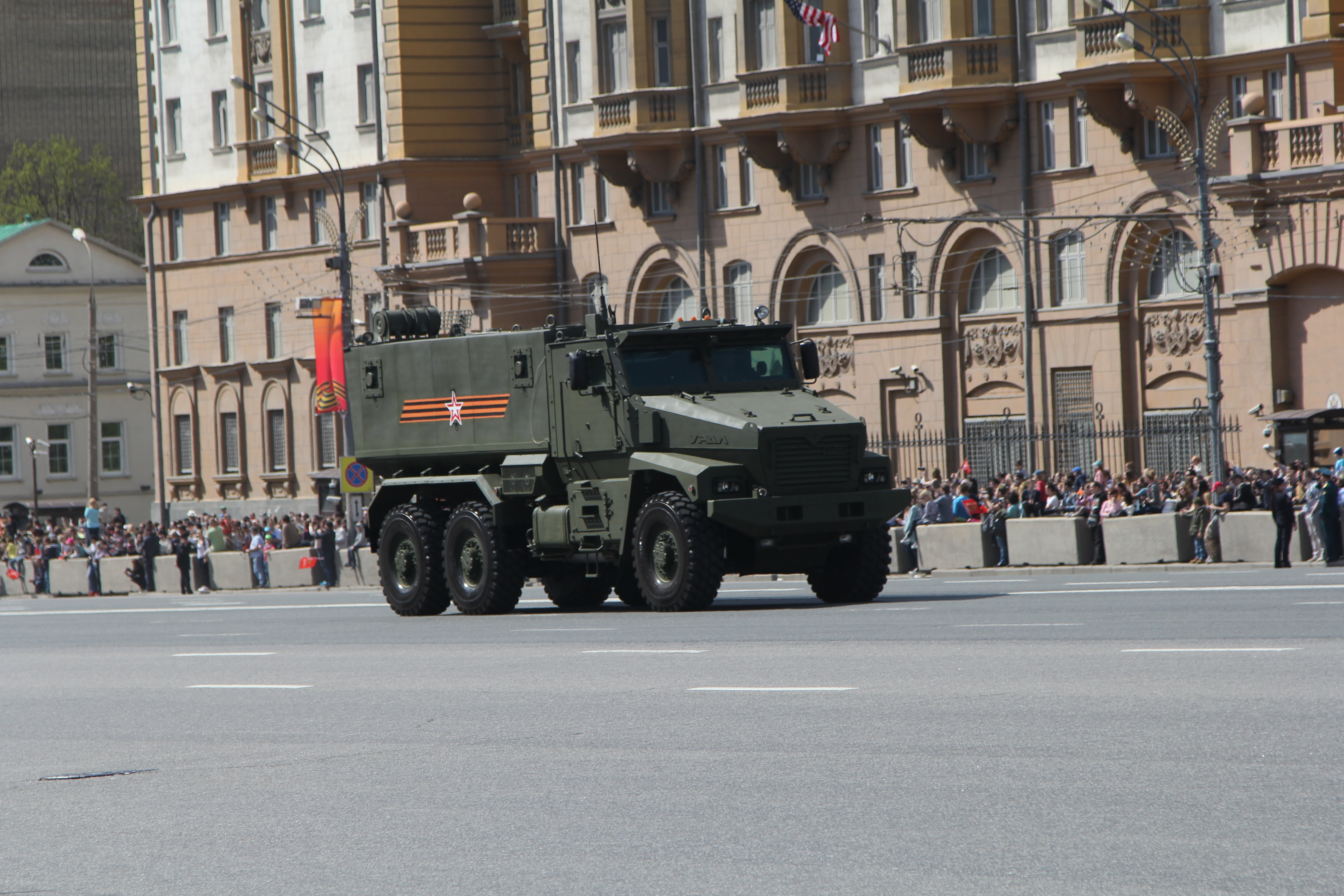
Ural Typhoon
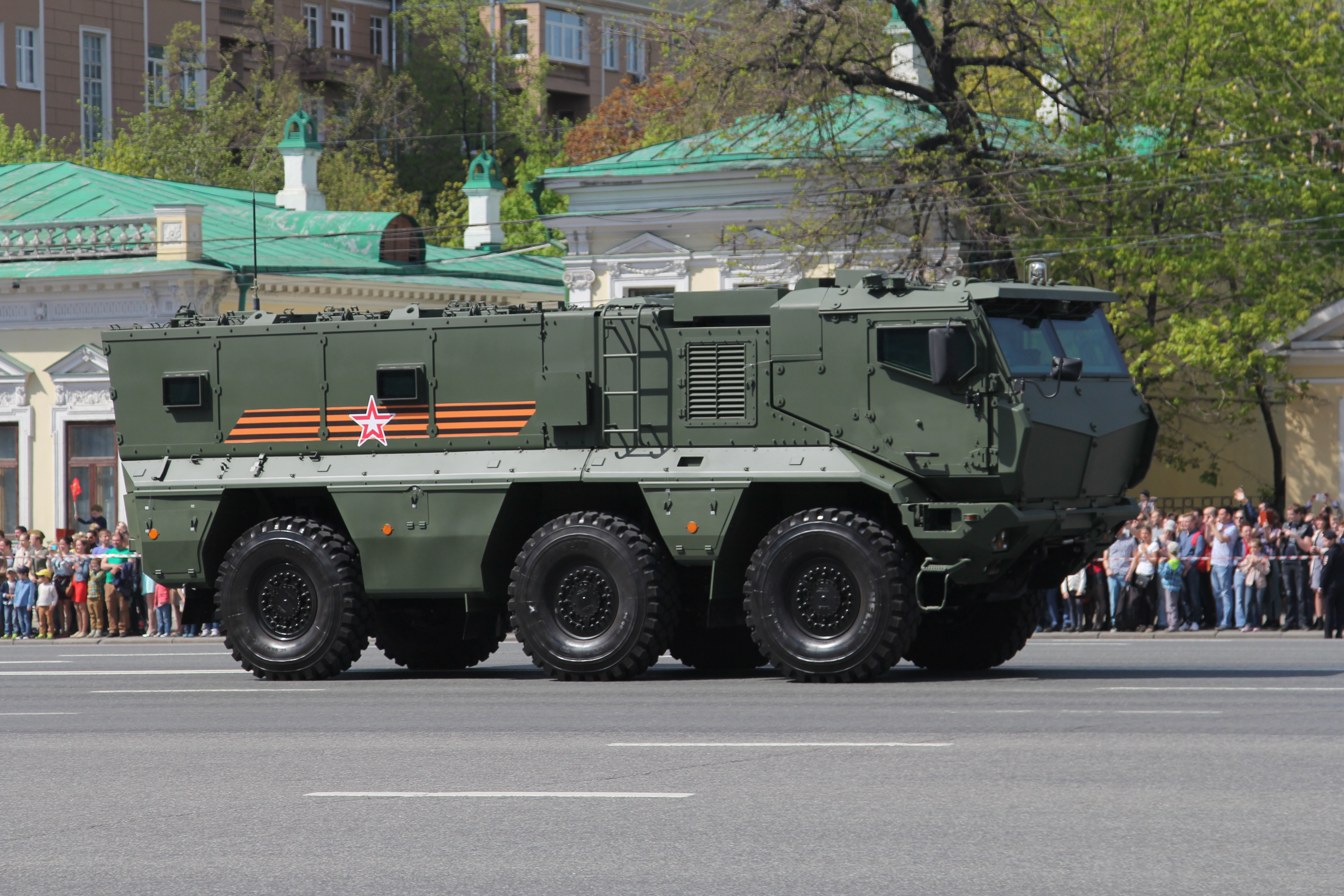
Kamaz Typhoon
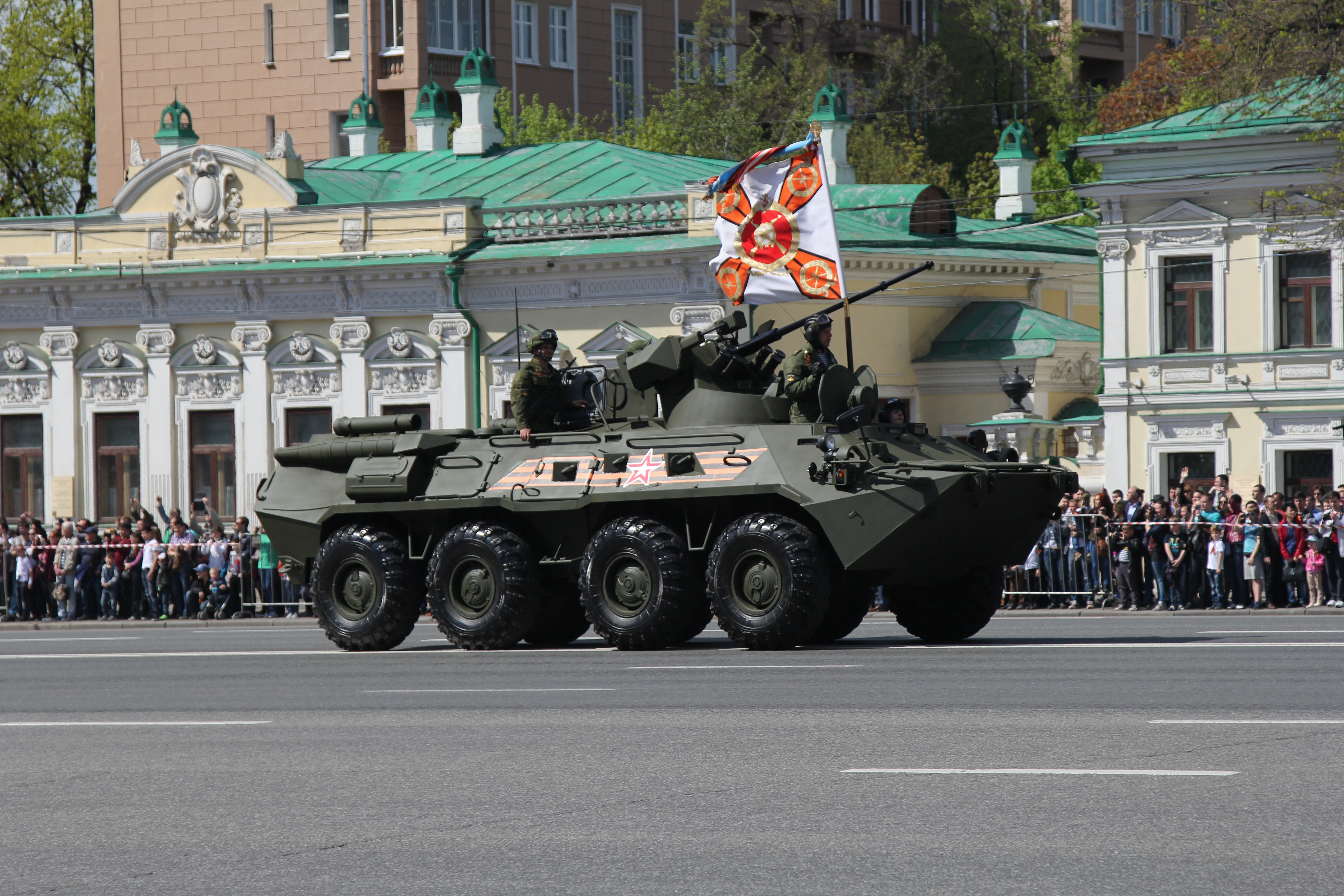
BTR-82A
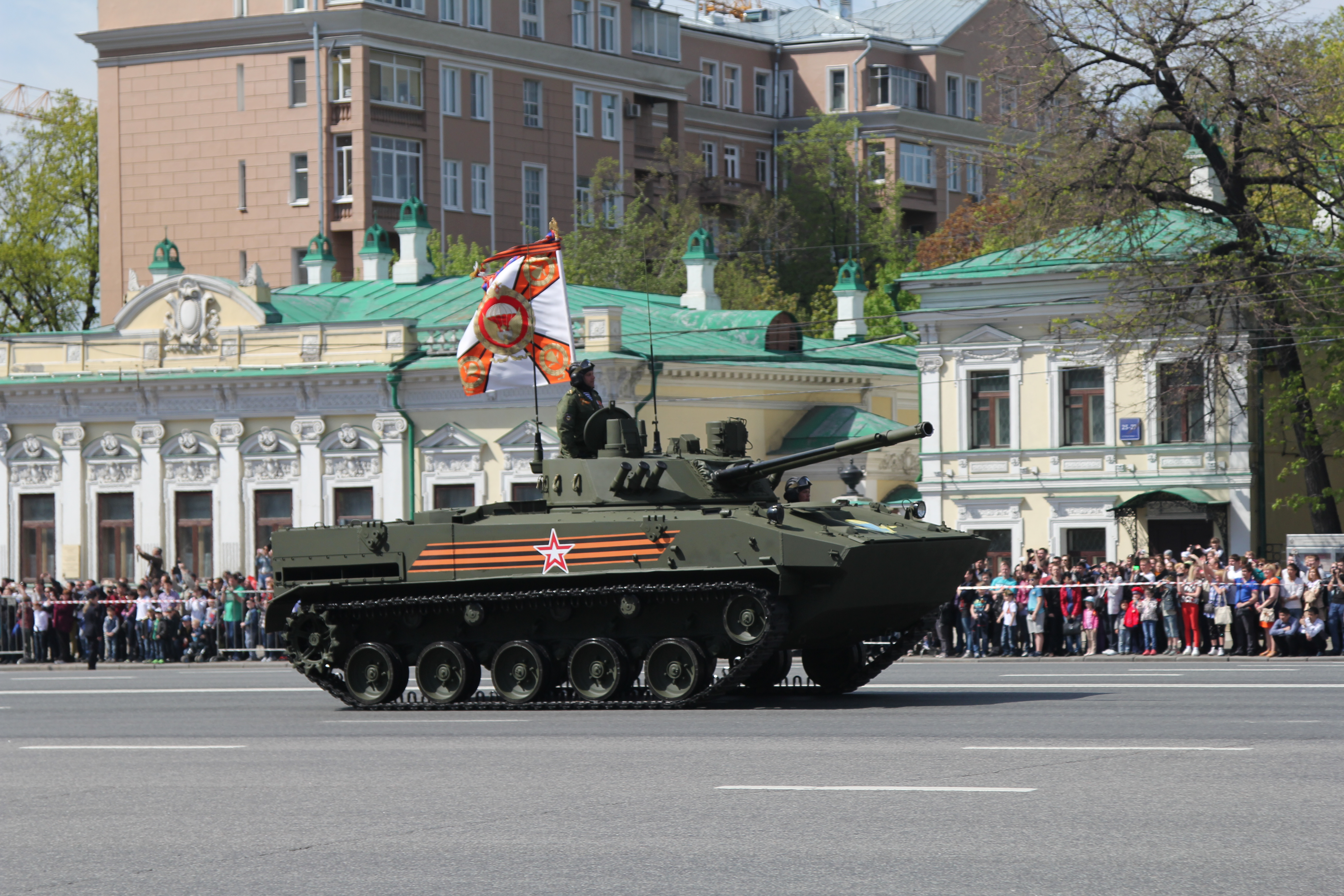
BMD-4M
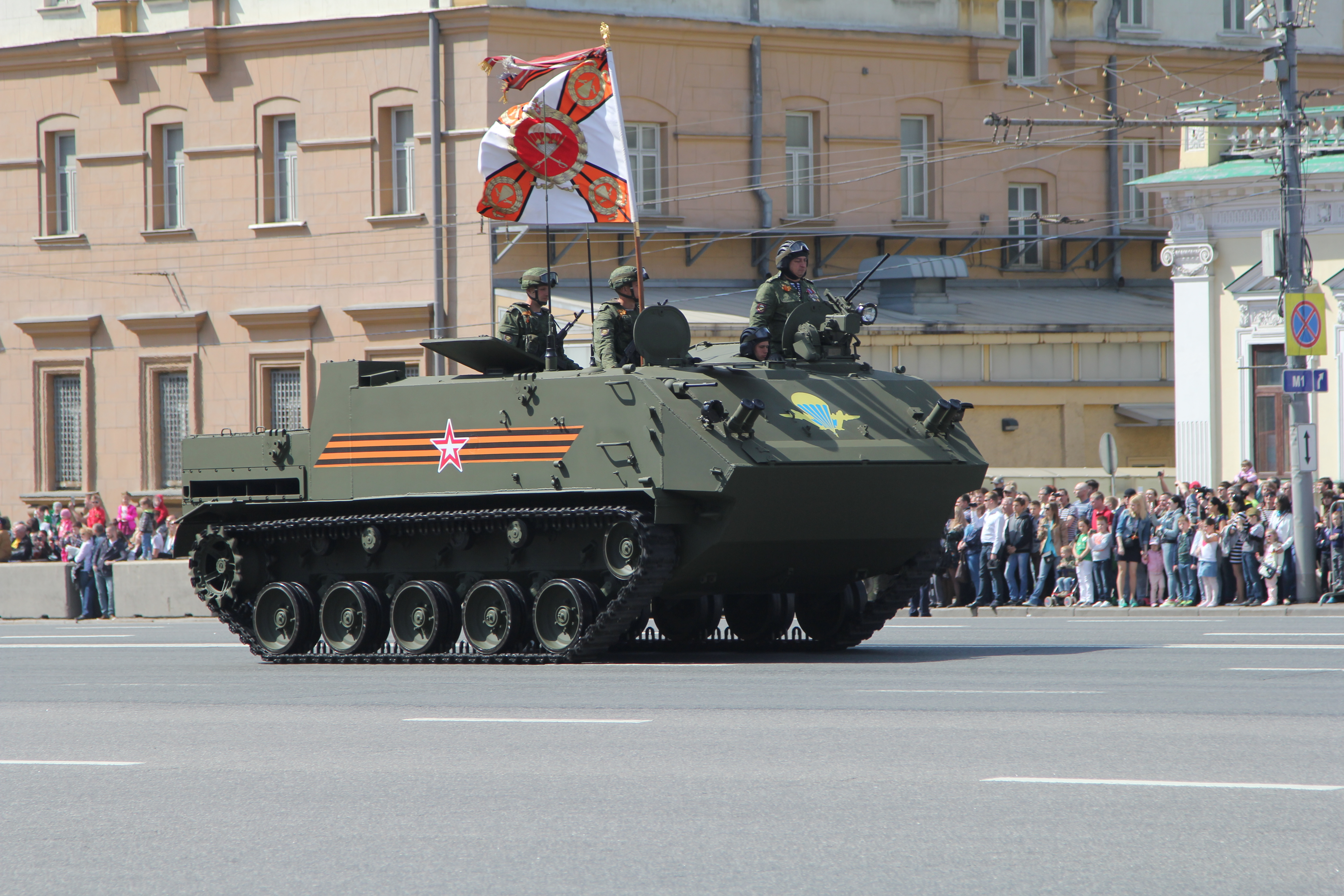
BTR-MDM "Rakushka"
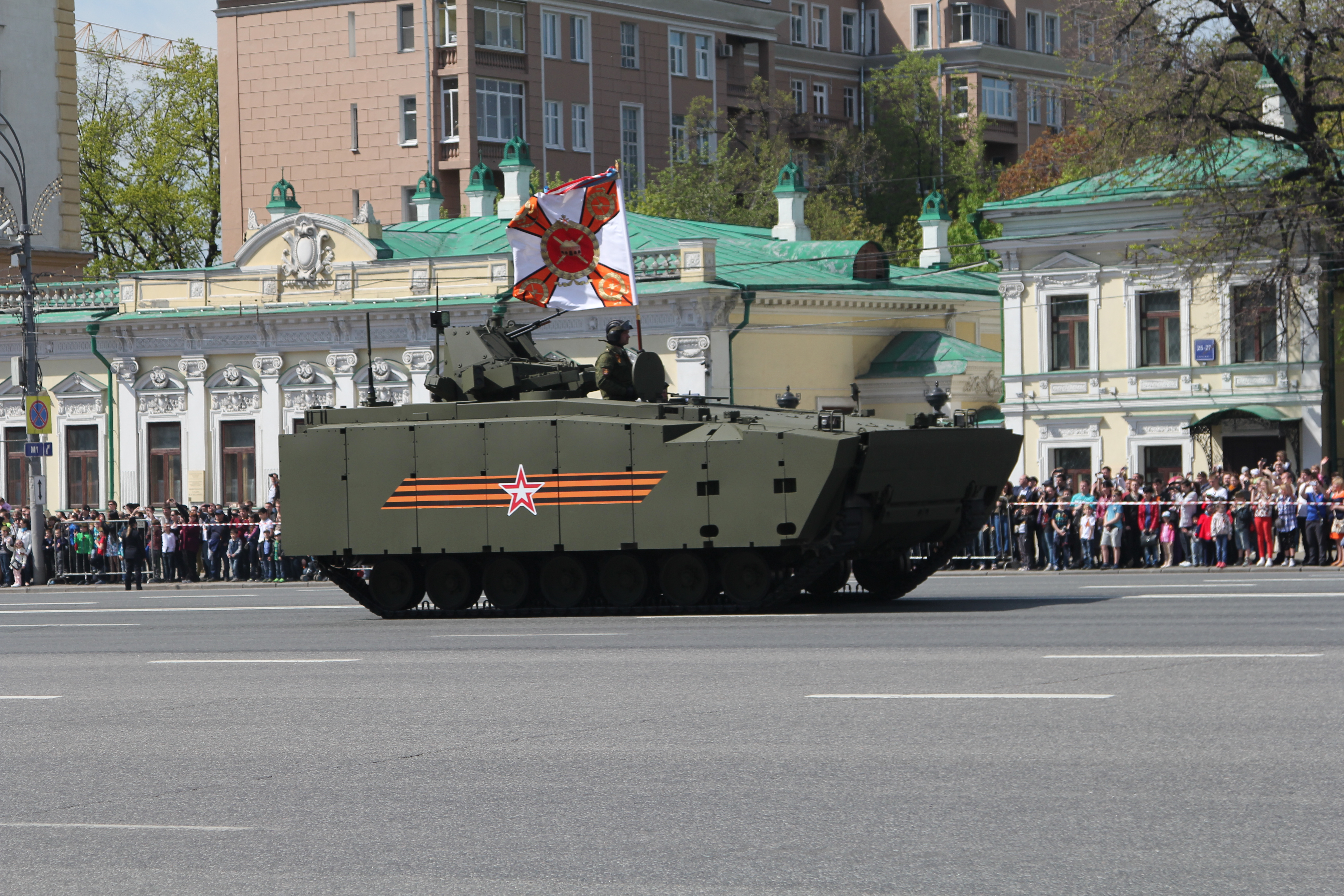
B-10
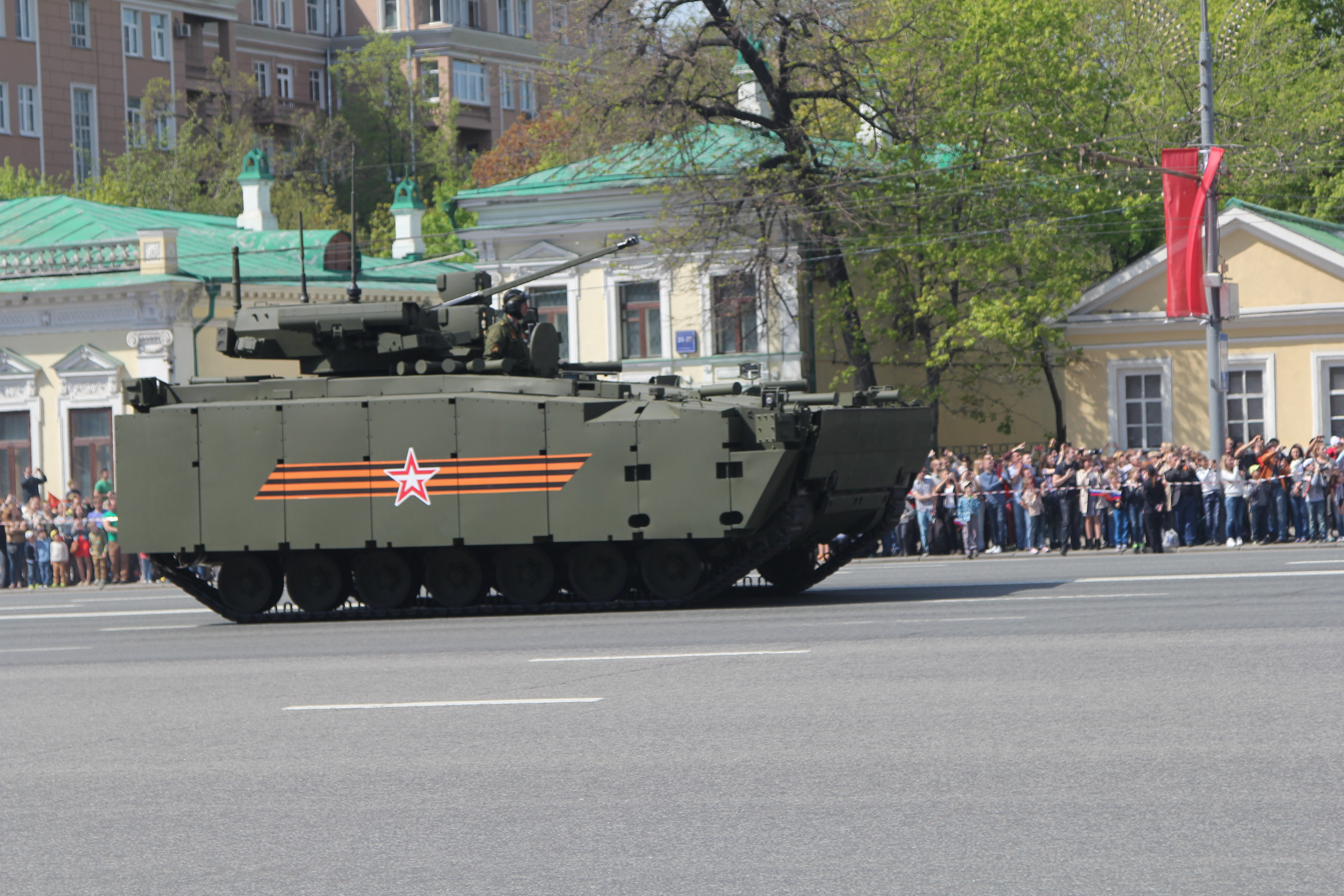
B-11
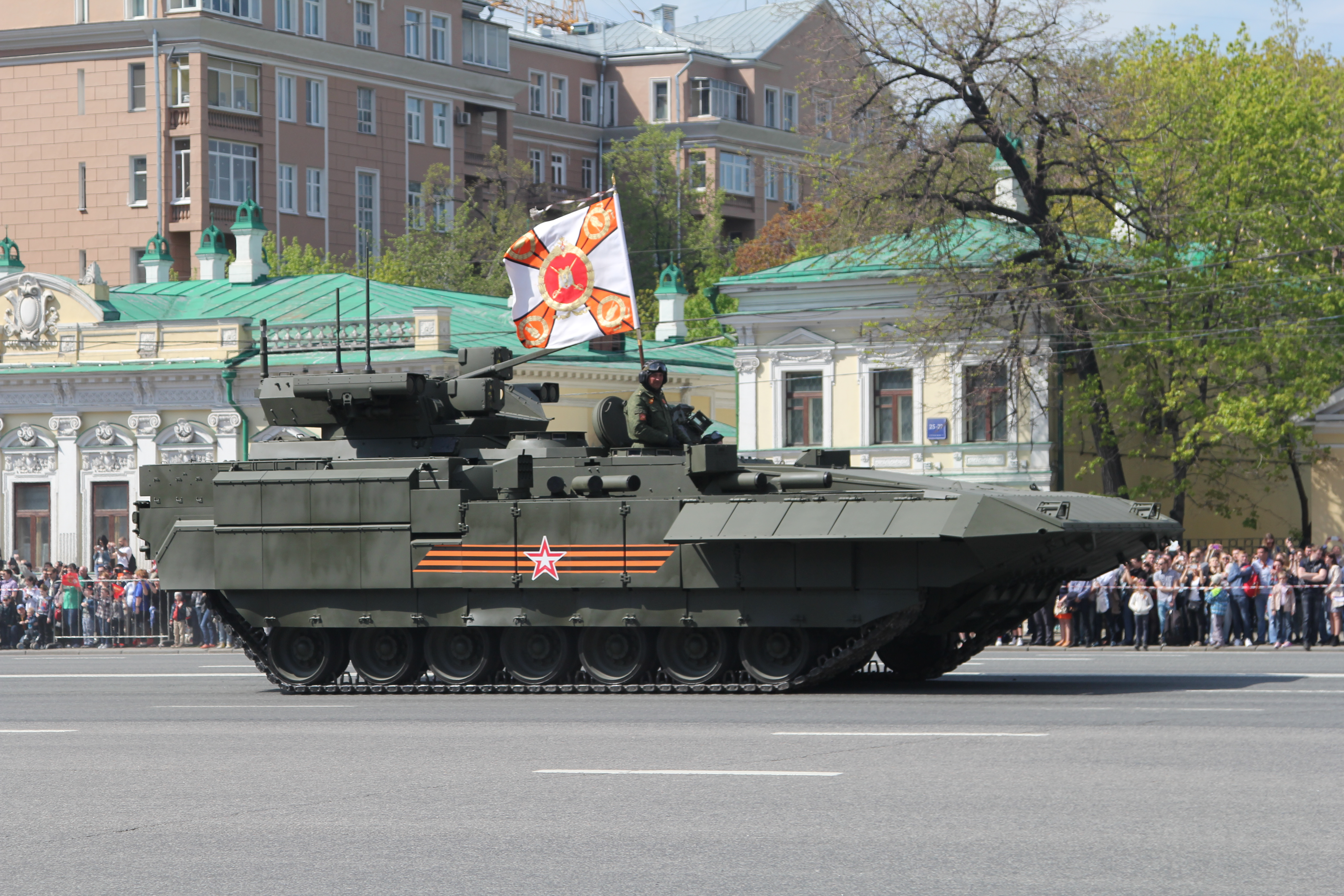
T-15
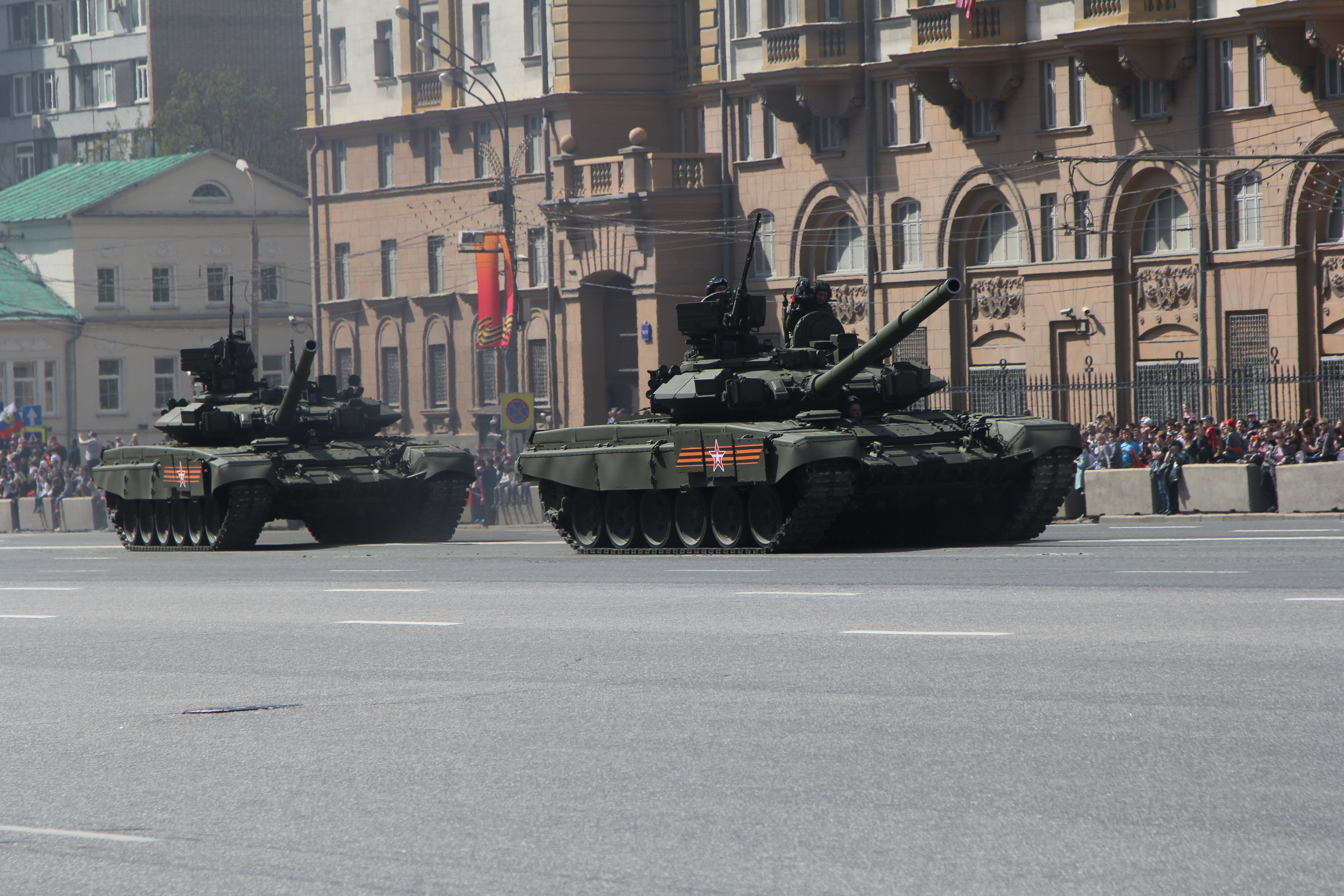
T-90
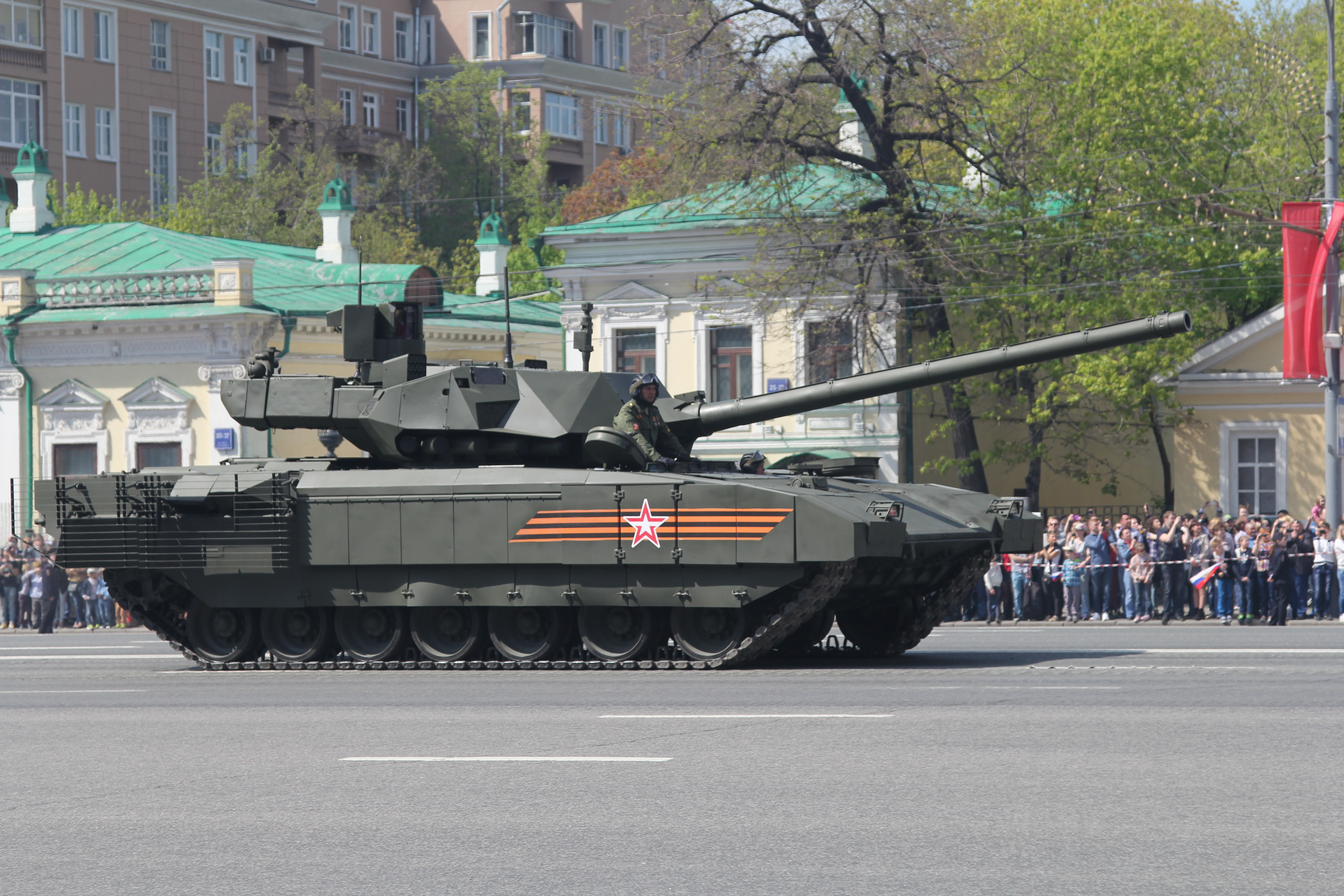
T-14 Armata
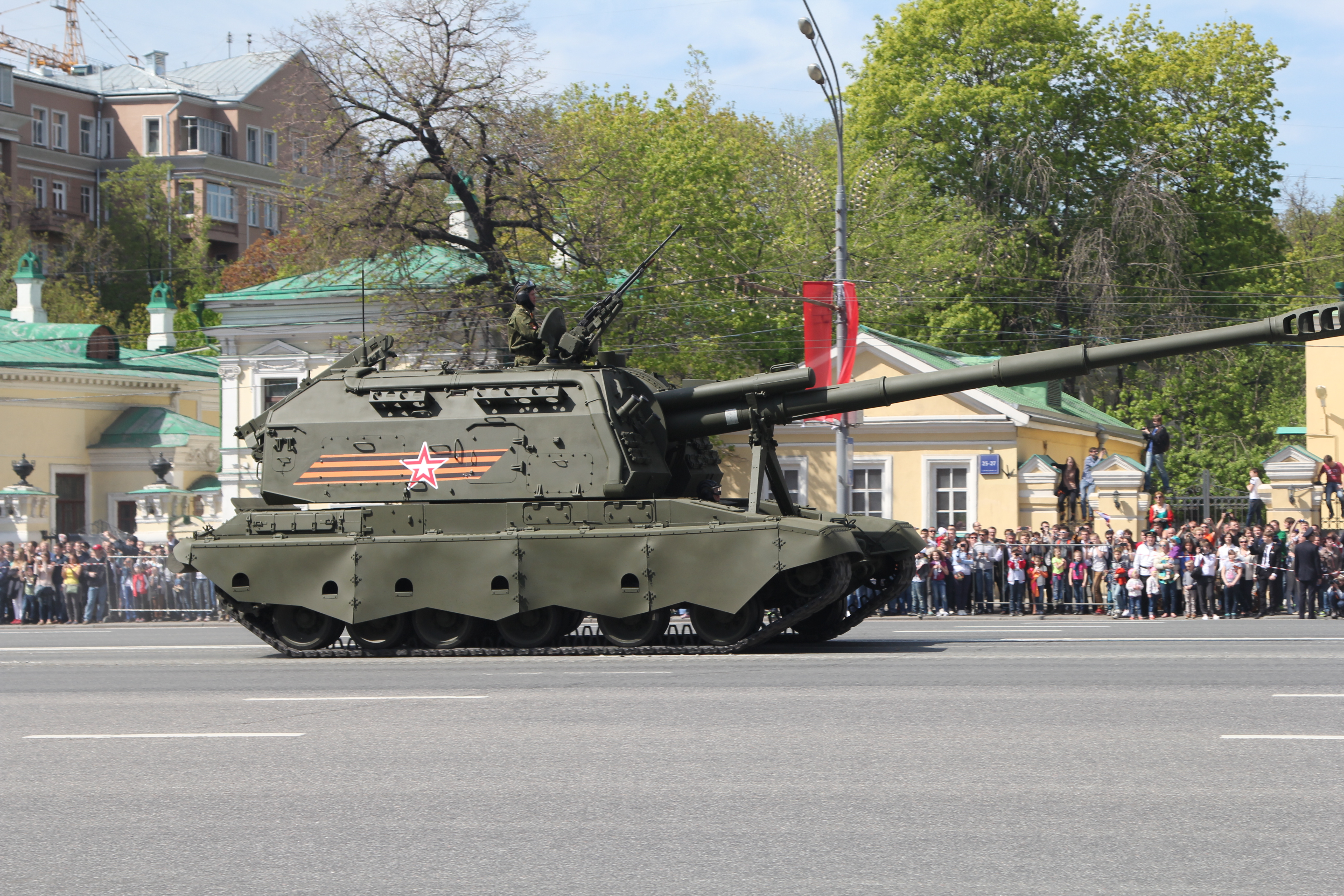
2S19 Msta-S
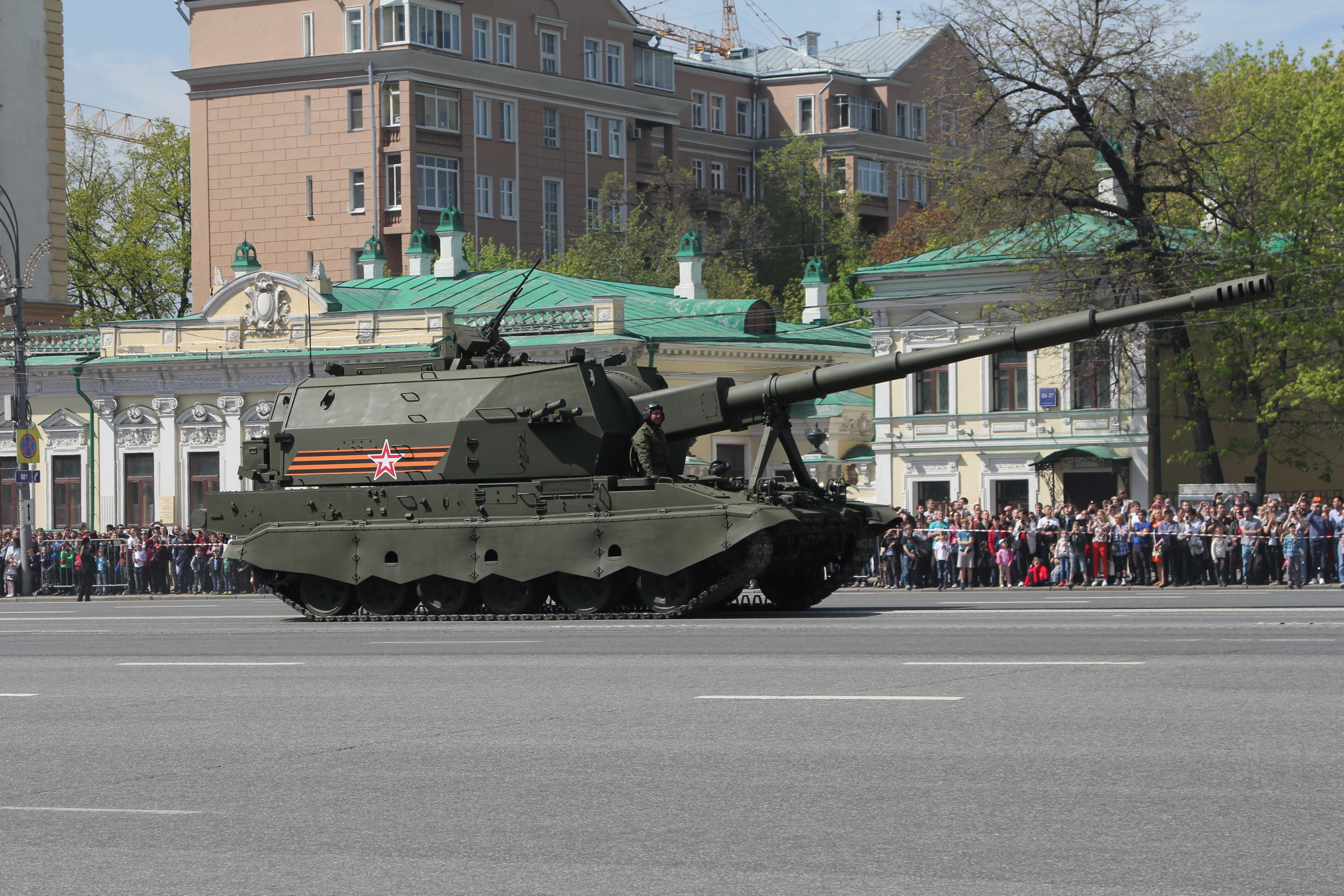
2S35 Koalitsiya-SV
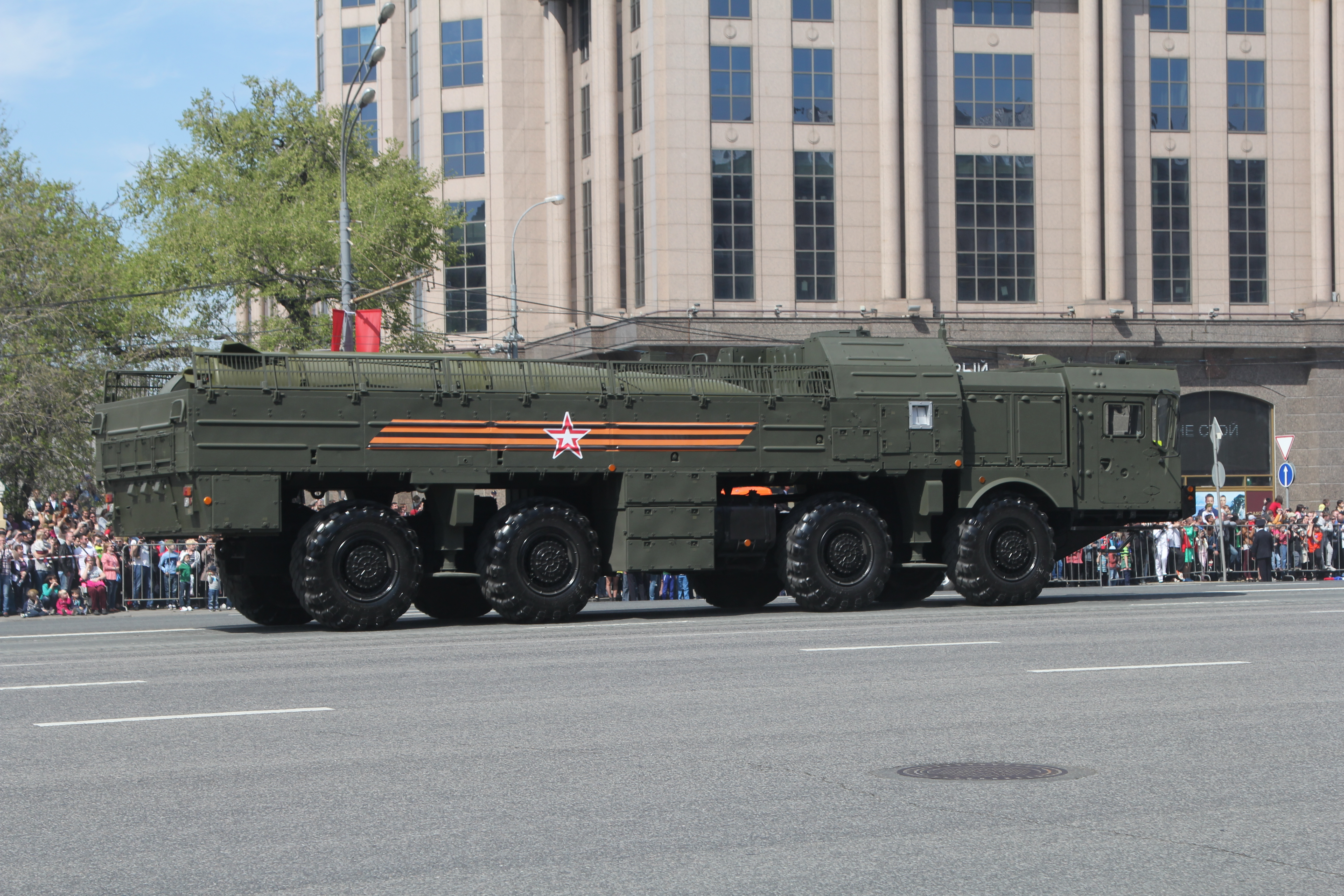
9K720 Iskander-M
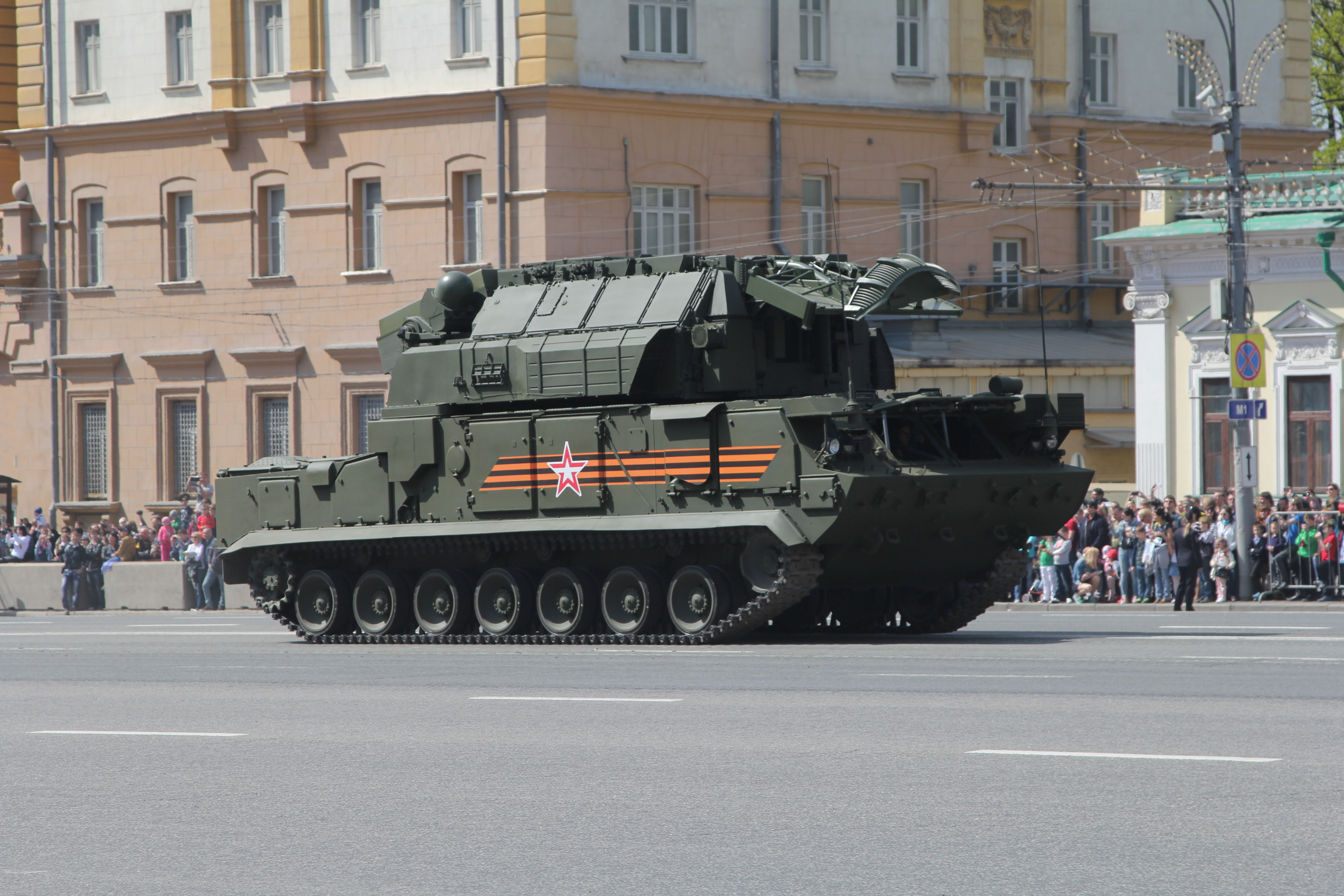
Tor-M2U
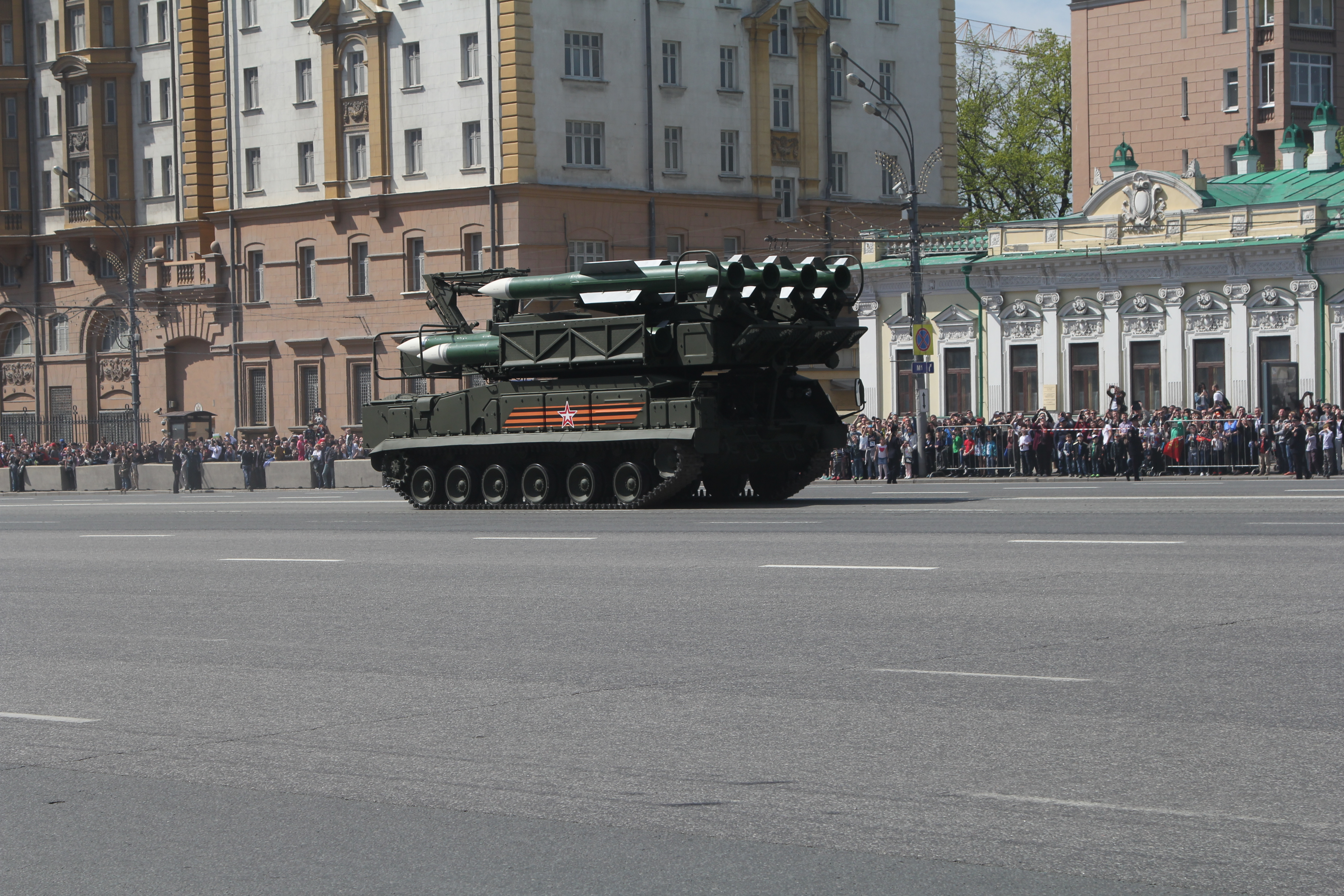
Buk-M2
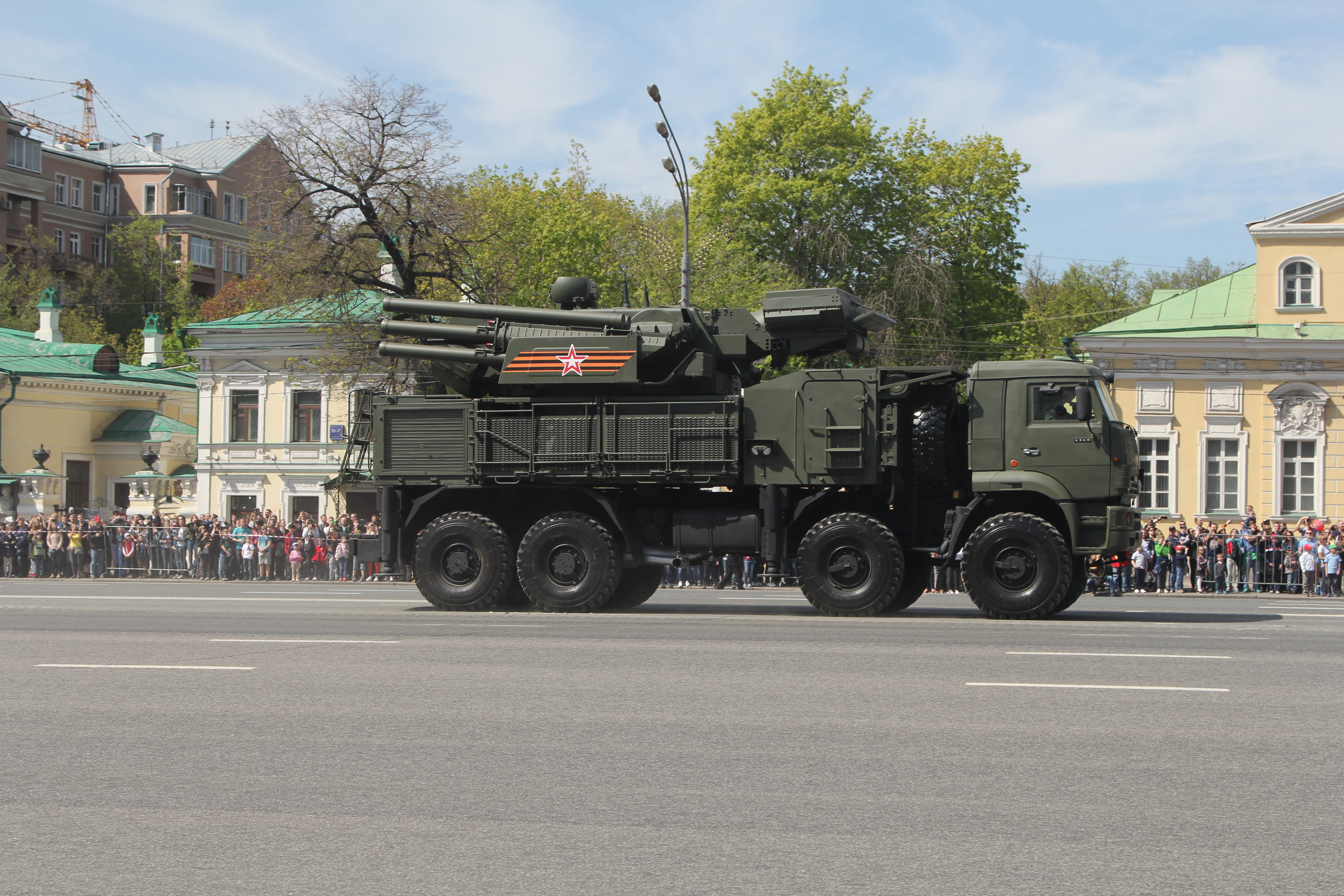
Pantsir-S1
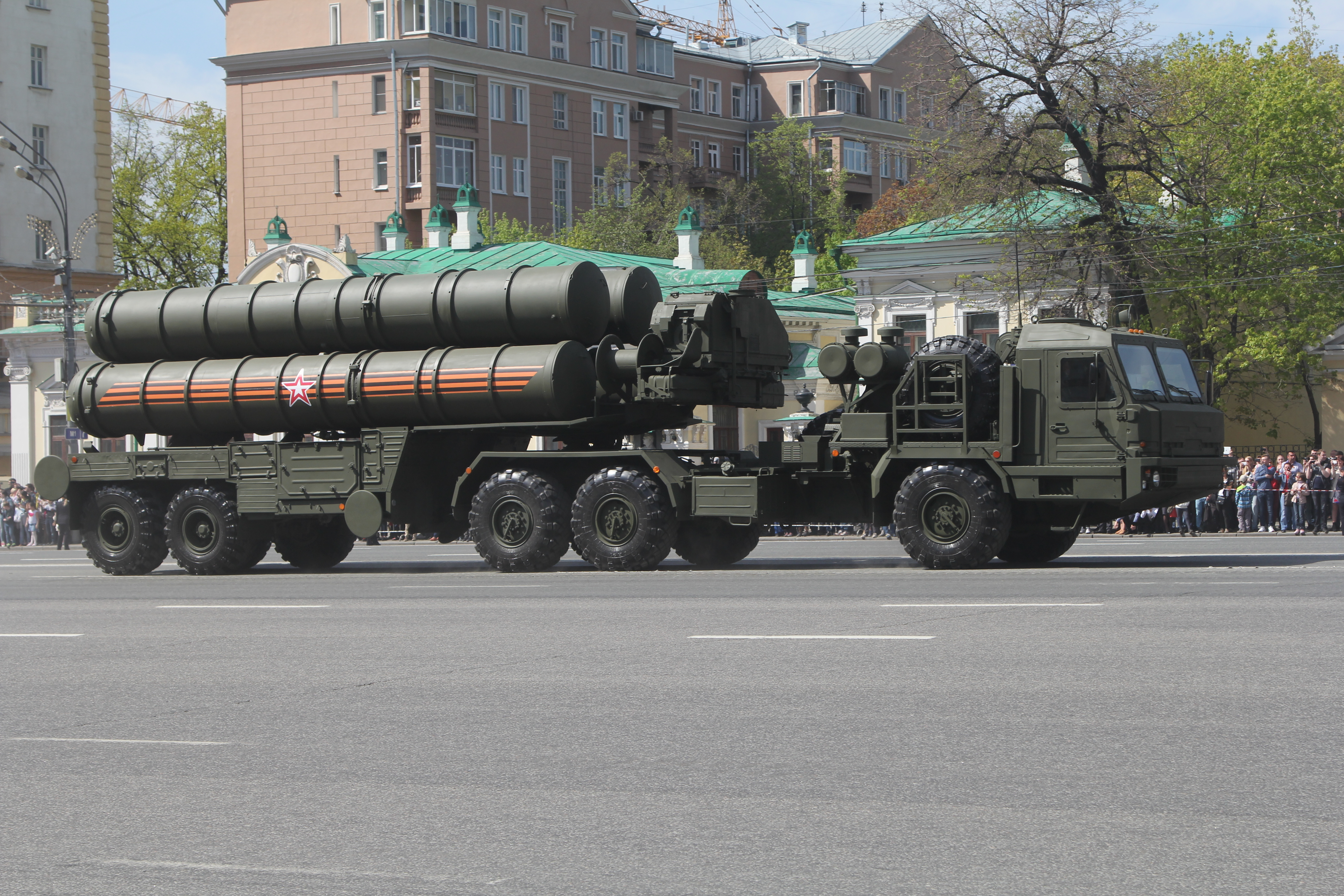
S-400 "Triunfo"
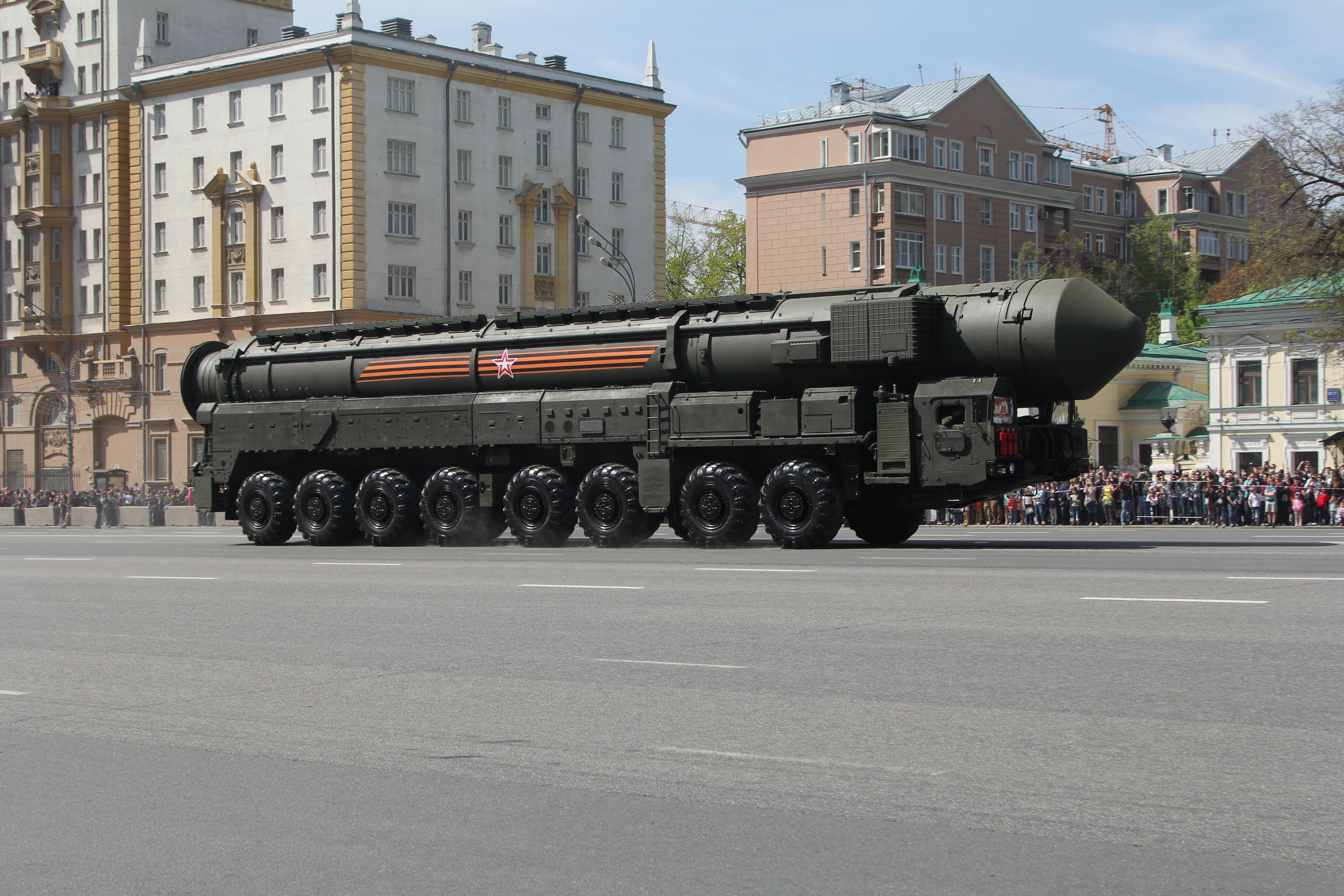
RS-24 "Yars"
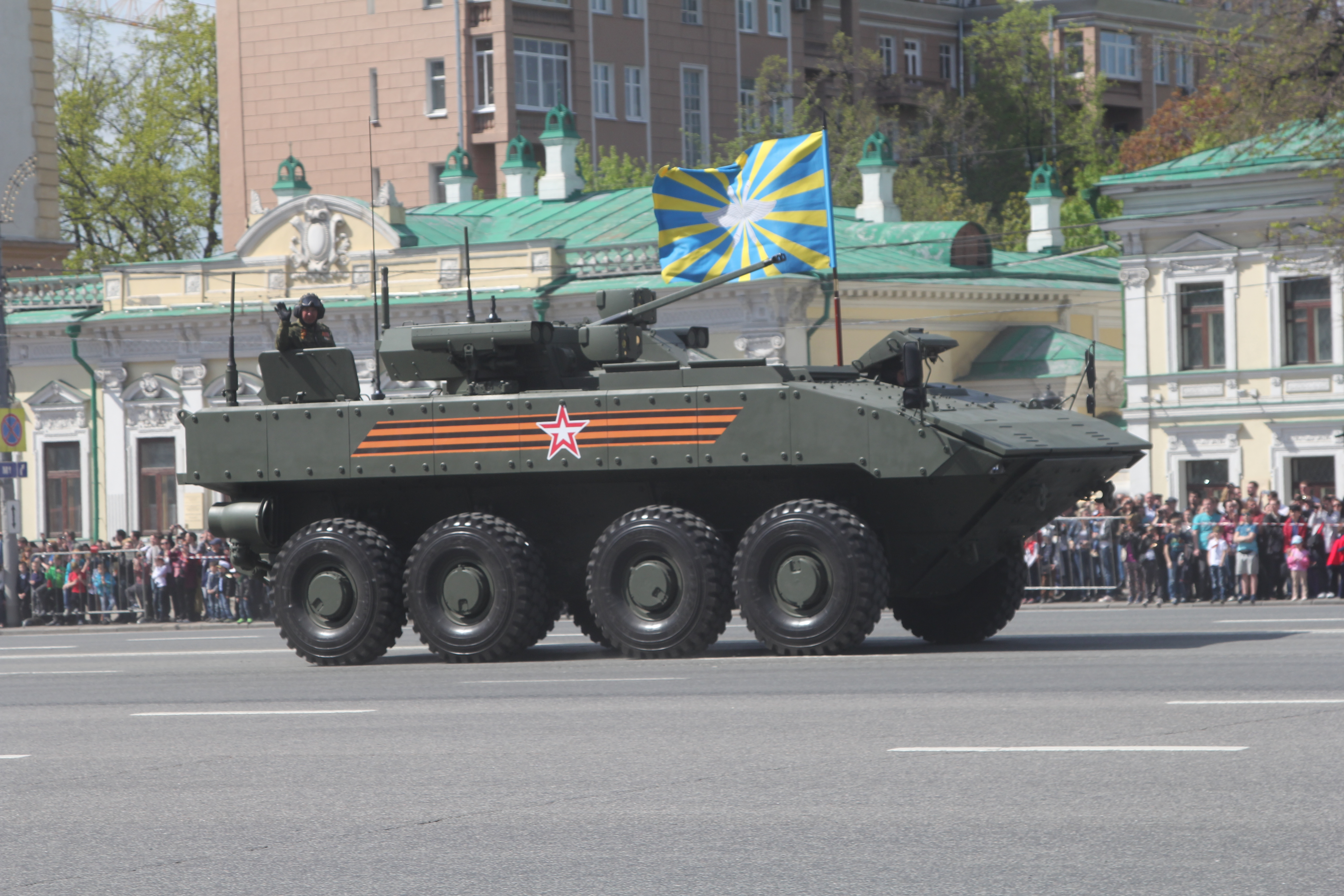
Bumerang

- Tanque médio T-34/85
- Caça-tanques sobre esteiras SU-100
- Veículo de mobilidade de infantaria GAZ-2975 "Tigr"
- Sistema ATGM móvel Kornet D/EM
- Typhoon-K MRAP
- Ural Typhoon MRAP
- BTR-82AM APC
- BMD-4M IFV de lançamento aéreo
- BTR-MDM "Rakushka" APC
- BMP Kurganets-25
- T-15 IFV pesado
- Tanque de batalha principal T-90A
- Tanque de batalha principal T-14
- Obuseiro autopropulsado rastreado 2S19 Msta-S
- Obuseiro autopropulsado rastreado 2S35 Koalitsiya-SV
- Sistema de mísseis balísticos táticos móveis Iskander 9K720
- Sistema SAM móvel Tor-M2U em chassis rastreado
- Sistema SAM rastreado móvel Buk-M2
- Sistema SAM móvel Pantsir-S1 em chassis com rodas
- Unidade de lançamento móvel S-400 Triumf na plataforma 5P85TE2
- Sistema ICBM móvel rodoviário RS-24 Yars
- BTR Bumerang APC

### Coluna aérea
- Mil Mi-26
- Mil Mi-17
- Mil Mi-24
- Mil Mi-28
- Mil Mi-35
- Kamov Ka-52
- Kazan Ansat
- Mikoyan MiG-29
- Sukhoi Su-24
- Sukhoi Su-34
- Sukhoi Su-27
- Sukhoi Su-30
- Sukhoi Su-35
- Mikoyan MiG-31
- Ilyushin Il-76
- Ilyushin Il-78
- Tupolev Tu-22M3
- Tupolev Tu-95
- Tupolev Tu-160
- Sukhoi Su-25
- Antonov An-124
- Antonov An-22

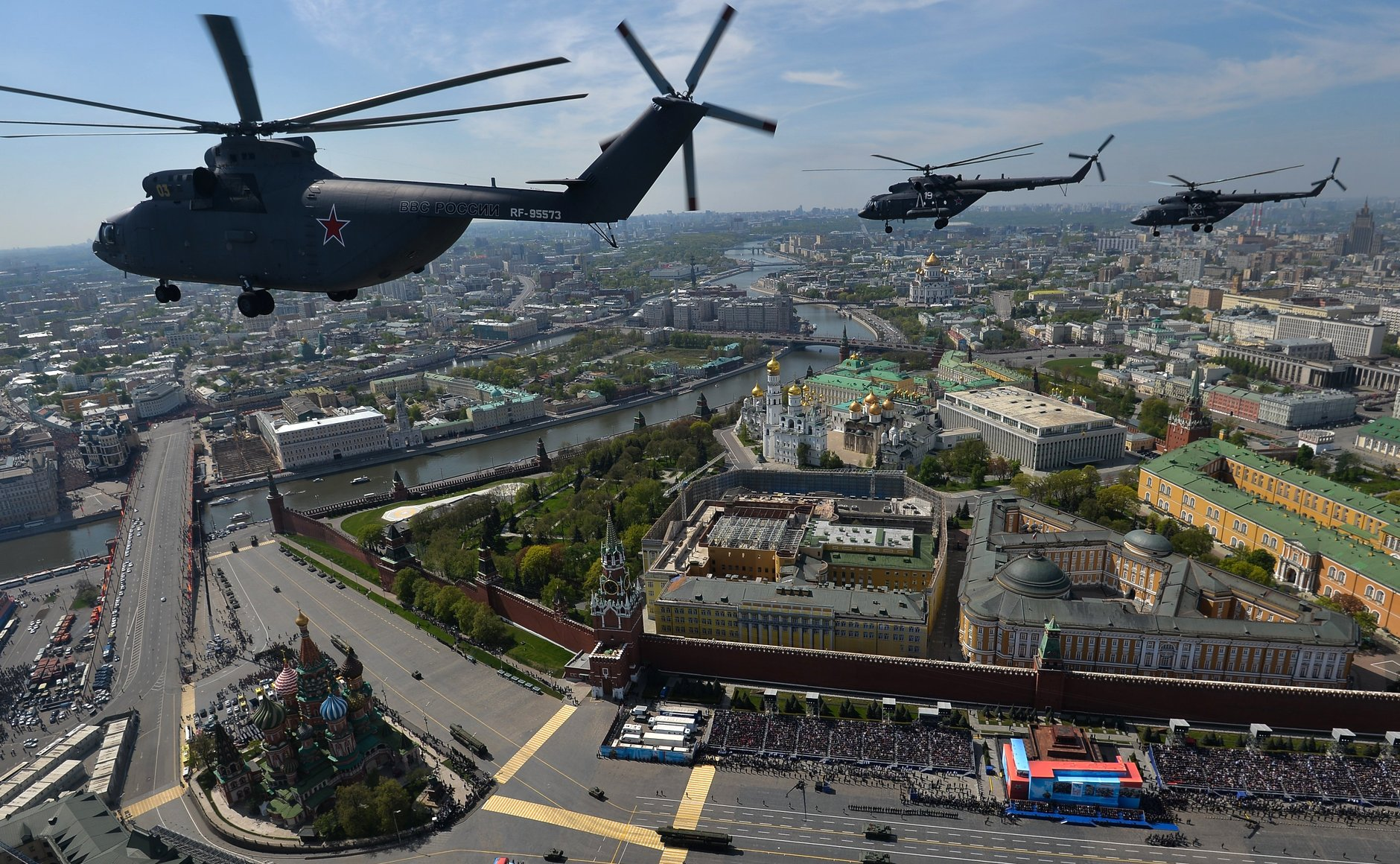
Mi-26 e dois Mi-17 voam sobre a Praça Vermelha

- Yakovlev Yak-130 do novo grupo acrobático Asas de Taurida
- Sukhoi Su-27 e Mikoyan MiG-29 dos Cavaleiros Russos e Strizhi

## Música
Procissão de bandeiras, revisão e endereço
- Guerra Sagrada (Священная Война) por Alexander Alexanderov
- Marcha Triunfal Solene (Торжественно-Триумфальный Марш) por Valery Khalilov
- Marcha do Regimento Preobrazhensky (Марш Преображенского Полка)
- Marcha Lenta das Escolas de Oficiais (Встречный Марш офицерских училищ) por Semyon Tchernetsky
- Marcha lenta para carregar a bandeira de guerra (Встречный Марш для выноса Боевого Знамени) por Dmitriy Valentinovich Kadeyev
- Marcha Lenta dos Guardas da Marinha (Гвардейский Встречный Марш Военно-Морского Флота) por Nikolai Pavlocich Ivanov-Radkevich
- Marcha Lenta (Встречный Марш) por Evgeny Aksyonov
- Glória (Славься) por Mikhail Glinka
- Fanfarra de Desfile Todos Ouçam! (Парадная Фанфара “Слушайте все!”) por Andrei Golovin
- Hino Nacional da Federação Russa (Государственный Гимн Российской Федерации) por Alexander Alexandrov
- Retiro de Sinal (Сигнал “Отбой”)

Coluna de Infantaria
- Marcha General Miloradovich (Марш “Генерал Милорадович”) por Valery Khalilov
- Triunfo dos Vencedores (Триумф Победителей)
- A Despedida da Eslava (Прощание Славянки) por Vasiliy Agapkin
- Em uma altura desconhecida (На безымянной высоте) por Veniamin Bacner
- Cossacos em Berlim (Казаки в Берлине) por Irmãos Pokrass
- Noites de Moscou (Подмосковные вечера) por Vasily Solovyov-Sedym
- Lenço Azul (Синий платочек) por Jerzy Petersbursky
- Katyusha (Катюша) por Matvey Blanter
- Moscou em Maio (Москва майская) por Irmãos Pokrass
- Marcha Platz (Марш “Плац”) por Valery Khalilov
- Em Guarda pela Paz (На страже Мира) por Boris Alexanderovich Diev
- Marcha Aérea (Авиамарш) por Yuliy Abramovich Khait
- Marcha Aviões – Primeiro de tudo (Марш “Первым делом самолёты”) por Vasili-Solovyov-Sedoi
- Lendária Sevastopol (Легендарный Севастополь) por Bano Muradeli
- A Tripulação é uma família (Экипаж - одна семья) por Viktor Vasilyevich Pleshak
- Marcha de Artilharia (Марш Артиллеристов) por Tikhon Khrennikov
- Marcha dos Cosmonautas/Amigos, eu acredito (Марш Космонавтов /Я верю, друзья) por Oskar Borisovich Feltsman
- Precisamos de uma vitória (Нам Нужна Одна Победа) por Bulat Shalvovich Okudzhava
- A Última Batalha (Последний бой) por Mikhail Nozhkin
- Servir à Rússia (Служить России) por Eduard Cemyonovich Khanok
- Som sobre a Juventude Alarmante (Песня о тревожной молодости) por Alexandera Pakhmutova
- Chama Eterna (Вечный огонь) por Rafail Khoak
- Balada de um Soldado (Баллада о Солдате) por Vasily Pavlovich Solovyov-Sedoy
- V Put (В Путь) por Vasily Pavlovich Solovyov-Sedoy

Coluna Móvel
- Marcha General Miloradovich (Марш “Генерал Милорадович”) por Valery Khalilov
- Marcha Três Tanquistas (Марш “Три Танкиста”) por Irmãos Pokrass
- Katyusha (Катюша) por Matvey Blanter
- Lendária Sevastopol (Легендарный Севастополь) por Bano Muradeli
- Invencível e Lendário (Несокрушимая и легендарная) por Alexander Alexandrov
- Marcha dos Tanquistas Soviéticos (Марш сове́тских танки́стов) por Irmãos Pokrass
- Marcha Herói (Марш “Герой”)
- Marcha Vitória (Марш “Победа”) por Albert Mikhailovich Arutyunov
- Marcha de Artilharia (Марш Артиллеристов) por Tikhon Khrennikov
- Viva o nosso Estado (Да здравствует наша держава) por Boris Alexandrov

Coluna aérea
- Marcha Aérea (Авиамарш) por Yuliy Abramovich Khait
- Marcha Aviões – Primeiro de tudo (Марш “Первым делом самолёты”) por Vasili-Solovyov-Sedoi
- Marcha Aérea (Авиамарш) por Yuliy Abramovich Khait
- Marcha Aviões – Primeiro de tudo (Марш “Первым делом самолёты”) por Vasili-Solovyov-Sedoi
- Marcha Aérea (Авиамарш) por Yuliy Abramovich Khait

Conclusão
- Nós Somos o Exército do Povo (Мы Армия Народа) por Georgy Viktorovich Mavsesya
- Dia da Vitória (День Победы) por David Fyodorovich Tukhmanov

## Galeria

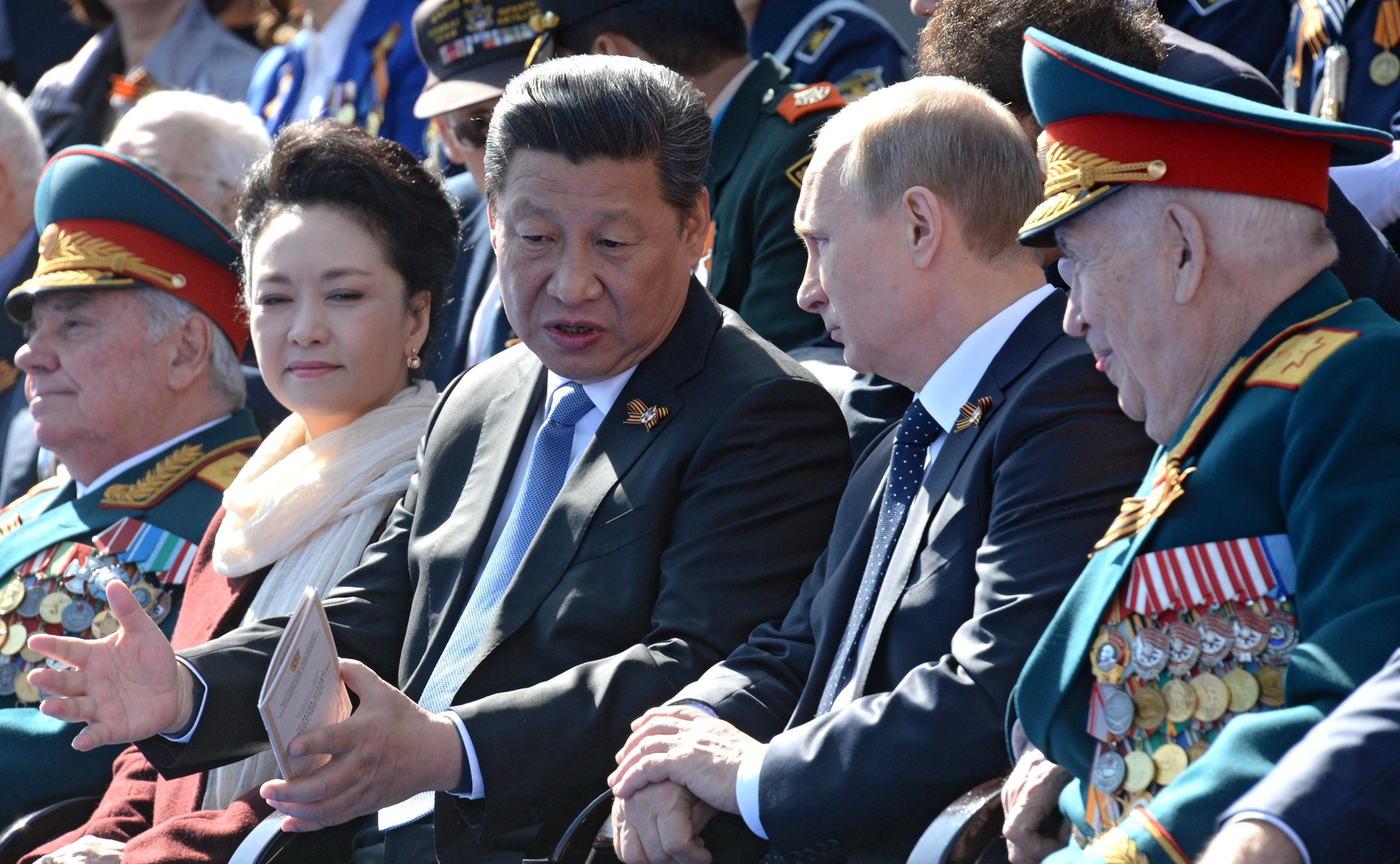
O presidente chinês Xi Jinping e sua esposa com o presidente russo Vladimir Putin
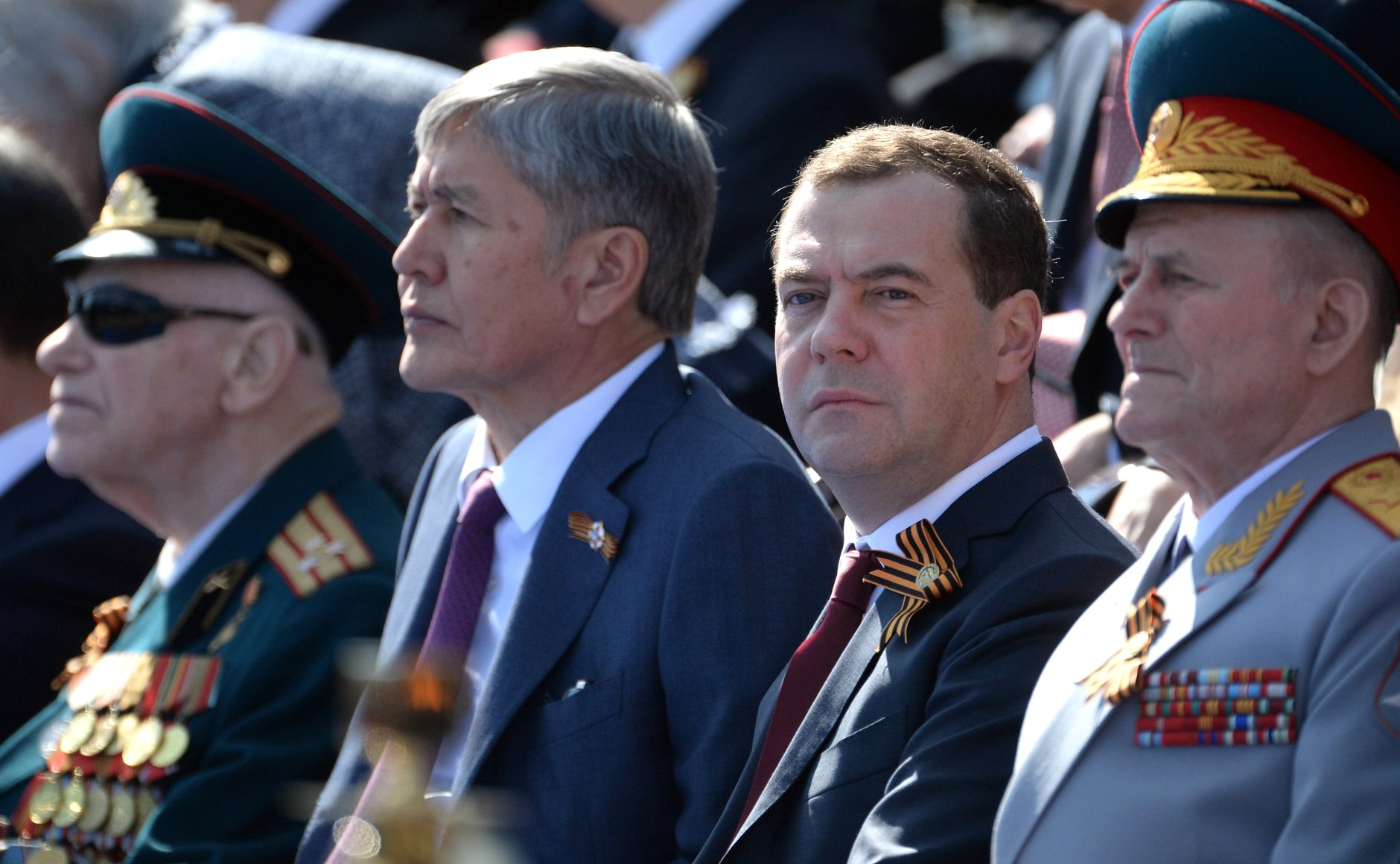
O presidente quirguiz Almazbek Atambaiev com o primeiro-ministro russo Dmitri Medvedev
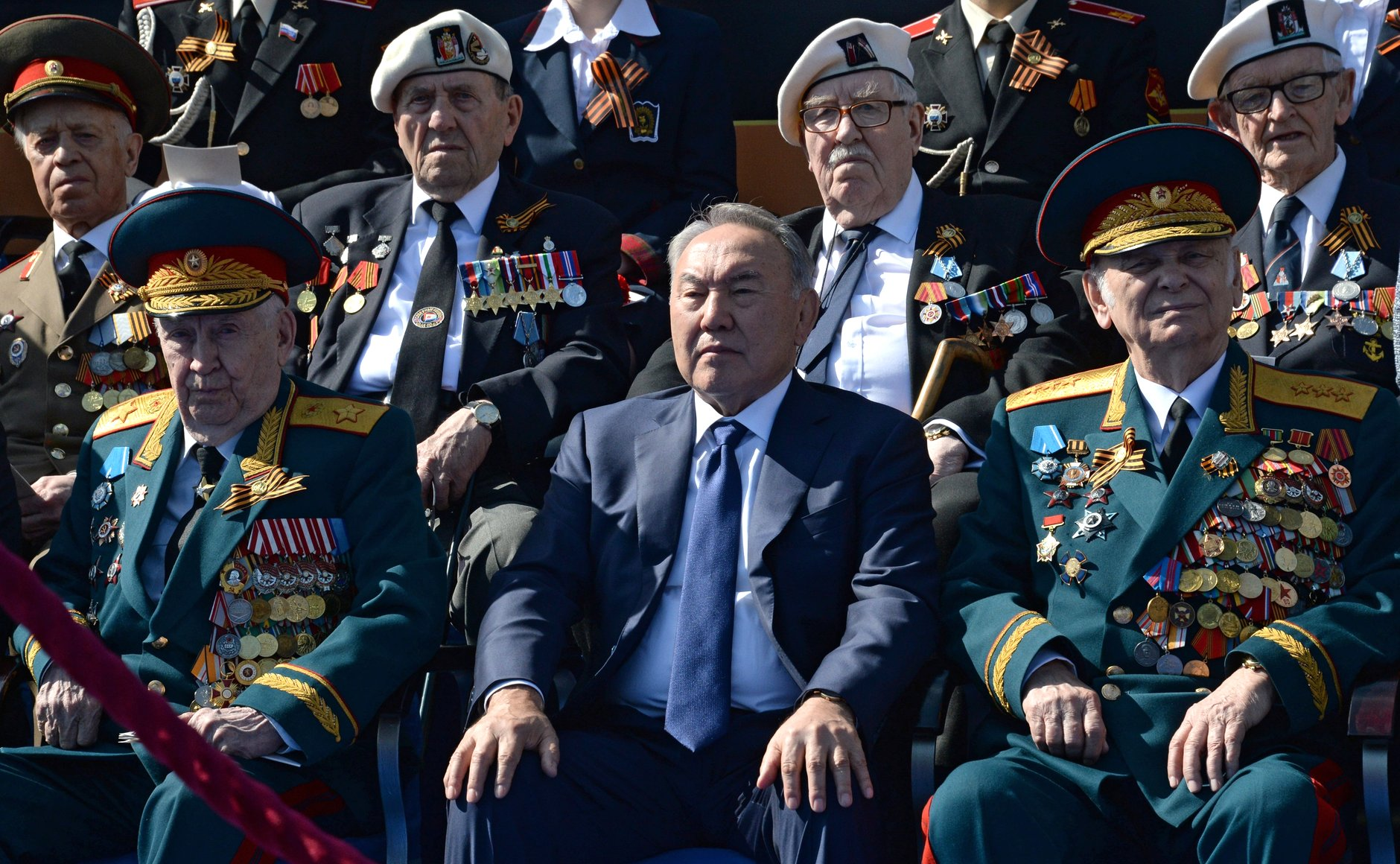
O presidente cazaque Nursultan Nazarbaev com veteranos durante o desfile
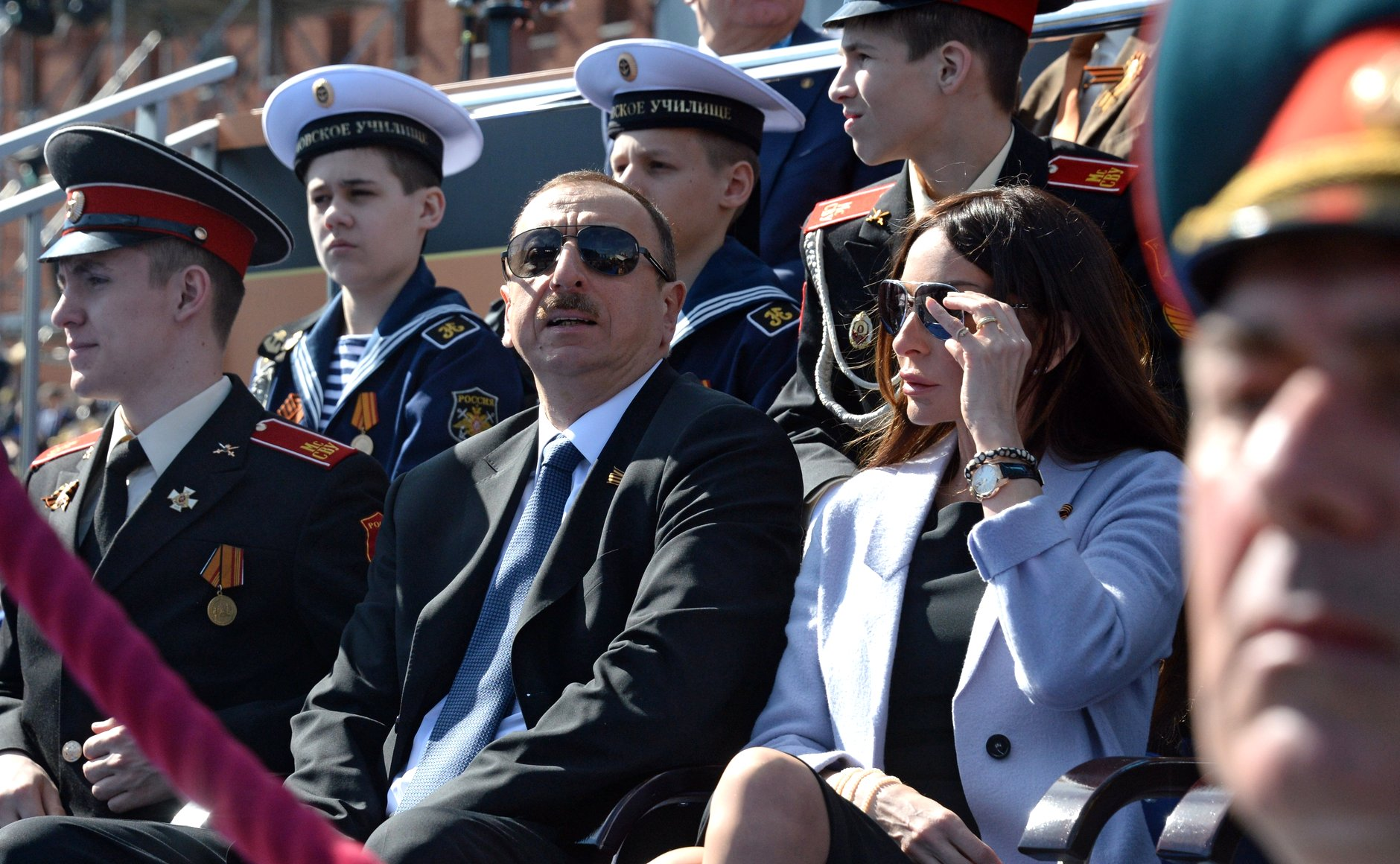
O presidente azerbaijano Ilham Aliyev com sua esposa
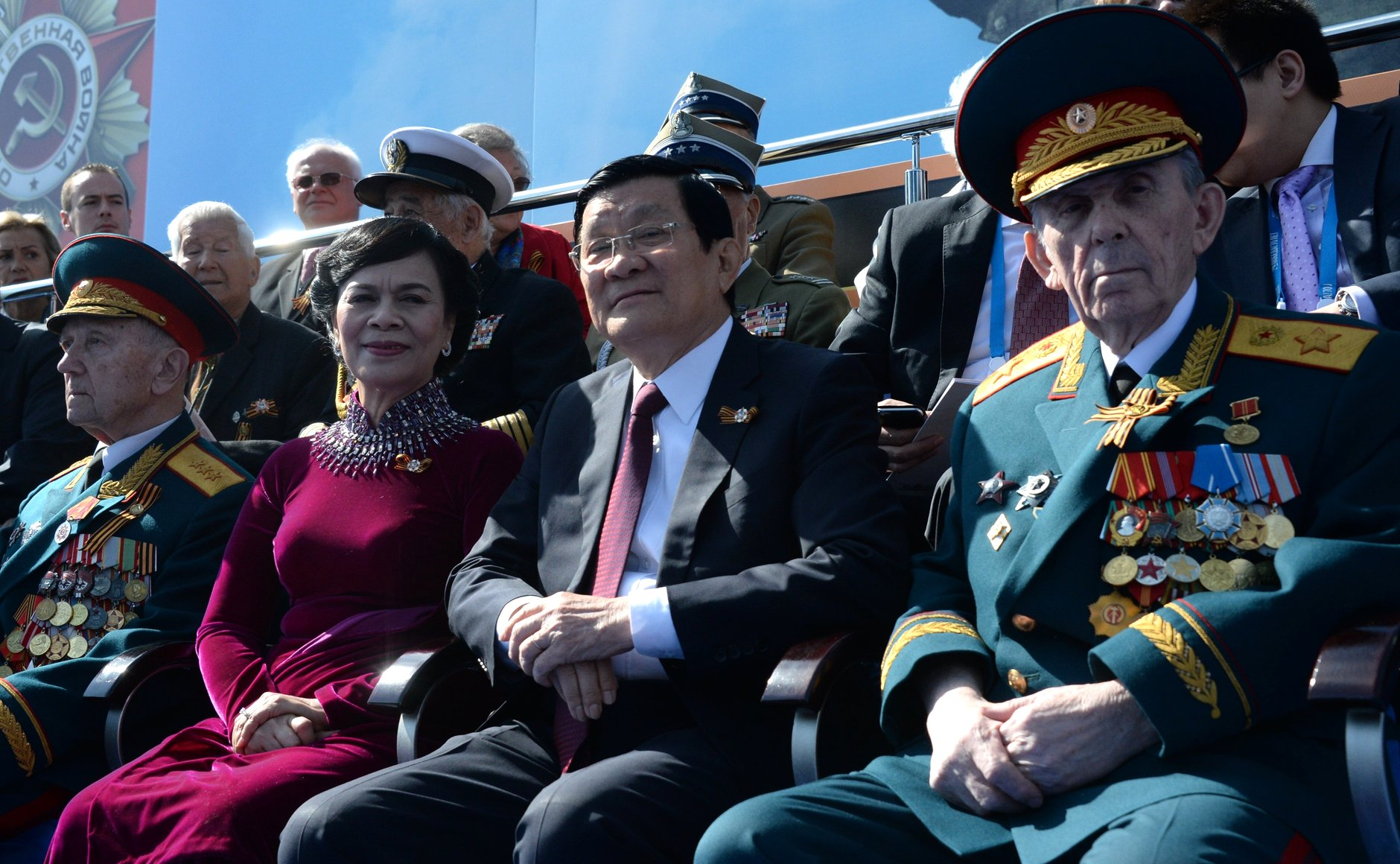
O presidente vietnamita Trương Tấn Sang com sua esposa
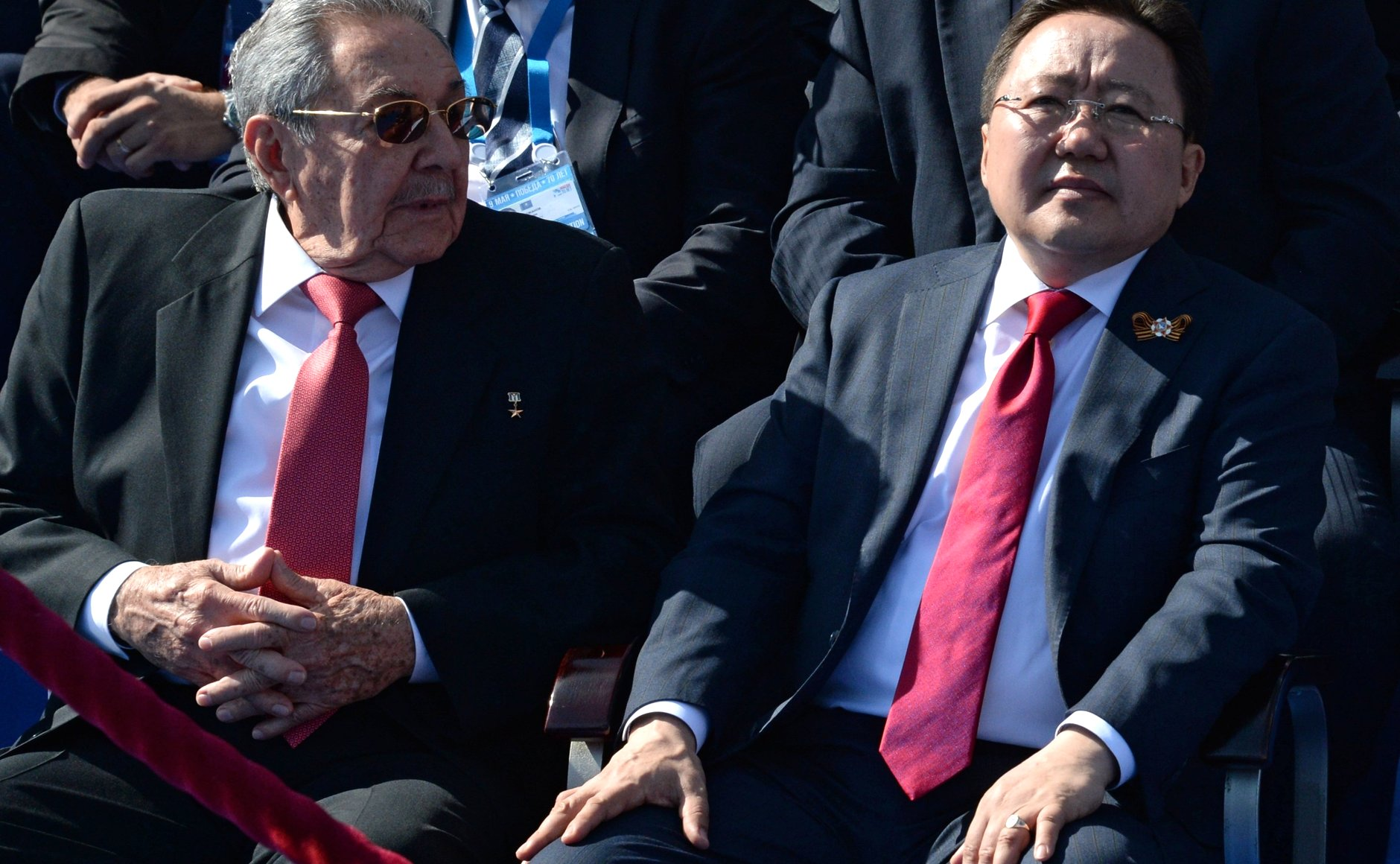
O presidente Raúl Castro com o president mongol Tsakhiagiin Elbegdorj
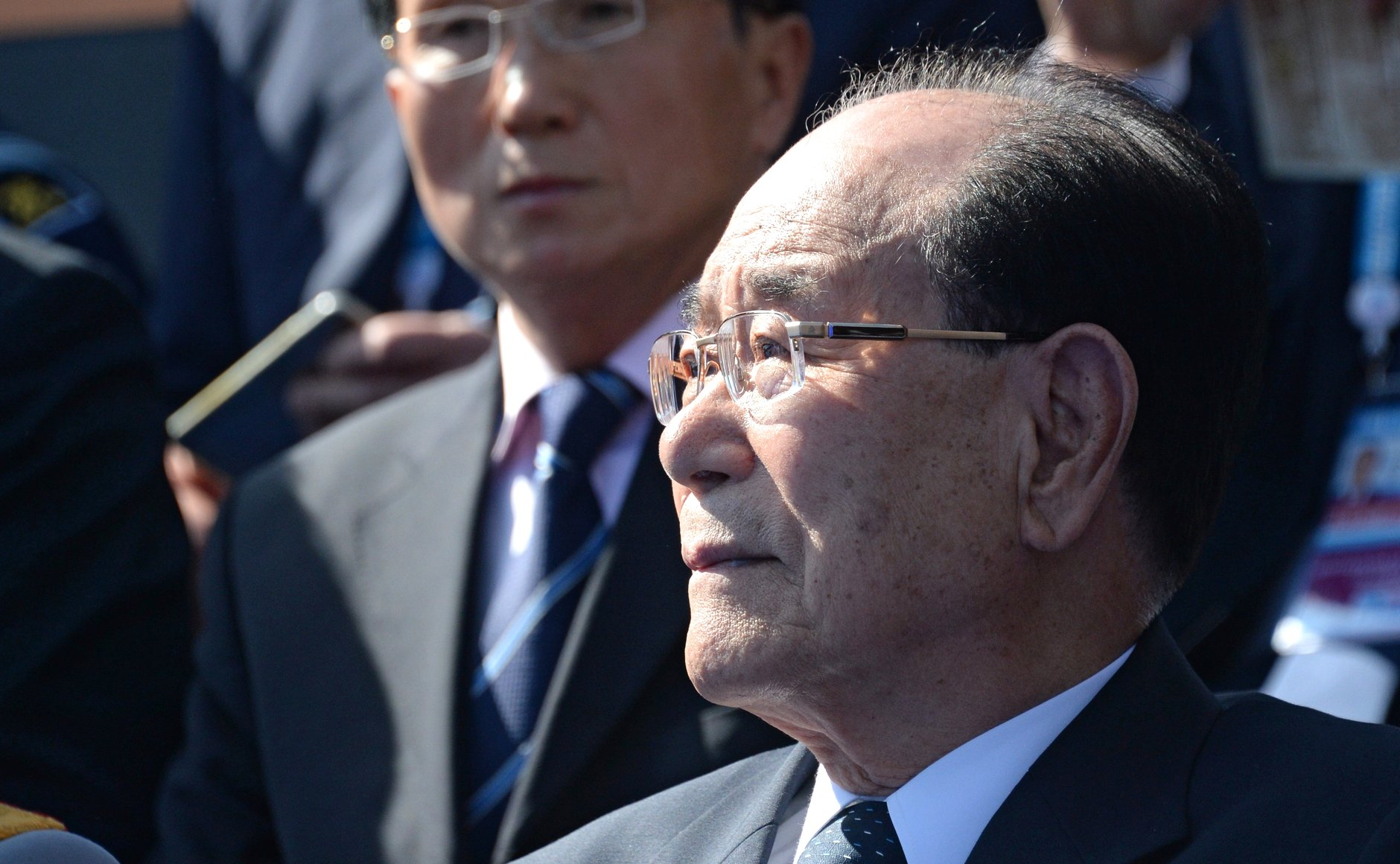
O Secretário da Assembleia Popular Norte Coreana Kim Yong-nam durante o desfile
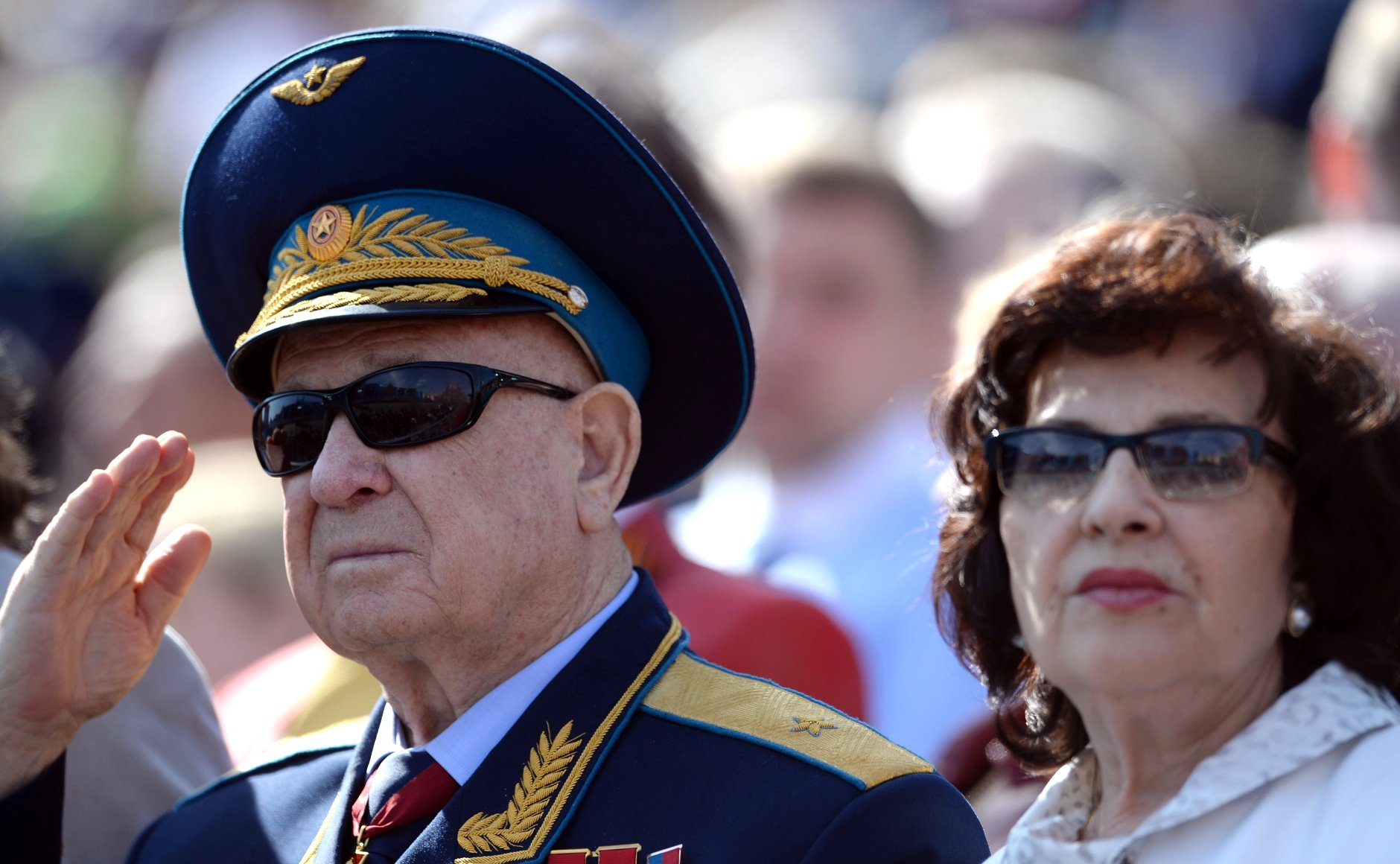
O ex-cosmonauta e o primeiro homem a caminhar pelo espaço Alekxei Leonov com sua esposa
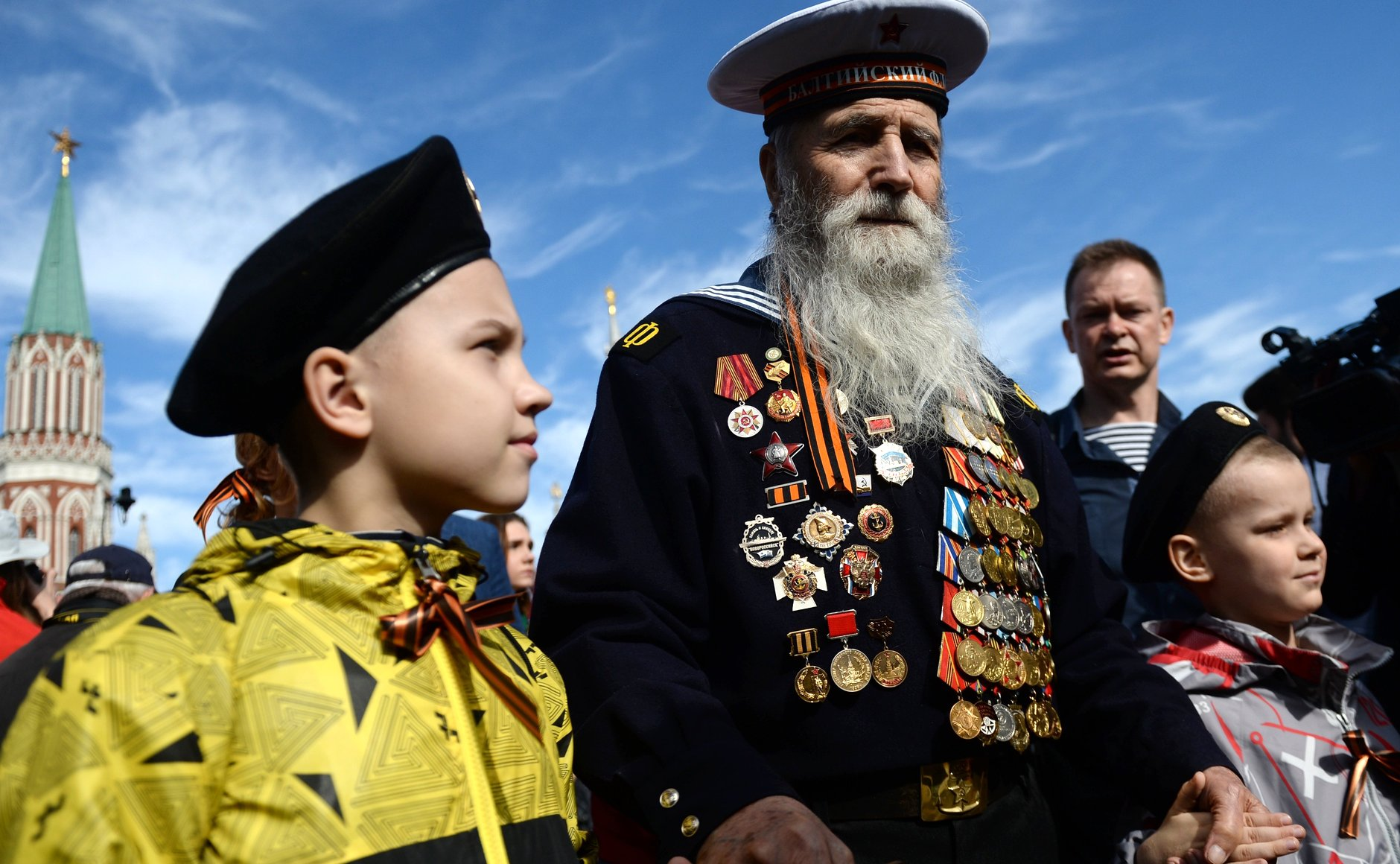
O veterano e ex marinheiro da Frota do Báltico da Grande Guerra Patriótica de 91 anos Georgy Shirokov com seus bisnetos
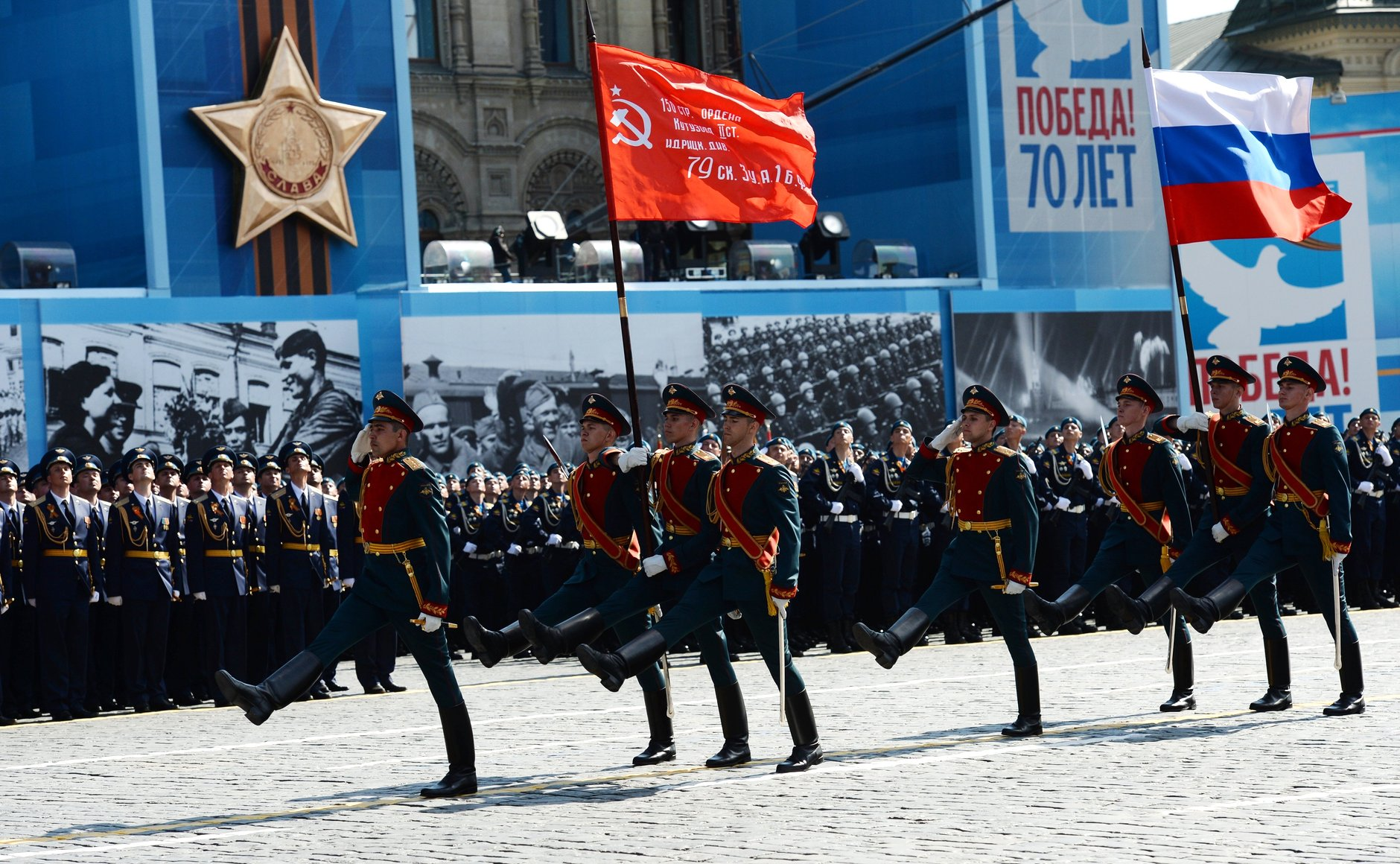
A Guarda de Honra marchando com a Bandeira da Vitória e a Bandeira da Rússia
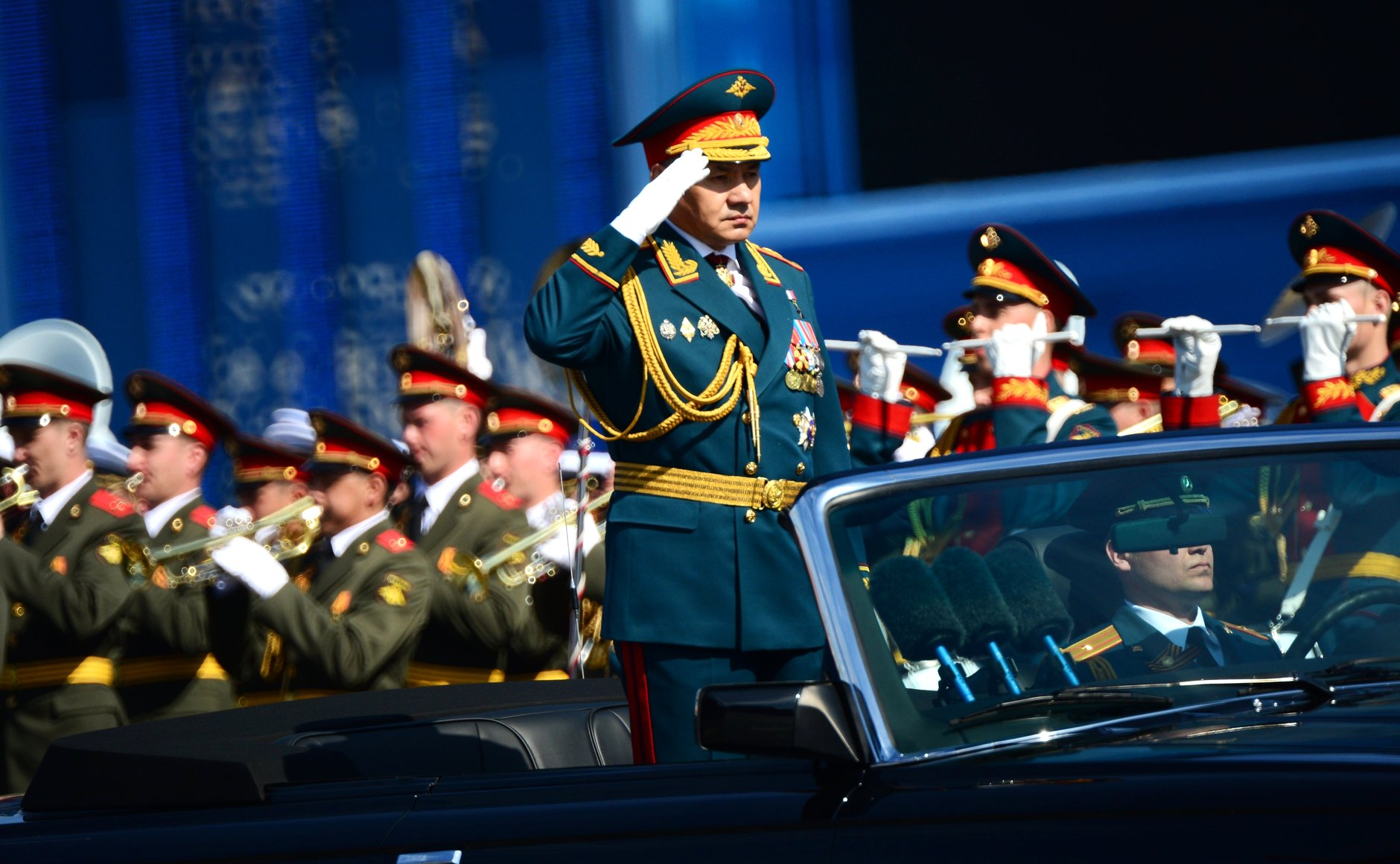
O Ministro da Defesa Sergei Shoigu inspecionando o desfile
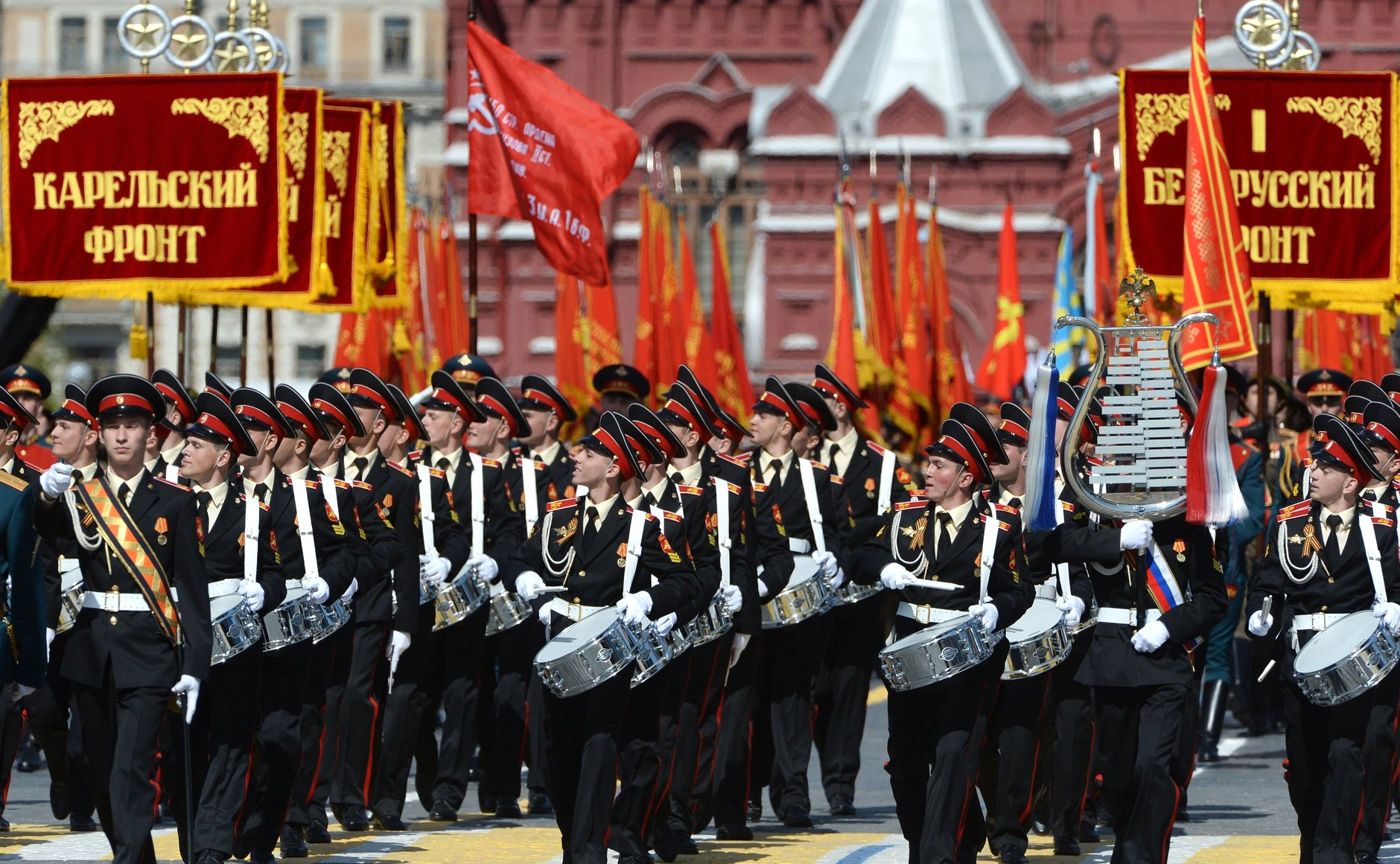
Cadetes da Escola Militar de Música de Moscou com unidades históricas ao fundo
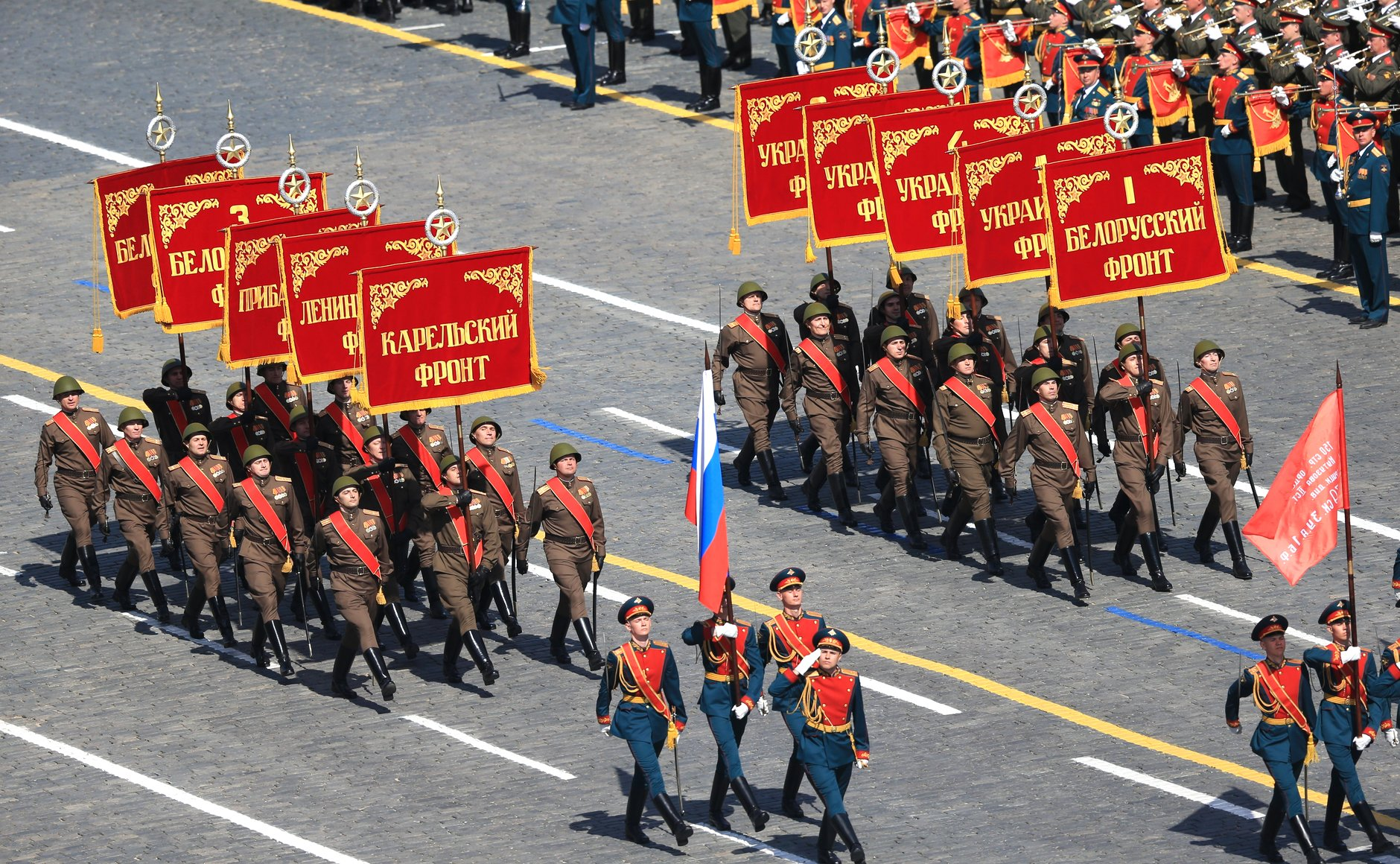
Unidades históricas segurando bandeiras do Grupo de Exércitos Soviético
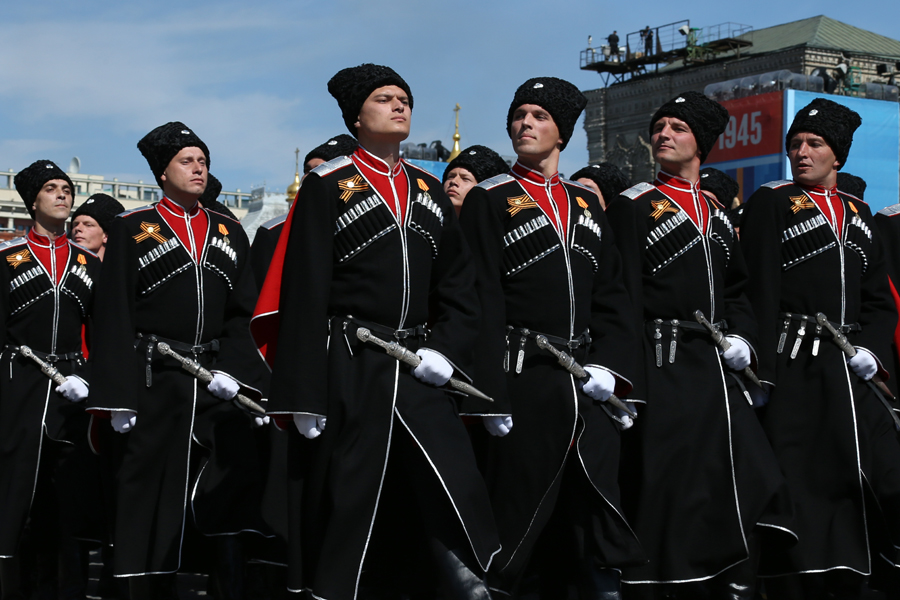
Unidades históricas de cossacos durante o desfile
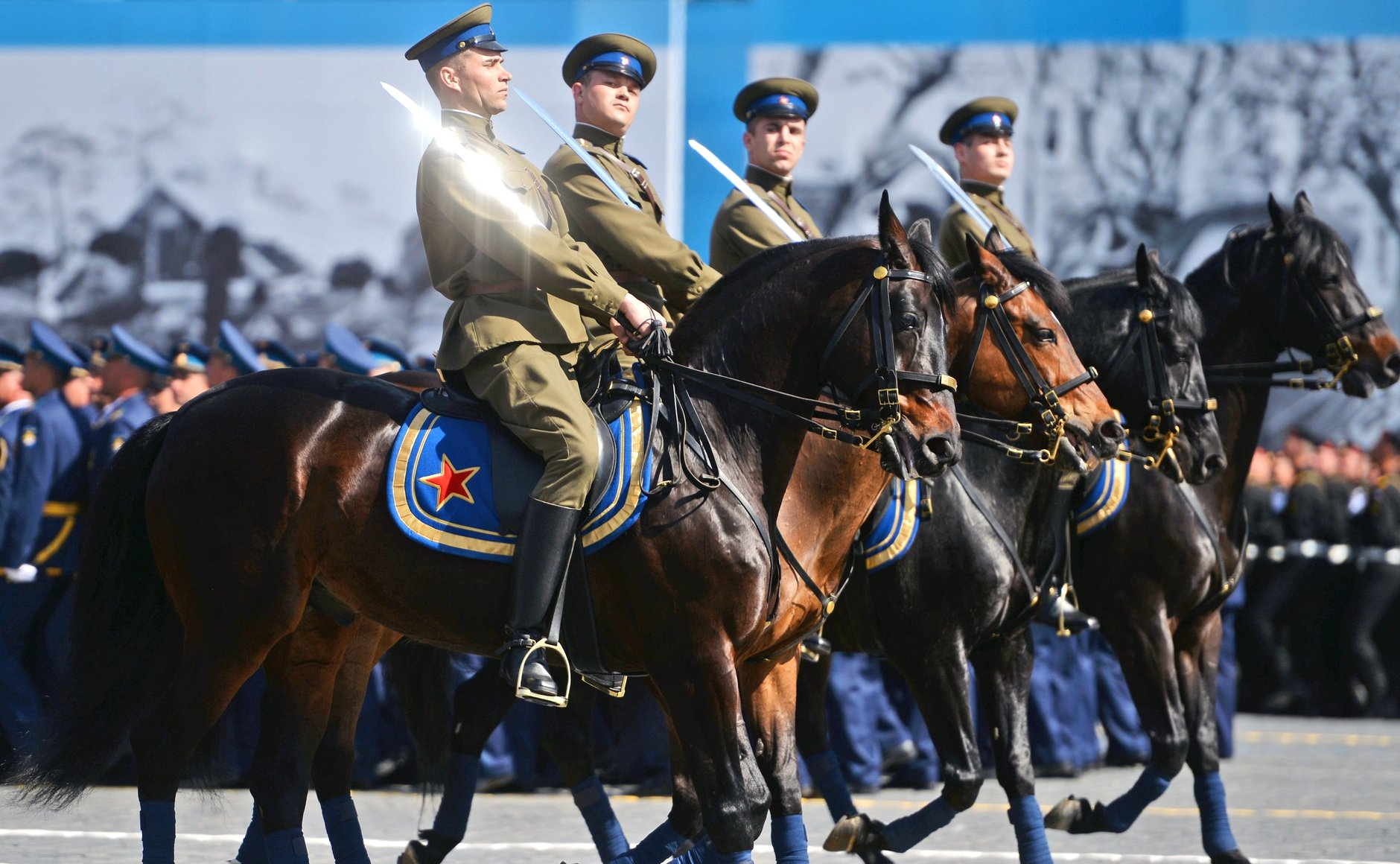
Unidades históricas de cavalaria durante o desfile
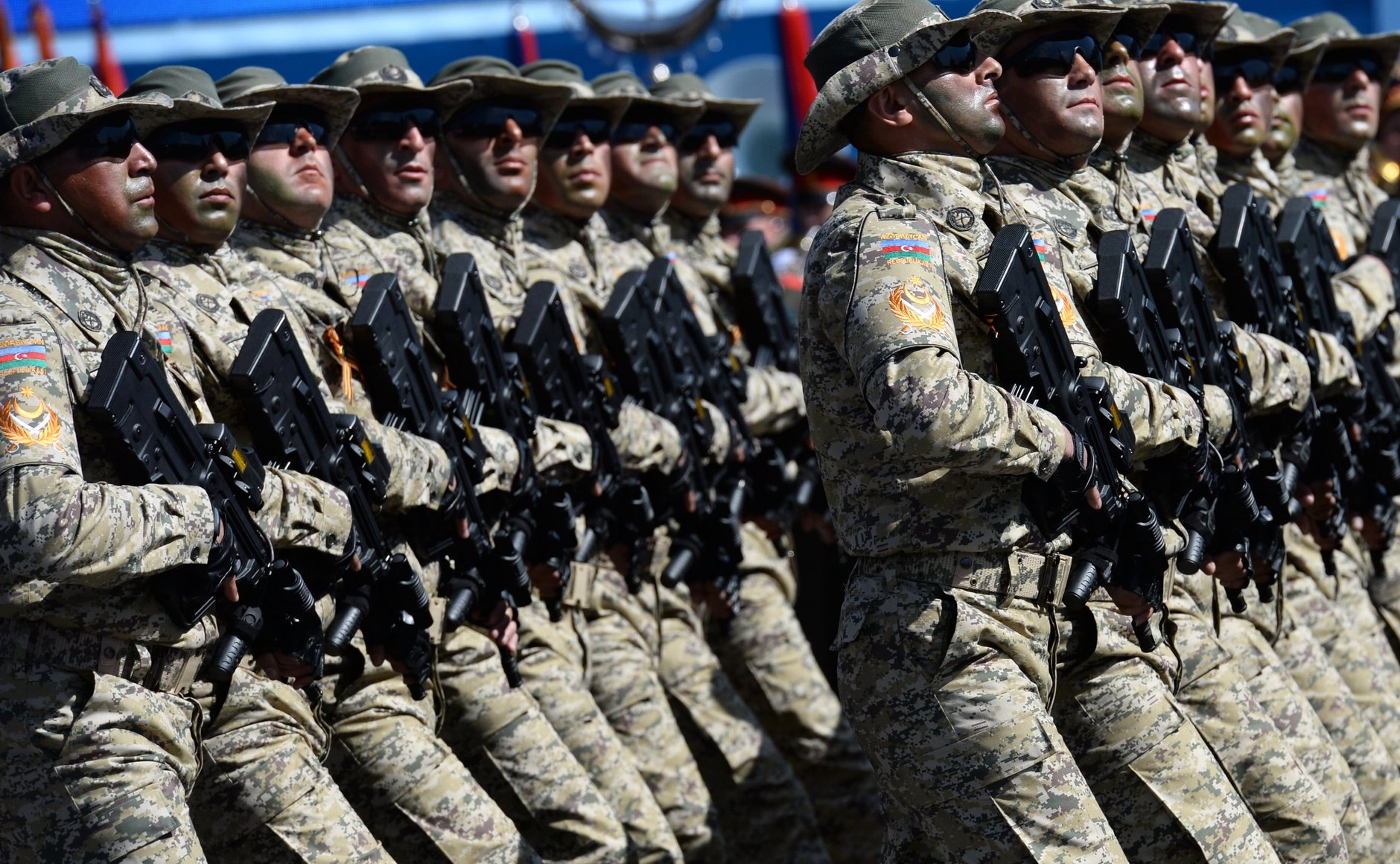
Contingente das Forças Especiais do Azerbaijão
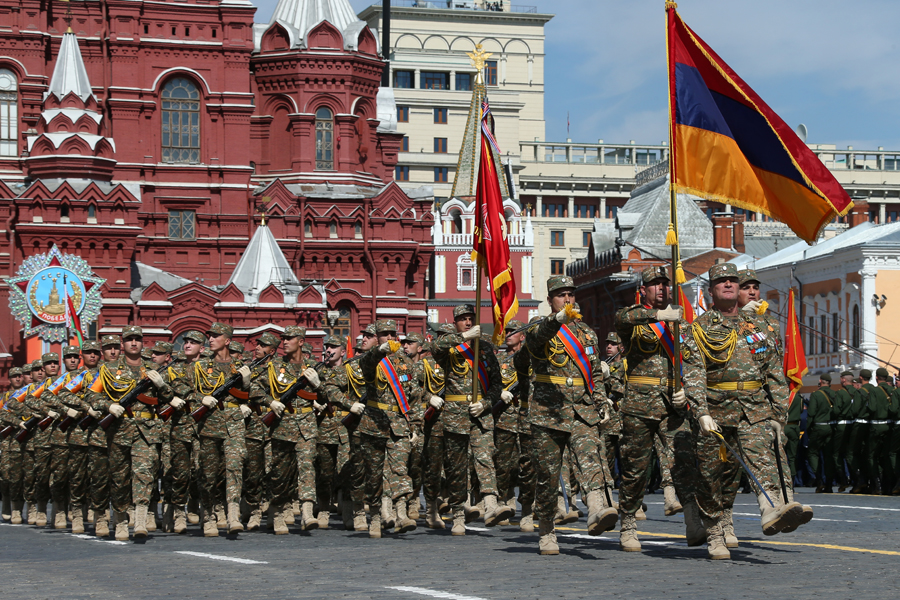
Contingente das Forças Armadas da Armênia
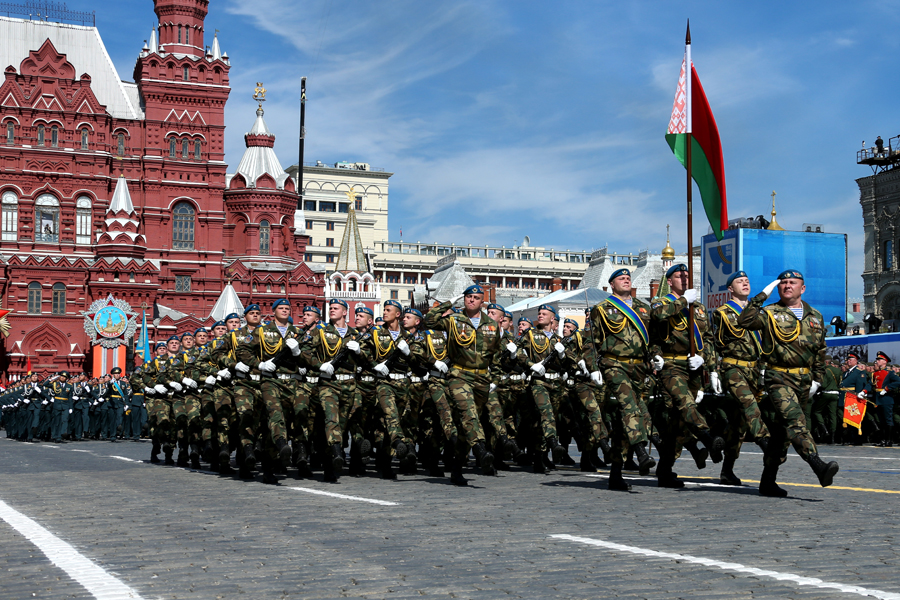
Contingente das Forças Armadas da Bielorrússia
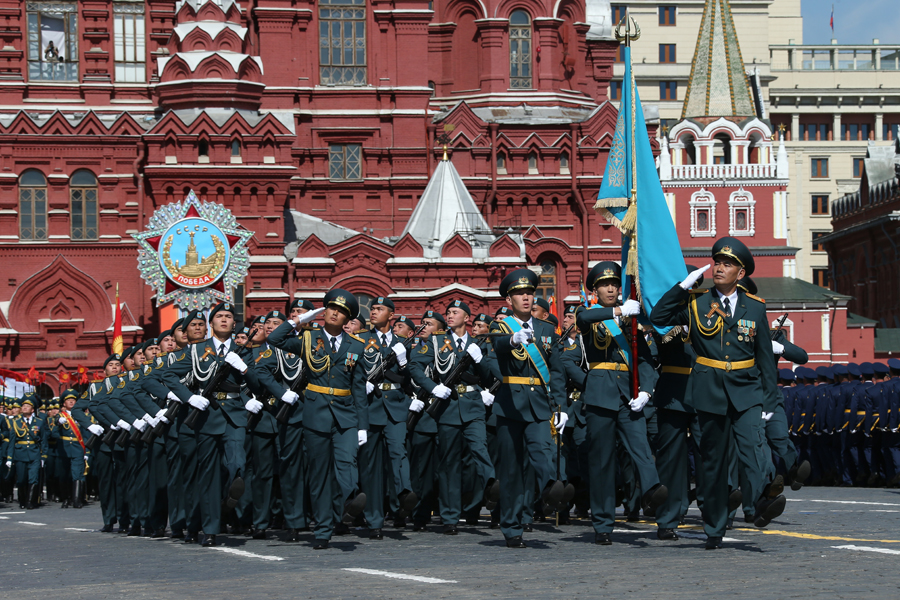
Contingente das Forças Terrestres do Cazaquistão
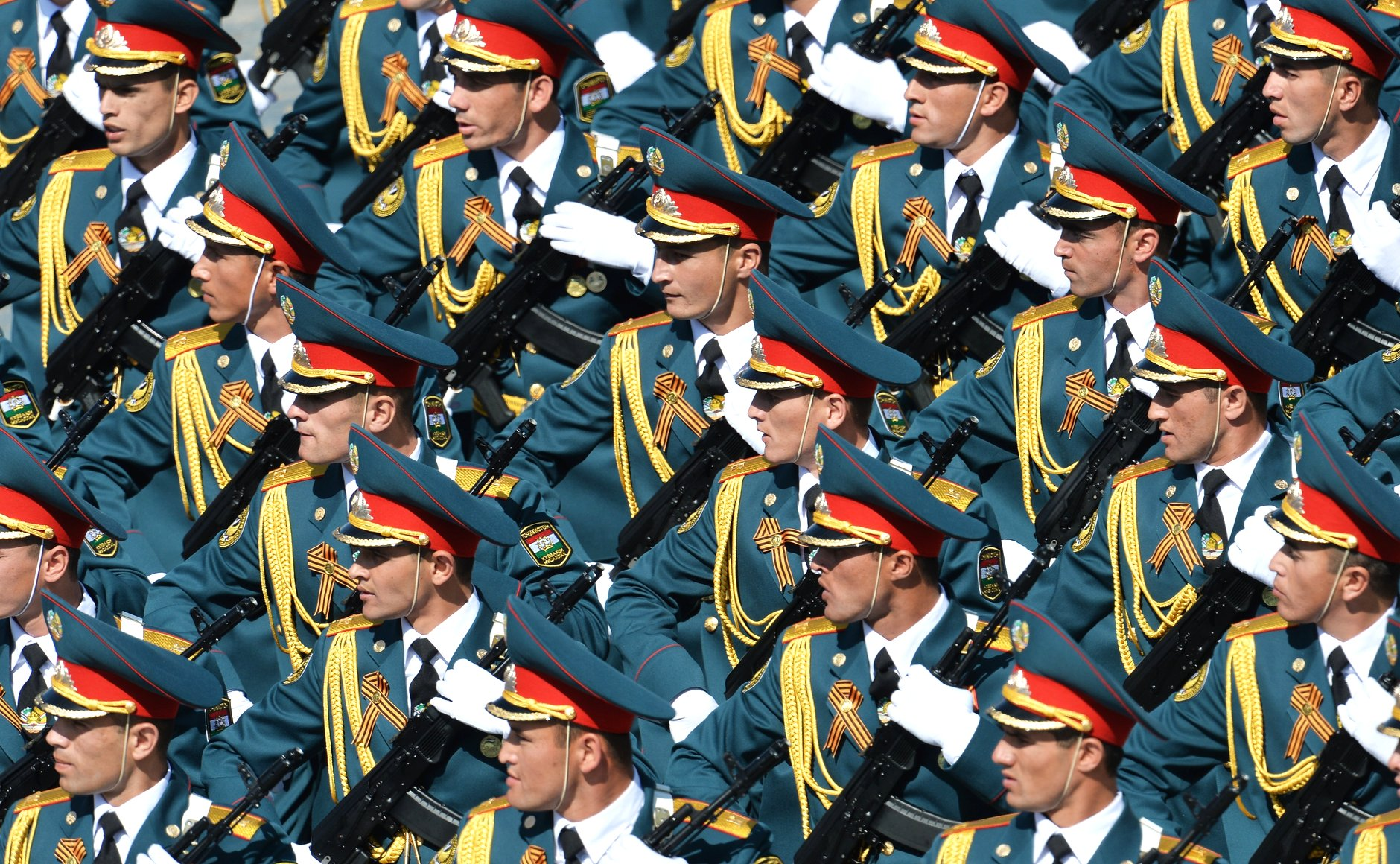
Contingente do Exército Nacional Tajique
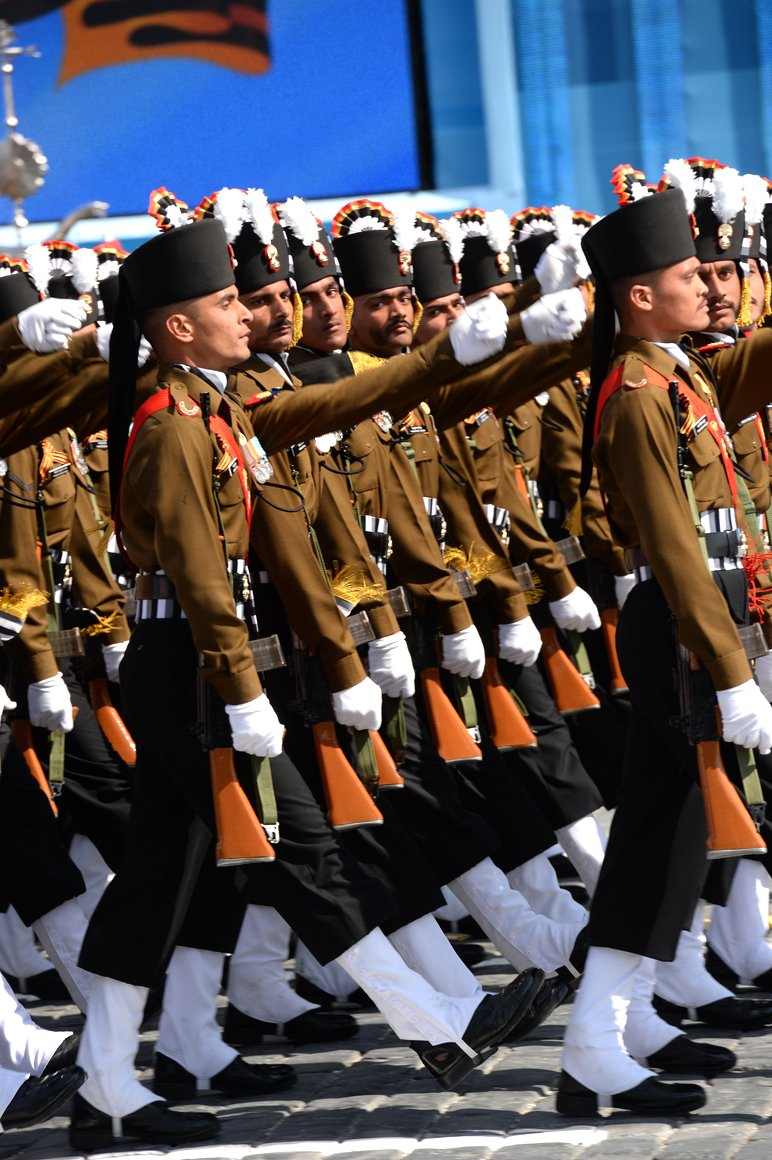
Contingente do Exército Indiano
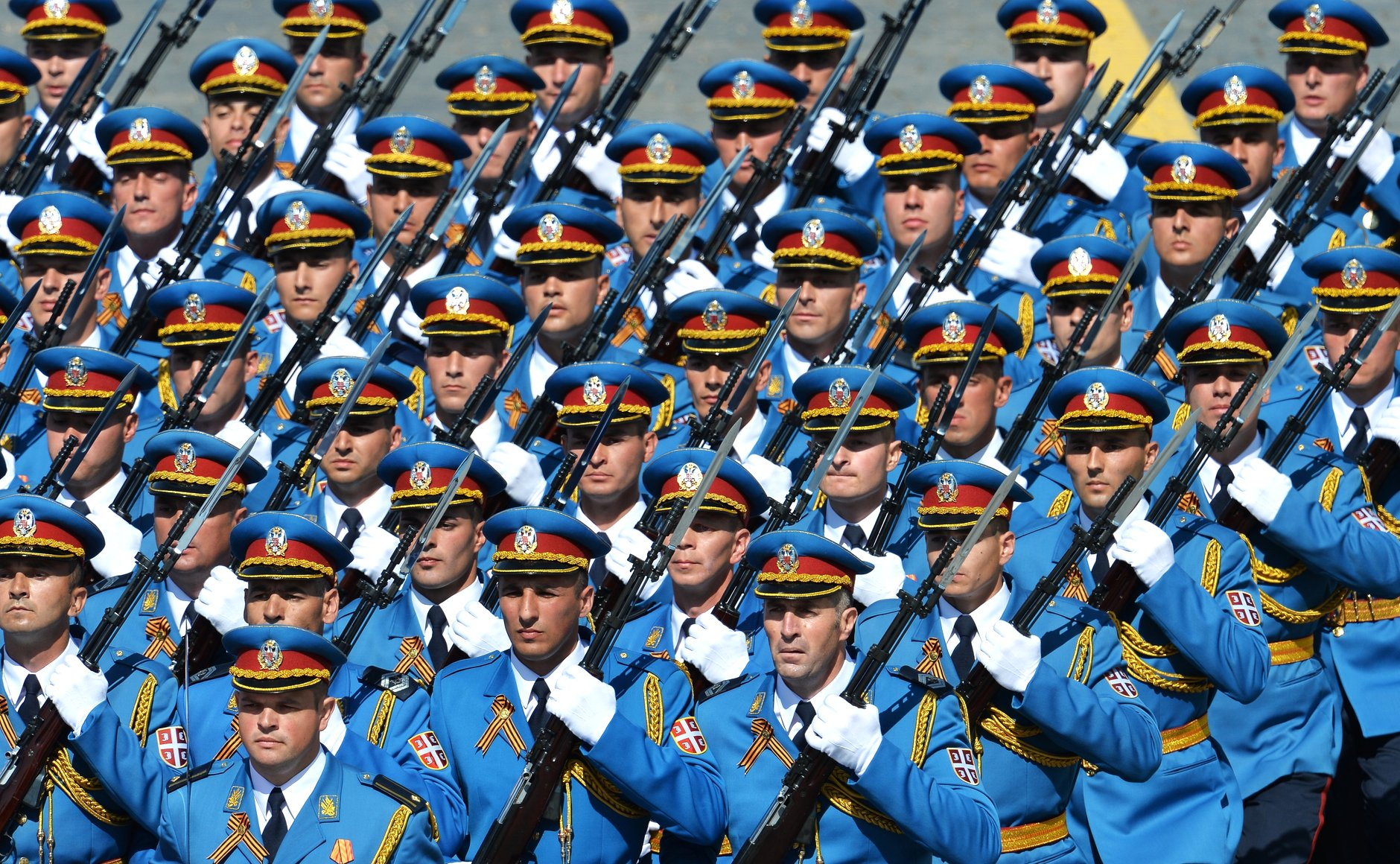
Contingente do Exército Sérvio
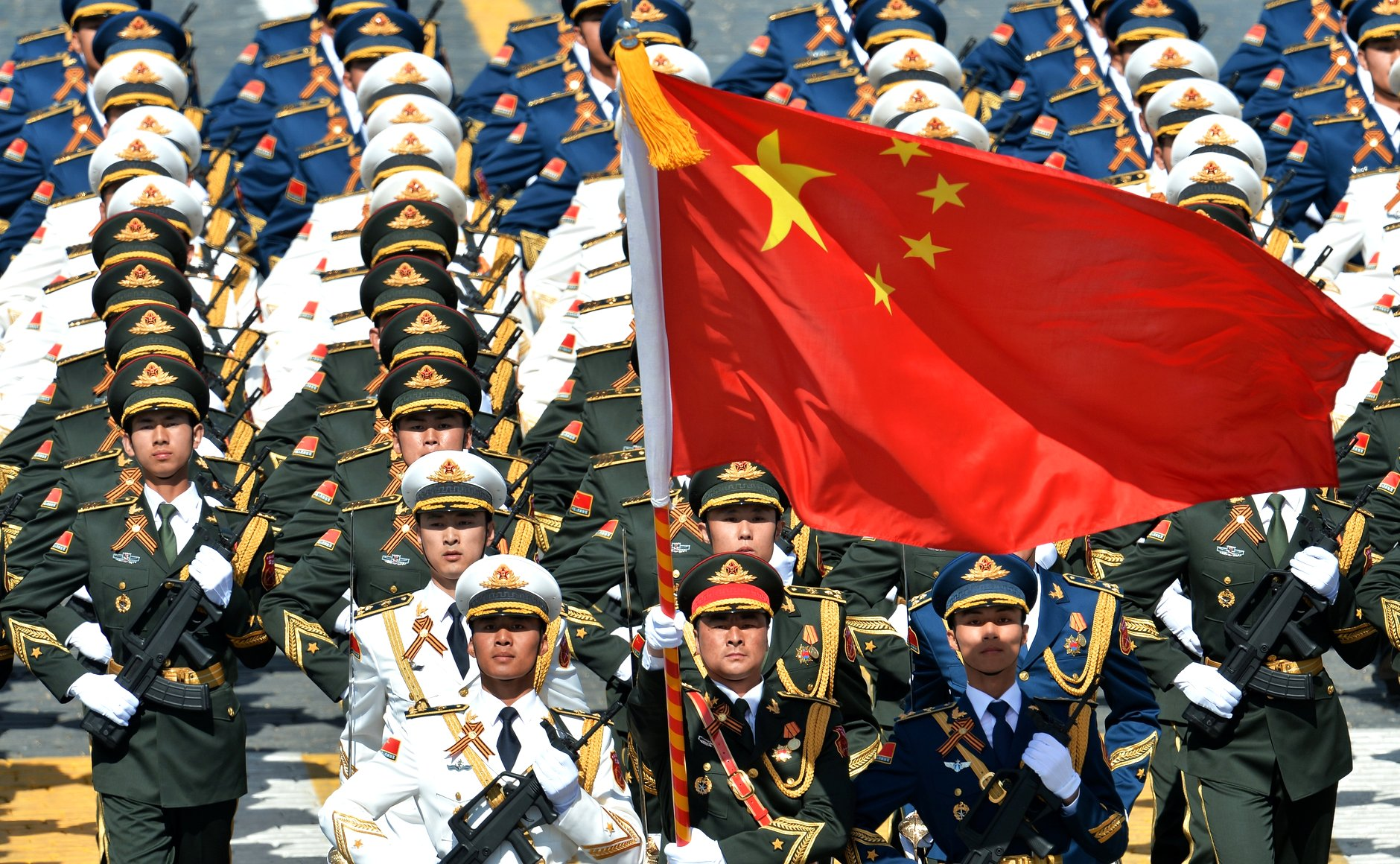
Contingente das Forças Terrestres do Exército de Libertação Popular
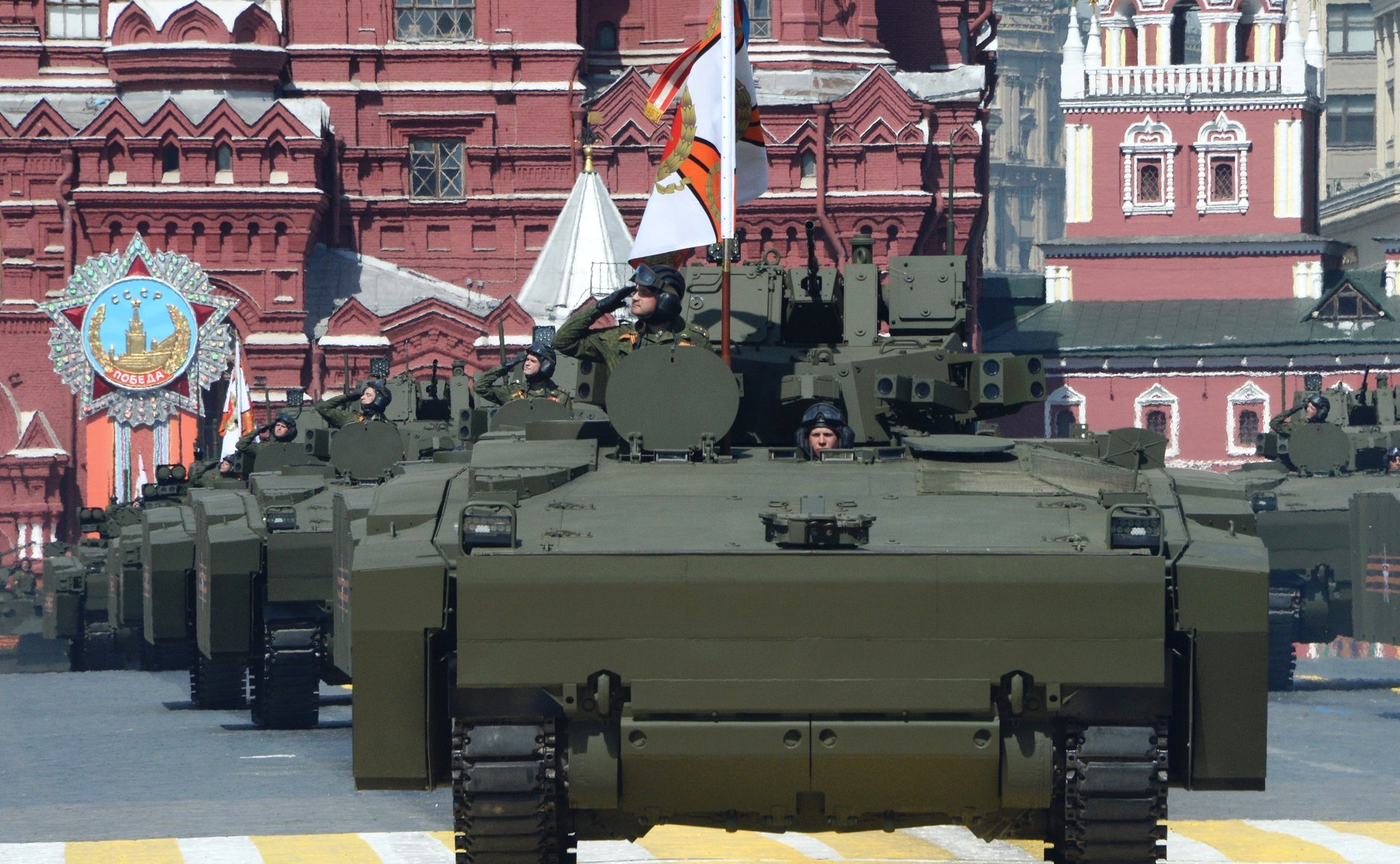
O APC Kurganets-25 (frente) e as variantes IFVs (fundo)
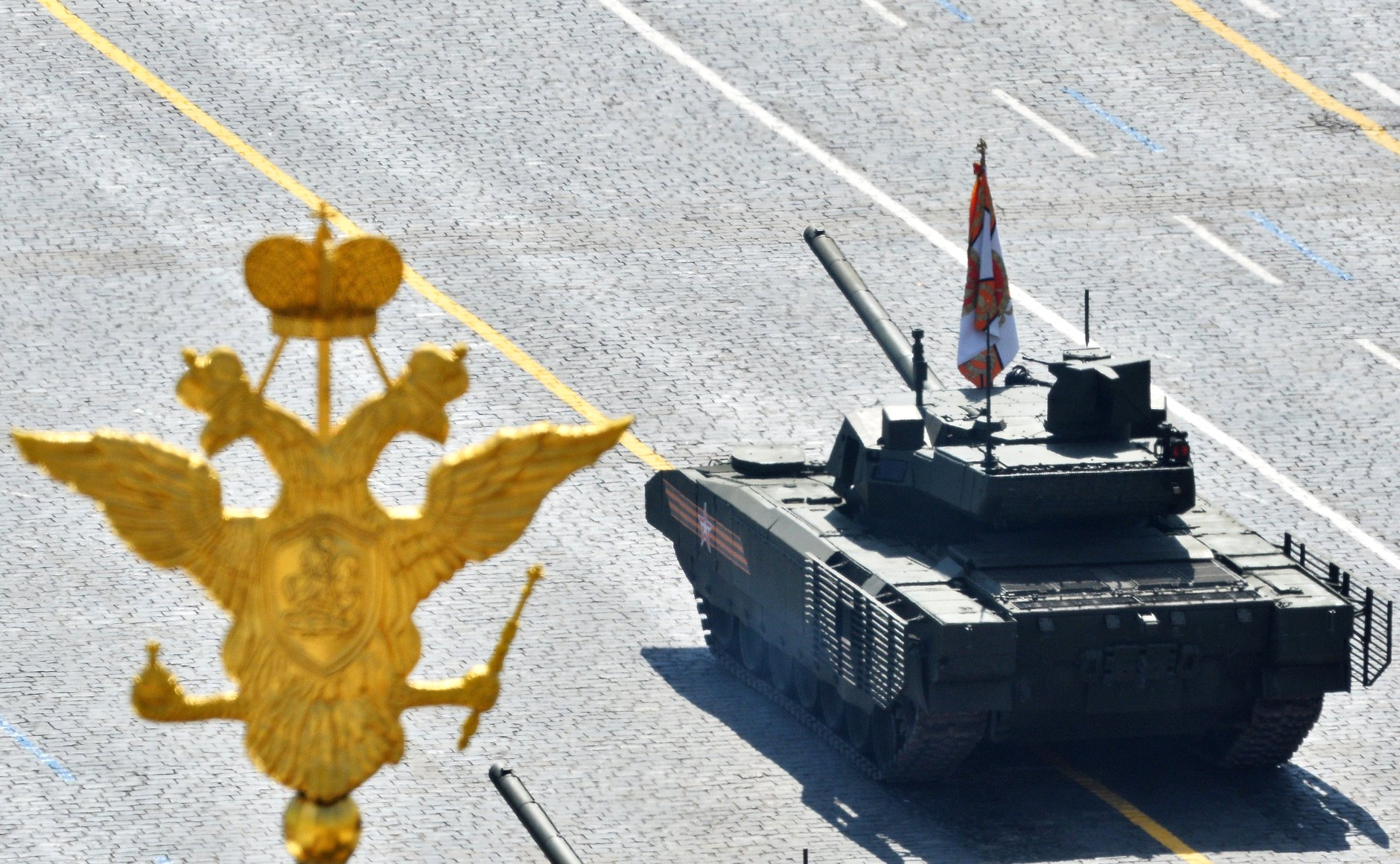
Um tanque T-14 liderando seu contingente
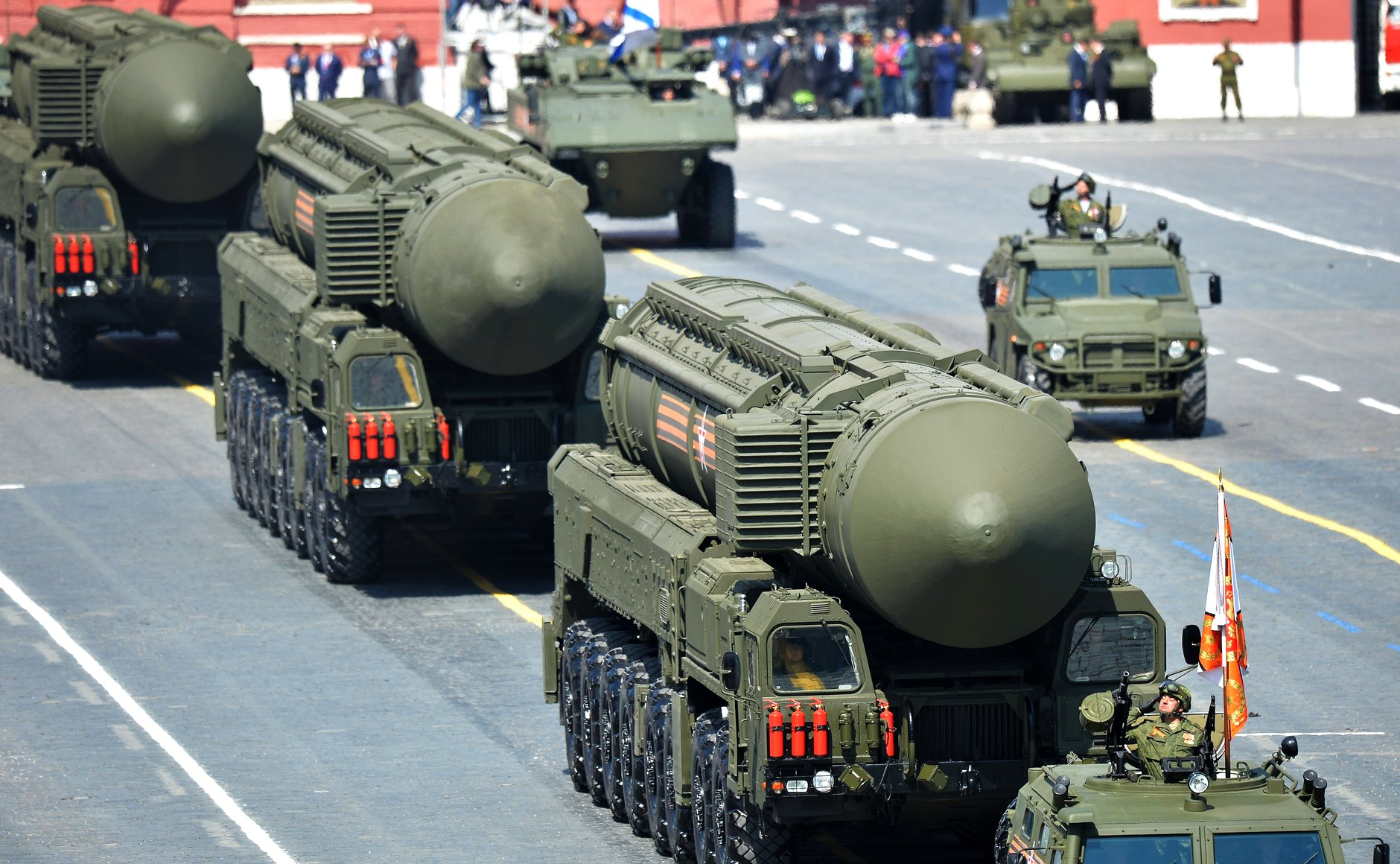
RS-24s escoltados por GAZ Tigrs e APCs Bumerang ao fundo
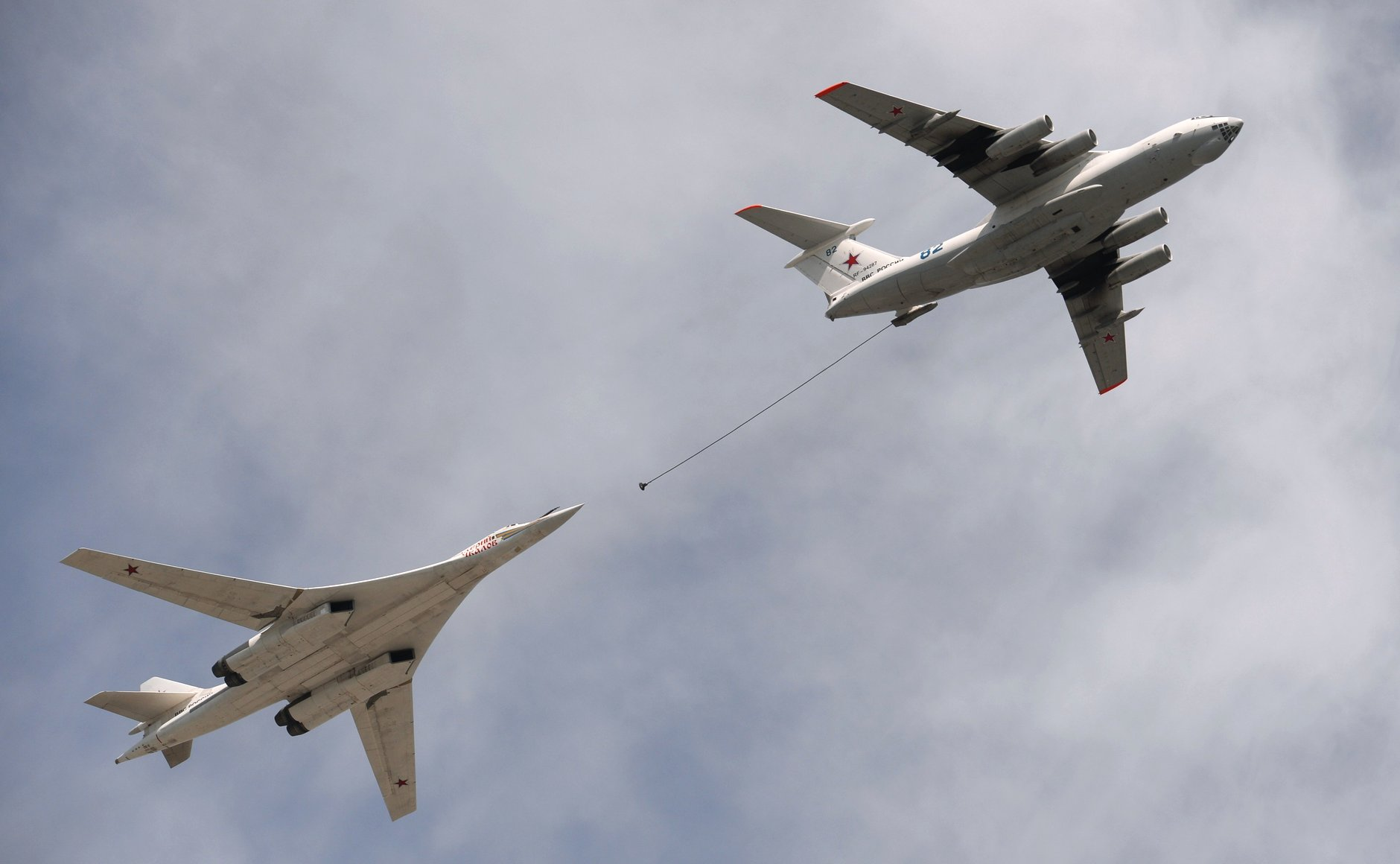
Bombardeiro estratégico Tu-160 com Il-78 de reabastecimento durante o desfile
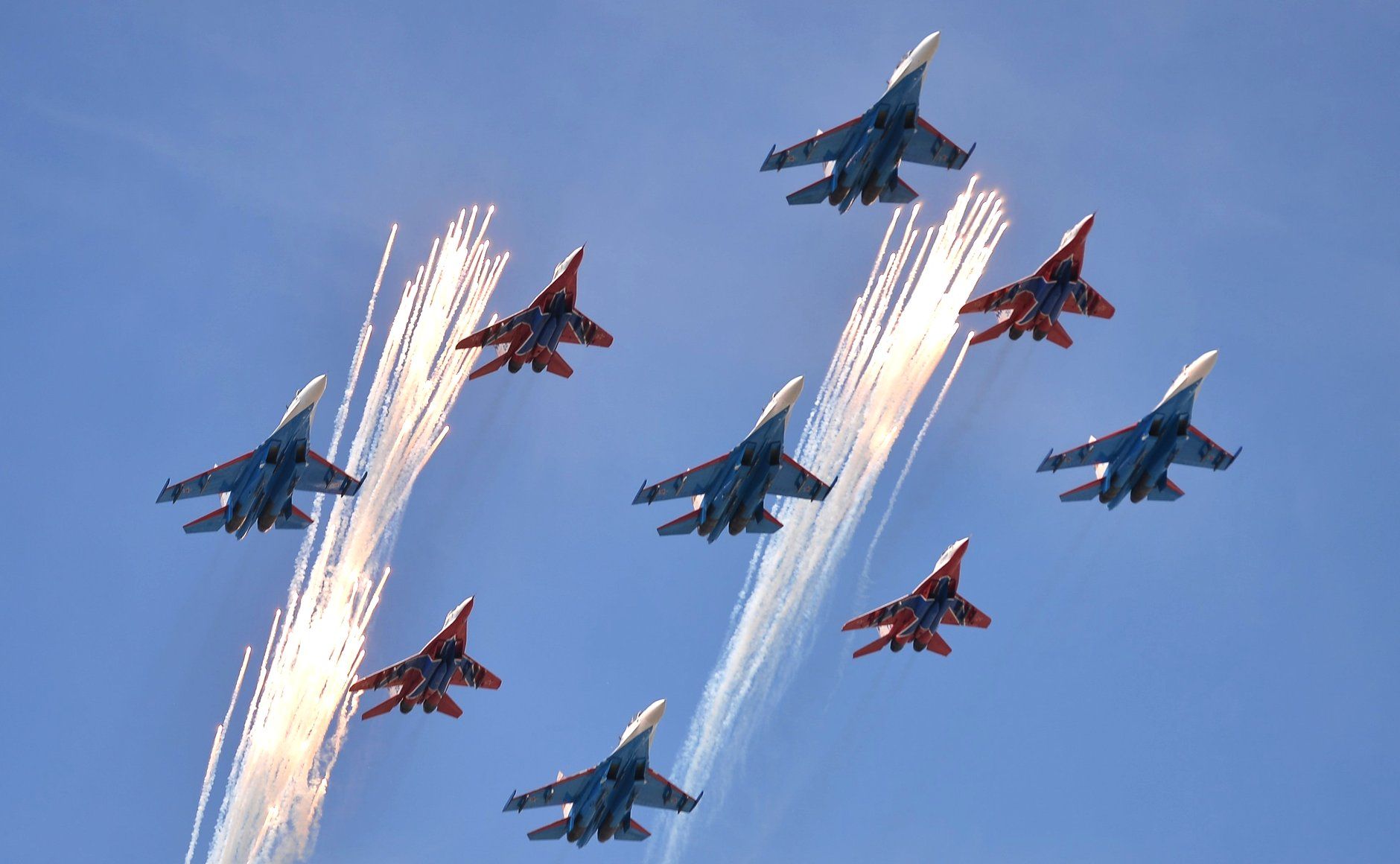
Cavaleiros russos e Strizhi sobre a Praça Vermelha
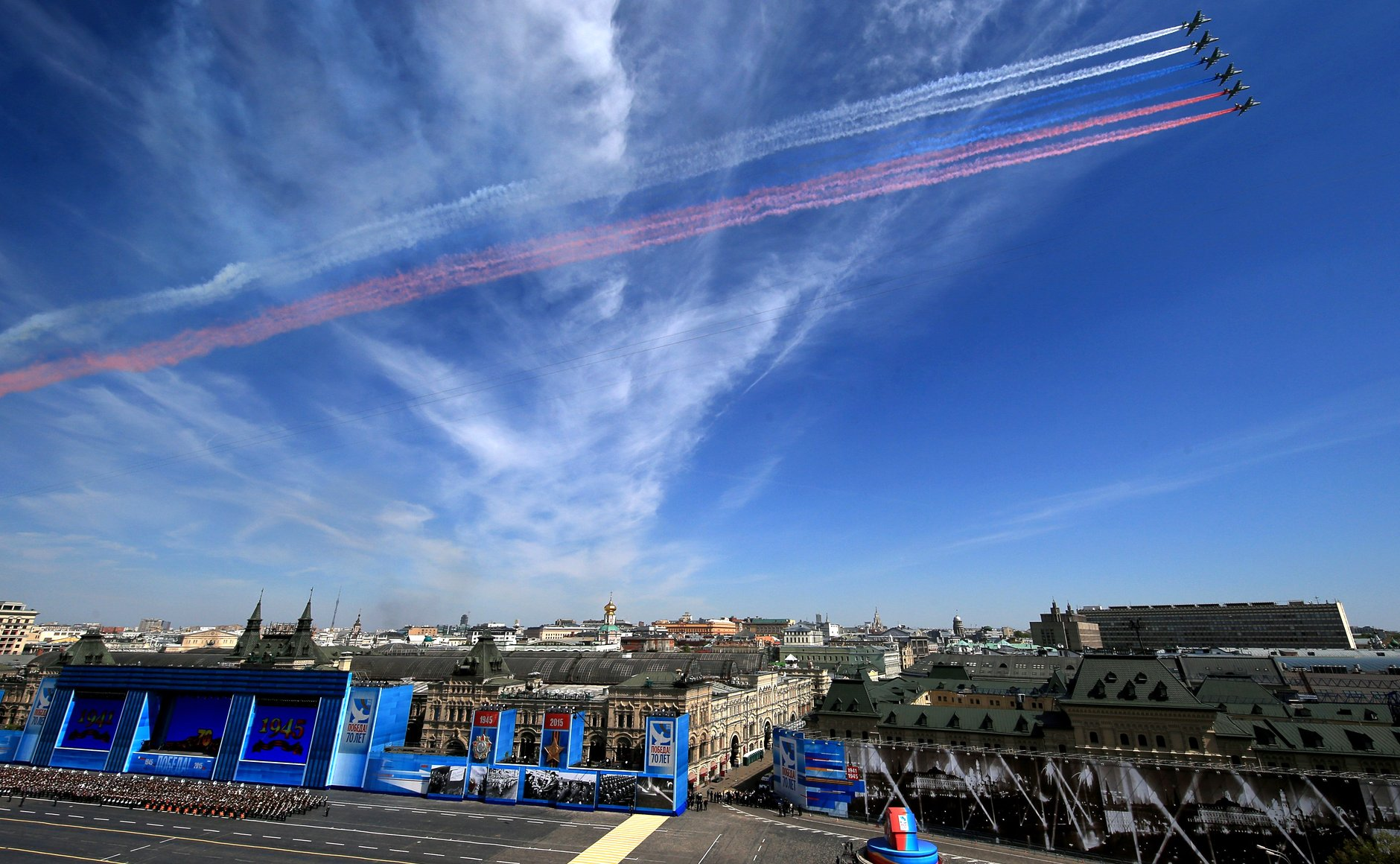
Su-25s colorindo o céu com a bandeira russa

## Links externos
- Mapa de toda a Rússia dos Desfiles da Vitória de 2015 Arquivado em 6 junho 2015 no Wayback Machine
- Victory Parade in Moscow, 2015 no YouTube